# Geschichte Algeriens
Die Geschichte Algeriens umfasst die Entwicklungen auf dem Gebiet der Demokratischen Volksrepublik Algerien - von der Urgeschichte bis zur Gegenwart. Sie begann mit den ersten menschlichen Spuren vor 1,78 Millionen Jahren, dem Altpaläolithikum.

## Ur- und Frühgeschichte

### Altpaläolithikum (vor 1,78 Millionen Jahren)

Altsteinzeitlicher Faustkeil aus Algerien, 13,9 × 8,1 × 3,7 cm, 356,7 g, Museum Toulouse

Die ältesten menschlichen Spuren Nordafrikas fanden sich in Algerien. Etwa 1,78 Millionen Jahre alt sind die Artefakte von Aïn el-Hanech (in der archäologischen Literatur meist zu Ain Hanech verkürzt) im Nordosten Algeriens, etwa 12 km nordnordwestlich von El Eulma.
Es fanden sich Schlagsteine (cobbles), ganze Splitter (flakes), verschiedene Bruchstücke und retuschierte Werkstücke. Das hohe Alter der Stätte wurde zwischenzeitlich bezweifelt, fand jedoch jüngst Fürsprecher. In jedem Falle ließ sich belegen, dass die Hersteller dieser Werkzeuge in einer savannenartigen Landschaft lebten, und dass Fleisch einen wichtigen Anteil an der Ernährung hatte. Neben Überresten typischer Jagdbeute wie Nashörner und Elefanten, deren Knochen Bearbeitungsspuren aufweisen, fand man vor allem solche von Equus tabeti, einer Pferdeart.
Bereits seit geraumer Zeit wurden Grabungen durchgeführt, die an verschiedenen Stellen in Marokko und Algerien zu besonders früh datierten Funden führten; in Tunesien fand sich bisher allerdings nur ein einziges Artefakt aus der Zeit vor dem durch die Leitform des Faustkeils gekennzeichneten Acheuléen, nämlich Chopper oder Hacker. Dabei handelt es sich um ein Geröllgerät des frühen Paläolithikums, dessen Schneide durch Bearbeitung einer Kante erzeugt wurde. Chopper sind die ältesten Steingeräte der Menschheit und zugleich die ersten Kerngeräte.
In Nordalgerien sind neben Ain Hanech die Fundstätte Mansourah im Nordosten, Djebel Meksem bei Ain Hanech und Monts Tessala im Nordwesten bekannt. Hinzu kommen Fundstätten in der Sahara wie Aoulef und Reggan in der Mitte des Landes, dann Saoura im Westen und Bordj Tan Kena an der Grenze zu Libyen. Meist fehlten wichtige stratigraphische Informationen, was zu voreiligen und sehr frühen Datierungen führte, die heute nicht mehr zu halten sind. Eine große Hürde für genauere Datierungen stellt die Tatsache dar, dass übliche Datierungsverfahren nicht angewendet werden können, etwa weil in der Region Vulkane fehlen, deren Material ansonsten die Ermittlung von Datierungsintervallen zulässt.
Grabungen in den Jahren 1992–1993 und 1998–1999 führten zu dem Ergebnis, dass Ain Hanech keine einzelne Fundstätte ist, sondern dass sich auf einem Areal von etwa einem Quadratkilometer Fläche vier Stätten befinden. Diese sind neben Ain Boucherit, das etwa 200 m südöstlich von Ain Hanech westlich des namengebenden Baches Ain Boucherit liegt, die Plätze El-Kherba und El-Beidha, die 300 bzw. 800 m südlich der klassischen Fundstätten liegen. Paläomagnetische Untersuchungen ermittelten für die relevante Schicht in Ain Hanech, wo zahlreiche Artefakte an einem einstigen Bachlauf entdeckt wurden, ein Alter von 1,95 bis 1,77 Millionen Jahren. Die bis zum Jahr 2006 entdeckten Oldowan-Artefakte befinden sich in einer Schicht, in der keinerlei Spuren des Acheuléen erschienen, so dass diese Besiedlungsphase in keinem Zusammenhang mit den ältesten Funden steht. 2475 oftmals sehr kleine archäologische Fundstücke, die Bearbeitungsabfälle darstellen, dazu 1243 Knochen und 1232 Steinartefakte fanden sich in Ain Hanech. In El-Kherba fanden sich 631 Stücke, darunter 361 Knochen und 270 Steinartefakte. In fast allen Fällen sind Kalk- und Feuerstein die Ausgangsmaterialien (43 bzw. 56 %), Quarzit und Sandstein sind hingegen äußerst selten. Feuerstein, der in El-Kherba noch häufiger vorkommt, ist hier meist schwarz, gelegentlich grün. Kerne aus Feuerstein sind durchgängig kleiner als die aus Kalkstein, die Abschläge sind sehr klein, wenn auch der größte immerhin 106 mm misst. In Ain Hanech fanden sich 411 retuschierte Stücke, überwiegend an den Schmalseiten retuschierte Kratzer (50 %) und denticulates (32 %), also gezähnte Geräte, dann end-scraper, also schmale Klingen oder Abschläge mit mindestens einer konvexen Seite zum Schaben (8,5 %), und schließlich Geräte mit Einkerbungen oder Scharten (notches) (7 %); sehr selten sind Stichel, Faustkeile wurden gar nicht gefunden. Ain Hanech repräsentiert die älteste bekannte Steinbearbeitungstechnologie (mode 1) und zählt damit als einzige Grabungsstätte Nordafrikas zum Oldowan; die Funde lagen vollkommen getrennt von denen des Acheuléen, die sich sechs Meter weiter oberhalb befanden.
An beiden algerischen Stätten fanden sich bisher schwer deutbare Überreste großer Säugetiere, wie Giraffen oder Flusspferde, die von Steinartefakten umgeben waren. Zu den seit den ersten Grabungen bekannten Tierarten kamen Neuentdeckungen, wie etwa Equus numidicus. Insgesamt stellen die Funde und die an ihnen nachweisbaren Schlag- und Schnittspuren die ältesten Belege für das Zerlegen größerer Tiere in Nordafrika dar.

### Acheuléen

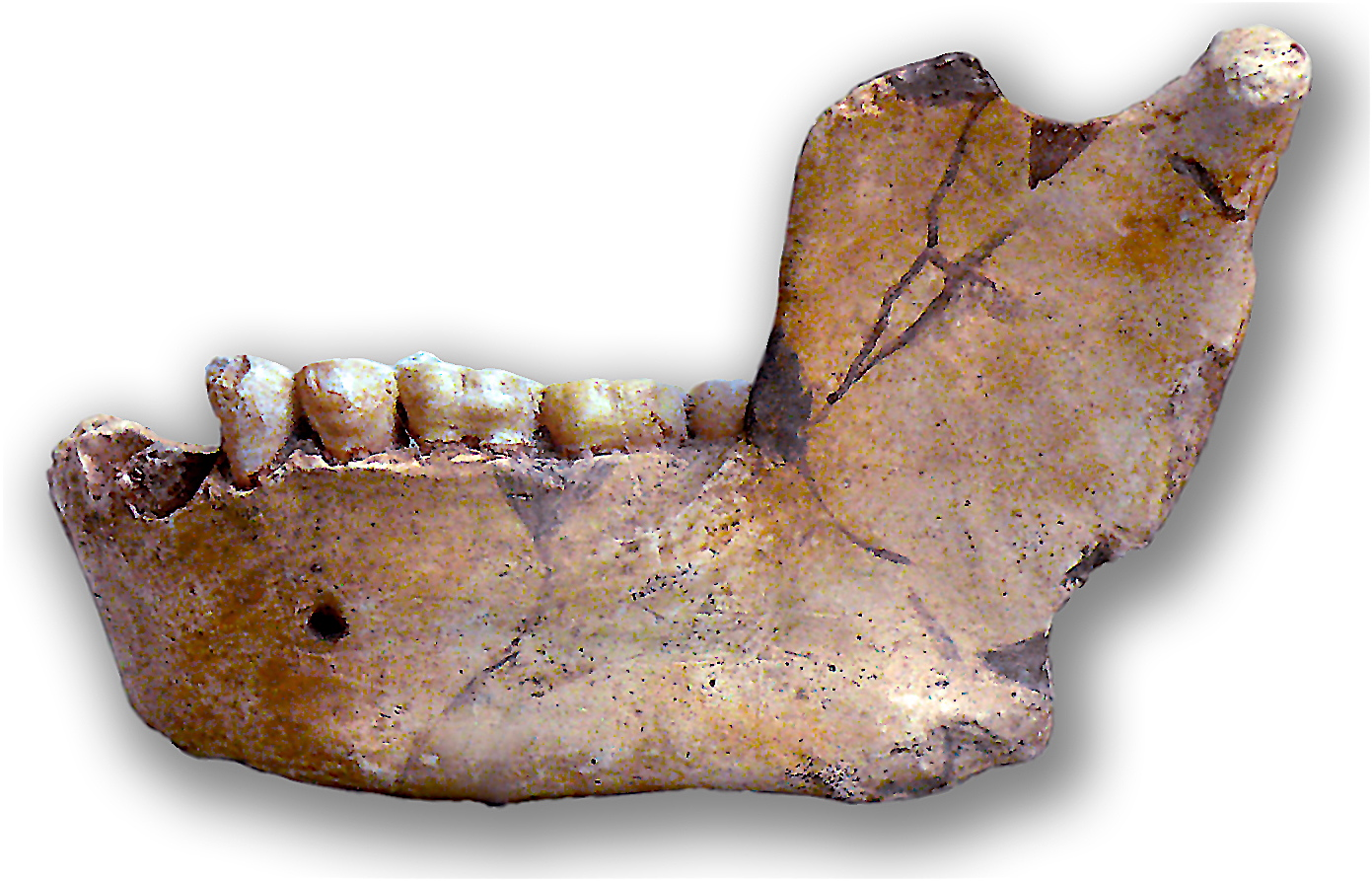
Der Unterkiefer von Ternifine

Neben den Fundstätten bei Casablanca ist Tighennif im Westen Algeriens die bedeutendste Archeuléenstätte des Nordwestens. Rund eine Million Jahre jünger als die genannten Spuren sind die dort entdeckten ältesten menschlichen Überreste Algeriens. Der Unterkiefer von Ternifine (heute: Tighénif) wurde 1954 in einem Steinbruch 20 km östlich von Muaskar im Nordwesten des Landes entdeckt und zunächst als Atlanthropus mauritanicus, heute eher als Homo erectus mauritanicus oder Homo mauritanicus bezeichnet. Er wurde auf ein Alter von etwa 700.000 Jahren datiert. Damit handelt es sich um die ältesten menschlichen Überreste Nordwestafrikas. Sie bestehen aus drei Unterkiefern (Tighénif 1, 2, 3), einem Scheitelbein (Tighénif 4) und mehreren Zähnen, von denen vier wohl von einem 8 bis 10 Jahre alten Kind stammen. Noch immer bestand die Fauna aus Säugetieren, wie etwa dem Elefanten Loxodonta, dem Nashorn Ceratotherium oder verschiedenen Antilopenarten. Die Landschaft dürfte offen gewesen sein, doch bestanden ausreichend Gewässer. Einige Anzeichen deuten auf eine Abkühlung hin, die sich an der Zuwanderung von Steppenbewohnern erkennen lässt.
Das Acheuléen, dem der Fund zuzuordnen ist, setzt vor etwa 1,75 Millionen Jahren in Ostafrika ein und wird mit dem Erscheinen des Homo erectus in Verbindung gebracht. Leitartefakt ist der Faustkeil. Während bis vor wenigen Jahren das Entwickelte Oldowan in zwei Phasen aufgeteilt wurde, hat sich die Zuweisung des zweiten Abschnitts dieser Phase zum Acheuléen weitgehend durchgesetzt. Die Herstellungstechnik ging von kleinen, oft rauen Kernen zu größeren über, die die Herstellung von größeren Werkzeugen gestatteten. Neue Materialien und neue Bearbeitungstechnik erforderten größere Kraft und größere Genauigkeit sowie eine bessere Koordination.
Das späte Acheuléen ist gleichfalls in Algerien anzutreffen, so etwa am Lac Karar im Nordwesten; hier entstanden auf der Grundlage weicherer Bearbeitungsschläge lanzett- und herzförmige Faustkeile, Cleaver (eine besondere Form rechteckiger Faustkeile), dazu große und kleine Abschläge.
Mit Saoura und Tabelbala-Tachenghit ist das Acheuléen auch in der Sahara vertreten, die zu dieser Zeit ungleich günstigere Lebensbedingungen bot. Neben Geröllgeräten tauchen in der frühen Phase rohe trihedrons (Dreibeine), selten Faustkeile, Abschläge und Kerne auf. Länger als im Norden blieben hier die dicken und unter größerem Kraftaufwand hergestellten Faustkeile in Gebrauch. Cleaver sind aber bereits in dieser Phase zwischen 1.000.000 und 600.000 Jahren zahlreich, und die Levalloistechnik kam in Gebrauch. Danach wurden die Geräte feiner, Cleaver dominierten weiterhin, es entstand eine Tabelbala-Tachenghit-Technik, eine Vor-Levalloistechnik. Etwas weiter im Westen, in der Tarfaya-Region fanden sich gleichfalls Hinweise auf die Levalloistechnik, doch könnte die geringe Zahl von Funden auf ein langsames Verschwinden des Acheuléen hinweisen. In Tihodaine, nahe dem Tassili-n’Ajjer-Plateau, befindet sich eine der seltenen Stätten, wo Tierreste mit Acheuléenartefakten auftreten. Ihr Alter wurde auf mindestens 250.000 Jahre bestimmt, ähnlich wie Sidi Zin in Tunesien.

### Atérien (vor mehr als 100.000 bis 30.000 v. Chr.), anatomisch moderner Mensch
Träger der nordafrikanischen Atérien-Kultur war der anatomisch moderne Mensch (Homo sapiens), wobei die Kultur möglicherweise erst im Maghreb entwickelt wurde. Nach marokkanischen Funden zu schließen geschah dies bereits vor 145.000 bis 171.000 Jahren. Damit kommt dem Atérien eine Schlüsselstellung bei der Frage der Ausbreitung des Homo sapiens in den Maghreb und (möglicherweise) nach Europa zu. Im Maghreb folgten jedenfalls auf späte Faustkeilkomplexe die Abschlagindustrien, die den südeuropäischen und vorderasiatischen stark ähnelten.
Das Atérien, benannt nach der Fundstätte Bi’r al-'Atir südöstlich von Constantine, galt lange als Teil des Moustérien, analog zur westeuropäischen Entwicklung. Es gilt jedoch inzwischen als spezifische archäologische Kultur des Maghreb, die einen sehr hohen Bearbeitungsstand ihrer Steinwerkzeuge erreichte.

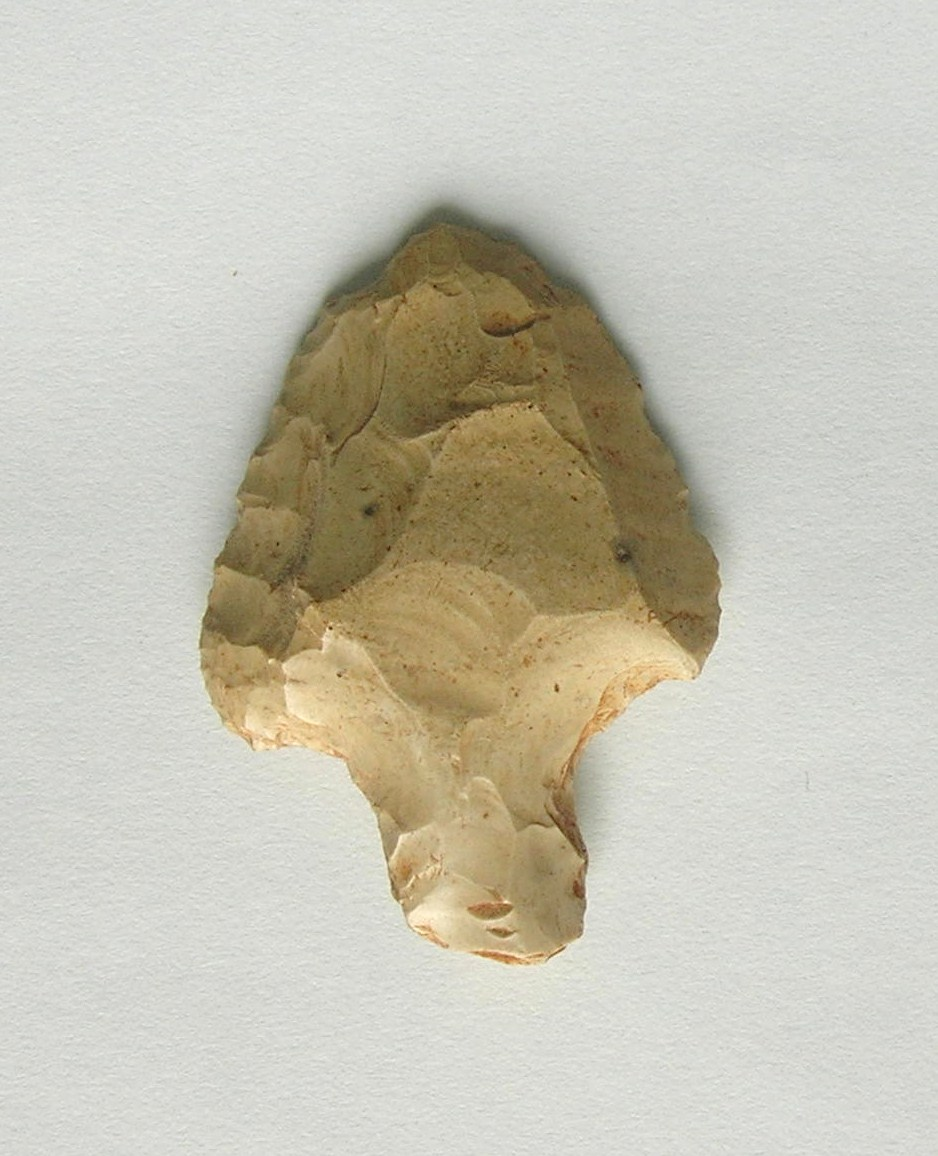
Aterien-Spitze aus Djelfa im Saharaatlas im zentralen Norden Algeriens

Sie entwickelte einen Griff für Werkzeuge, verband also verschiedene Werkstoffe zu Kompositwerkzeugen. Leitform ist die mit einer Art Dorn ausgestattete Atérien-Spitze, die geeignet ist, in einem zweiten Werkzeugteil befestigt zu werden. Bereits 1886 wurde sie durch Grabungen im Eckmuhl-Steinbruch (Carrière d’Eckmuhl, einem Vorort von Oran) als eigene archäologische Kultur erkannt. Anfang der 1920er Jahre erhielt sie den Namen Atérien. Zwar waren die Träger dieser Kultur moderne Menschen, doch kamen diese spätestens vor 80.000 Jahren in den Maghreb, wie der Schädel von Dar es-Soltan belegt.
Möglicherweise kamen die ersten anatomisch modernen Menschen aber gar nicht mit der Atérienkultur in den Maghreb, sondern entwickelten sie vor Ort. Der älteste Fund menschlicher Überreste dieser Art in Marokko ist immerhin 190.000 bis 160.000 Jahre alt (Djebel Irhoud) und liegt damit vor den bisherigen Grenzen des Atérien. Dort fanden sich zwar Moustérien-Artefakte, aber keine typischen Artefakte des Atérien.
Möglicherweise ist im späten Atérien ein kultureller Verlust zu konstatieren, denn bisher sind keine Belege für (Körper-)Schmuck bekannt, wie er sich in der Grotte des Pigeons bei Taforalt in der Region Oujda im Osten Marokkos fand. Dort wurden 13 durchbohrte Schneckenhäuser entdeckt, die auf ein Alter von 82.000 Jahren datiert wurden. Die Muscheln wurden vom Mittelmeer 40 km weit transportiert, mit Ocker verziert und so durchbohrt, dass man sie als Kette tragen konnte. Sie gelten als ältestes symbolisches Objekt. Die Entstehung einer Symbolebene wird von manchen Archäologen dem modernen Menschen zugeschrieben, gleichsam als biologisch determiniertes Erbgut, während andere dieses Muster bereits bei den Neandertalern in Eurasien sehen. Neben biologischen Ansätzen werden aber auch kulturelle oder klimatische Ursachen diskutiert.

### Epipaläolithikum (bis 6000 v. Chr.)

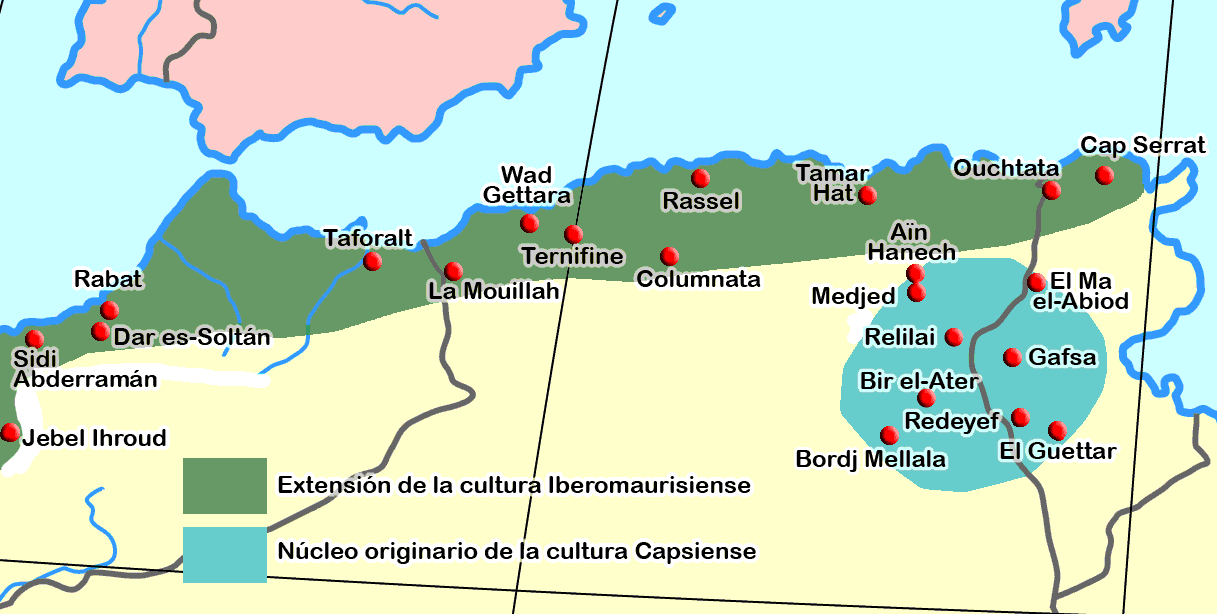
Fundstätten der iberomaurusischen und der Capsien-Kultur in Nordafrika

Die Zeit von etwa 25.000 bis 6000 v. Chr. umfasst im Maghreb sowohl Jäger-und-Sammler-Kulturen als auch solche des frühesten Übergangs zur sesshaften, bäuerlichen Lebensweise. Wie in vielen Regionen des Mittelmeerraums ging dem Übergang zum Ackerbau eine lange Phase zunehmender Ortsgebundenheit voraus, die zwar die Voraussetzung für die Übernahme landbebauender Techniken bildete, jedoch nicht, gleichsam rückwärts, ihre Entstehung erklären kann. Diese Langzeitentwicklung wurde in jedem Falle stark von Klimaveränderungen determiniert.
Die Vergletscherungen der letzten Kaltzeit erreichten zwar nicht die nordafrikanische Küste, doch führten kältere Nordwestwinde zu einem trockeneren Klima. Pollenuntersuchungen konnten die Zunahme von Steppenpflanzen in der Region belegen. Der Ifrah-See im Mittleren Atlas bietet dabei Pollenfunde aus der Zeit zwischen 25.000 und 5000 BP. Sie belegen wiederum, dass die Temperatur während des letzten glazialen Maximums (21.000 bis 19.000 BP) im Schnitt um 15 °C niedriger lag und der Niederschlag sich um 300 mm pro Jahr bewegte. In dieser Zeit verschwand selbst die Atlas-Zeder (Cedrus atlantica), wenn sich auch Eichen weiter nachweisen lassen. Ab 13.000 BP stiegen Temperatur und Niederschlag langsam an, zwischen 11.000 und 9000 BP kam es erneut zu einer Abkühlung. Im algerischen Chataigneraie, nicht zu verwechseln mit dem französischen, ließ sich belegen, dass die Zeder mit dem starken Anstieg der Temperaturen und der Feuchtigkeit um 9000 BP stark zurückging, ein Anstieg, der sich bis etwa 6500 BP fortsetzte.

#### Ibéromaurusien (17.000 bis 8000 v. Chr.): beginnende Sesshaftigkeit
Das Ibéromaurusien, eine an der nordafrikanischen Küste und im Hinterland verbreitete Kultur, breitete sich zwischen 15.000 und 10.000 v. Chr. an der gesamten maghrebinischen Küste aus. Wichtiger Fundort ist Afalou Bou-Rhummel bei Bejaia, vor allem aber das marokkanische Ifri n’Ammar.
Das Ibéromaurusien ist die älteste Stufe des maghrebinischen Epipaläolithikums; sie erstreckt sich von 17.000 bis 8000 v. Chr. Ihre kennzeichnenden Artefakte, mikrolithische Rückenspitzen, fanden sich zwischen Marokko und der Kyrenaika, allerdings nicht in Teilen Westlibyens. Südwärts erstreckte es sich bis weit in den Atlas, in Marokko sogar bis in die Region Agadir (Cap Rhir). Die lithische Industrie des Ibéromaurusien basierte auf Klingen, besonders häufig sind Rückenspitzen, die zu Kompositgeräten verarbeitet wurden, etwa paarig zu geklebten, zweischneidigen Pfeilspitzen. Der Anteil der Rückenspitzen macht regelmäßig 40 bis 80 % der Steingeräte aus.
Neben der lithischen Industrie entstand eine hochentwickelte Knochentechnologie. Die Knochen wurden zu kleinen Spitzen verarbeitet, aber auch dekoriert. Daneben wurden Muschelschalen verarbeitet, anscheinend aber nicht zu Schmuck, sondern eher – auch bis über 40 km von der Küste entfernt – als Bestandteile von Wasserbehältern oder als Lebensmittelreste. In Afalou fanden sich aus Lehm geformte und bei 500 bis 800 °C gebrannte tierförmige Figurinen (in einfacherer Form auch in Tamar Hat), aber auch Steinritzungen fanden sich, etwa auf Schlagsteinen, wie etwa das Mähnenschaf von Taforalt.
Das Mähnenschaf, das zu den Ziegenartigen zählt, war eine wichtige Nahrungsgrundlage. In Tamar Hat lag sein Anteil bei 94 % der Huftierknochen, was zu Überlegungen Anlass gab, ob die Tiere nicht in Herden gehalten worden sein könnten. In jedem Falle muss es sich um eine hochgradig spezialisierte Form der Jagd gehandelt haben. Umstritten ist, ob diese Art der kontrollierten Haltung oder Jagd in Zeiten größerer Trockenheit in Übung kam, um dann bei zunehmender Feuchtigkeit wieder zugunsten früher üblicher Jagdformen aufgegeben zu werden.
In Algerien sind die Hauptfundstätten zunächst um die marokkanisch-algerische Grenze zu finden (Ifri El Baroud, Ifri n’Ammar, Kifan Bel Ghomari, Taforalt, Le Mouillah, Rachegoun), dann entlang der Küste (Rassel, Afalou, Tamar Hat, Taza), schließlich einige wenige Stätten im Hinterland (Columnata, El Hamel, El Honçor, Dakhlat es Saâdane, Aïn Naga), schließlich an der algerisch-tunesischen Grenze (Khanguet El-Mouhaâd, Aïn Misteheiya, Relilaï, Kef Zoura D, El Mekta). Die dem Iberomaurusien vorangehenden Kulturen variieren regional, in Taforalt löst es eine Industrie ohne Abschläge ab. Im Iberomaurusien ließen sich Unterschiede in der Steintechnologie zwischen der Küste und dem Hinterland belegen, auch reagierten die Menschen in der Steinbearbeitungstechnologie auf verschiedene Weise auf differierende ökologische Nischen.
Die Entstehung des Iberomaurusien könnte mit der um 23.000 bis 20.000 BP stattfindenden Verbreitung der Rückenklingen zusammenhängen, wie sie große Teile des Nahen Ostens und Nordafrikas erfasste. Ob die Ausbreitung von Ost nach West entlang der Küste erfolgte oder auf einer südlicheren Route ist unklar. Nachweisen lässt sich die Kultur bis nach 11.000 BP, wahrscheinlich sogar bis um 9500 BP.
Die ältesten Begräbnisstätten stammen aus den algerischen Fundstätten Afalou-bou-Rhummel und Columnata. Anatomisch gehörten die Toten dem modernen Menschen an, waren aber robust gebaut. Sie wurden 1932 von Marcellin Boule und Henri V. Valois als „Mechta-Afalou“ eingeordnet, doch gilt heute als widerlegt, dass es sich um eine eigene „Rasse“ handelte. Dieser wurde jedenfalls ohne weitere Belege die Guanchen der Kanaren zugewiesen. Gegen diese Einordnung spricht, dass dieser ausschließlich anhand von anatomischen Merkmalen und entsprechend sortierten Skeletten beobachtete Typ auch in Libyen auftaucht, wo er einer anderen Kultur zugeordnet wurde, aber auch in Fundstätten des Capsien in Tunesien und Algerien. 1955 wurde die „Mechta-Afalou-Rasse“ sogar noch in vier Untertypen differenziert, indem man nach bloßem Augenschein sortierte. Noch um 1970 wurden auf diese Art weitere „Rassen“ definiert.
Auffällig ist die Entfernung meist gesunder Zähne, zum Beispiel beim Schädel Hattab II, vor allem der Schneidezähne. Da es keine sonstigen Gewaltspuren im Gesichtsbereich gibt, hatte dies wohl eher kosmetische, rituelle oder gesellschaftliche Gründe, etwa Statusgründe.
Um 13.000 BP kamen große Abfallhaufen auf, die sich ganz überwiegend aus den Schalen von Mollusken zusammensetzten. Sie fanden sich in Höhlen des westlichen Maghreb und tauchten zeitlich wenig vor den Capsienfundstätten Algeriens und Tunesiens auf, den escargotières. Ob diese Hügel Anzeichen erhöhter Ortsfestigkeit sind, ähnlich wie die wachsende Zahl an Begräbnisstätten, wird noch untersucht.

#### Capsien (etwa 8000 bis 4000 v. Chr.)
In Ostalgerien und Tunesien folgte dem Iberomaurusien das Capsien, das seit 1909 mit der Entdeckung der Fundstätte Mekta bei Gafsa in Südtunesien bekannt wurde. R. Vaufrey schlug 1933 eine Aufteilung in typisches und oberes Capsien vor, eine Einteilung, die bis heute Gültigkeit hat.
Während in der früheren Phase große Werkzeuge vorherrschten, dominierten in der späteren Phase (geometrische) Mikrolithen. Die Grenze zwischen den beiden Phasen, die mit dem Erscheinen einer veränderten Herstellungstechnik für Klingen, der pression pour le débitage lamellaire oder pressure-flaked bladelets, zusammenfällt, könnte um 6200 cal v. Chr. liegen. Es folgte demnach dem typischen Capsien (ab 9400 bis 9100 BP) ein oberes Capsien (ab 8200 BP). Mit dessen neuer Technik, bei der weniger durch Schlagen als durch Druck Klingen gewonnen wurden, ist eine erhebliche Verfeinerung der Steintechnologie verbunden, sie ist aber auch Indiz für eine Veränderung der Lebensweise.
Wie sich in Hergla im Norden Tunesiens belegen ließ, waren die dortigen Jäger, Fischer und Sammler in der 1. Hälfte des 6. Jahrtausends in der Lage, neben dem vorherrschenden Kalk- und Feuerstein, Obsidian zu verarbeiten. Dieses vulkanische, glasartige Material kann nur über das Meer gekommen sein, so dass es als sicherer Beleg für Seefahrt gelten kann, die spätestens an der Wende vom 7. zum 6. Jahrtausend v. Chr. eingesetzt haben muss. Im westlichen Mittelmeerraum kommen die östlichen Obsidiangebiete wie Anatolien nicht in Frage, das karpatische Obsidian reichte westwärts nur bis zum norditalienischen Triest. Infrage kamen also nur Pantelleria, Palmarola, Lipari und Sardinien. Das Material stammte, wie chemische Untersuchungen erwiesen, von der Insel Pantelleria. Die Bearbeitung erfolgte offenbar in ähnlicher Form, wie man es von den Steingeräten gewohnt war.
Im Gegensatz zum Iberomaurusien, das zwar auch Abfallhügel kannte, entstanden nun solche Hügel, in denen sich organische Überreste vergleichsweise gut hielten, nunmehr als in der Landschaft sichtbare Hügel, nicht nur in Höhlen. Die meisten menschlichen Überreste wurden in diesen Hügeln, den escargotières entdeckt. Die Entfernung der Schneidezähne war wesentlich seltener als zuvor, sie beschränkte sich nach dem Iberomaurusien überwiegend auf Frauen. In dieser Hinsicht lassen sich um 9500 BP regional abweichende Praktiken feststellen.
Im nordtunesischen Hergla ließ sich auch die Herstellung von Keramik in situ nachweisen. Damit liegt die Keramik zeitlich auch hier früher als die beginnende Jungsteinzeit, wie es im Nahen Osten und in zahlreichen anderen Gebieten bereits nachweisbar ist. Vorjungsteinzeitliche Keramik fand sich in El Mermouta und El Mirador in Nordalgerien. Offenbar übernahmen die Jäger, Fischer und Sammler zwar jungsteinzeitliche Innovationen, blieben jedoch bei ihrem bisherigen Lebensstil. Zudem kam es zu einer Art Fernhandel oder -austausch auch über See, zu technologischen Innovationen und zu einer begrenzten Sesshaftigkeit sowie zur Bildung von Nahrungsmittelvorräten. In Aïn Misteheyia im Osten Algeriens konnte die Anpassungsfähigkeit dieser Gesellschaften an die klimatischen Veränderungen belegt werden. Möglicherweise zählen die Menschen des Capsien zu den Vorfahren der Berber.

### Jungsteinzeit (vor 5600 v. Chr.)

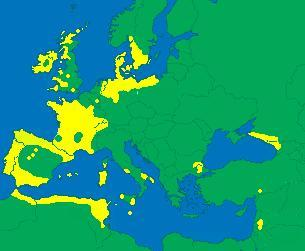
Verbreitung megalithischer Strukturen

Einige Zeit lang wurden Getreidekörner in akeramischen Schichten als Anzeichen für eine frühe Neolithisierung Marokkos gehalten. Dabei stammten die Pflanzen und Tiere, aber auch die Impressoware aus Südspanien. Im Osten Marokkos und in Algerien setzte der Prozess demnach noch später ein. Fundstätten wie Hassi Ouenzga zeigen, dass diversifizierte Keramiken lokaler Typen zunächst erschienen, dann erst domestizierte Tiere.
Die bis 2012 ermittelten Daten für altneolithische Funde aus dem Projekt „Rif Oriental“ reichen bis 5600 v. Chr. zurück, jüngste Daten der Küstenstationen sind wohl noch älter. Die Fundstelle Ifri Ouzabor weist unter dem Altneolithikum eine epipaläolithische Schicht auf. Schon die Funde der oberen Schicht liegen hier um 6500 v. Chr. und sind somit tausend Jahre jünger als das bisherige Enddatum des Ibéromaurusien im Hinterland der Küste (Ifri el-Baroud). Möglicherweise lässt sich hier die gesuchte Kontinuität des Epipaläolithikums zum Altneolithikum belegen.
Jedenfalls scheint es im Westen und Norden Marokkos keine Kontinuität zwischen den Jäger-und-Sammler-Kulturen und den neolithischen Kulturen gegeben zu haben. Allerdings bestand die Sitte, die Schneidezähne zu entfernen fort. Während sie im Osten des Maghreb nunmehr selten anzutreffen war, war sie im Westen bei 71 % der Individuen vorhanden und sie betraf Männer wie Frauen wieder gleichermaßen. Dies mag für eine Kontinuität der Bevölkerung sprechen.

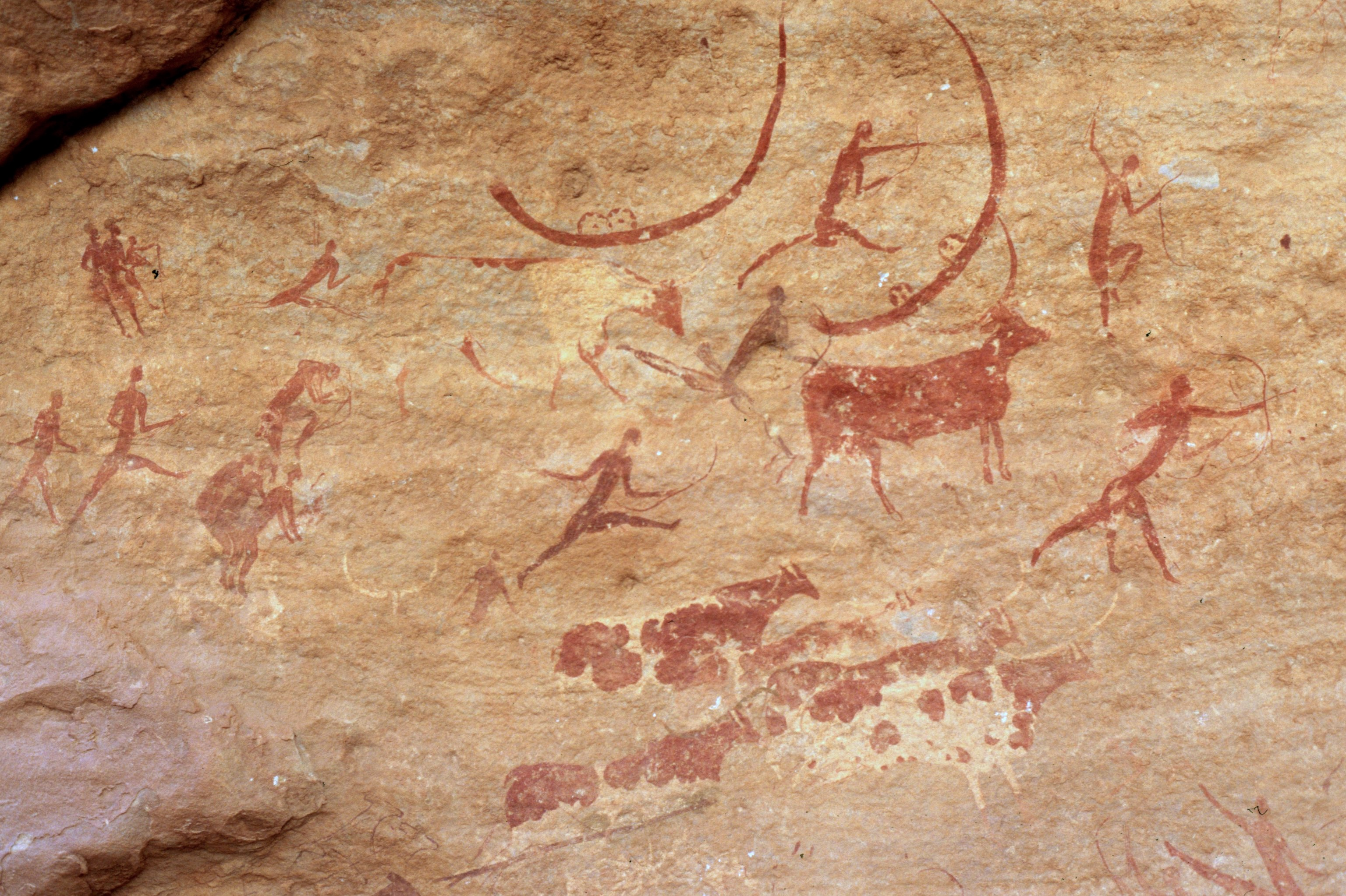
Felsmalerei im Tassili n'Ajjer im Südosten Algeriens

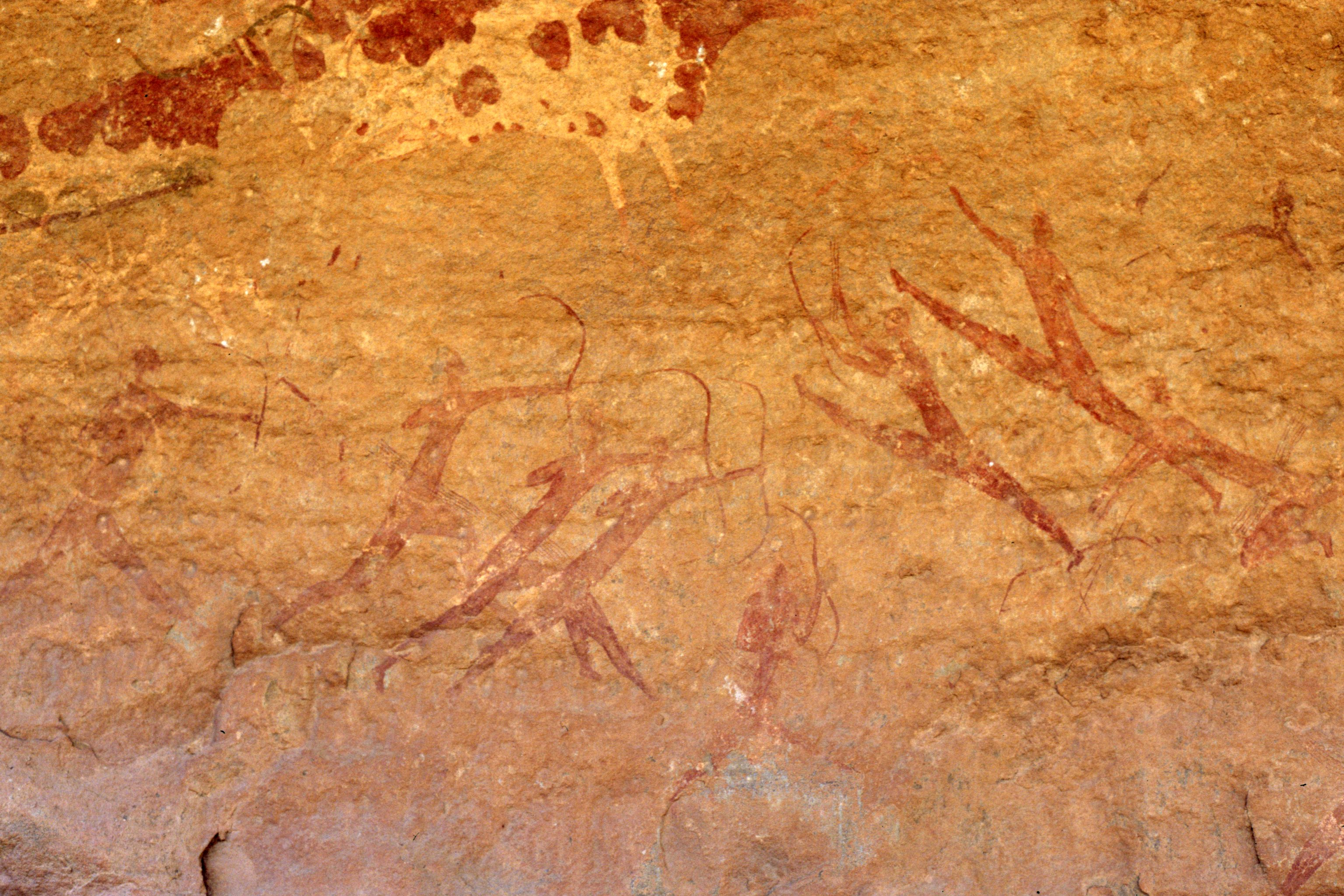
Jäger mit Pfeil und Bogen

Die ältesten Felszeichnungen des Maghreb fanden sich bei Ain Sefra und Tiout. In den Berghängen des Mont Ksour bis hin nach El Bayadh fanden sich Abbildungen von Straußen, Elefanten und Menschen. Bei diesen Felsbildern unterscheidet man fünf Phasen. Von 9000 bis 6000 v. Chr. entstanden hauptsächlich Gravuren in der nach dem Asiatischen Wasserbüffel (Bubalus) genannten Bubalus-Phase. Dieser folgten erste Malereien (Rundkopf, 7000 bis 6000 v. Chr.), in der Rinderzeit (4000 bis 2000 v. Chr.) folgen feine Darstellungen von Rindern, anderen Haustieren und Menschen. In der Pferdezeit (2500–1500 v. Chr.) und in der Kamelzeit (ab 100 v. Chr.) folgen entsprechende Darstellungen.

### Libyer, Berber, Imazighen
Es ist anzunehmen, dass bereits seit dem Capsien Kulturen von erheblicher Kontinuität nachweisbar sind, aus dem sich später die Volksgruppe der Libyer bzw. deren Vorfahren entwickelte, welche lang unter dem Sammelbegriff Berber bezeichnet wurden. Da dies jedoch nicht vollkommen gesichert ist, verwenden viele Autoren die traditionelle Bezeichnung „Libyer“, die allerdings schon bei den Griechen variabel benutzt wurde. Unser heutiges Wort „Barbar“ leitet sich aus dem Lateinischen ab, wo Menschen, die eine andere Sprache sprachen, als Barbaren bezeichnet wurden und „bar-bar“ die fremde Sprache imitieren sollte. Auch im Arabischen findet sich diese Bezeichnung – „barbari“ – wieder, wo die Region der Berber oft als „Berberei“ bezeichnet wurde. Die Eigenbezeichnung der Berber hingegen lautet „Imazighen“ bzw. „Amazigh“ im Singular.
Ab etwa 2500 v. Chr. wurde die Sahara wieder trockener, was zahlreiche Gebiete unbewohnbar macht und zahlreiche Gruppen zwang, günstigere Gebiete aufzusuchen. Um 1500 v. Chr. wurde der nahöstliche Einfluss stärker und an der Straße der Garamanten fanden sich zahlreiche Felsbildstationen, die Pferde und Streitwagen darstellen.

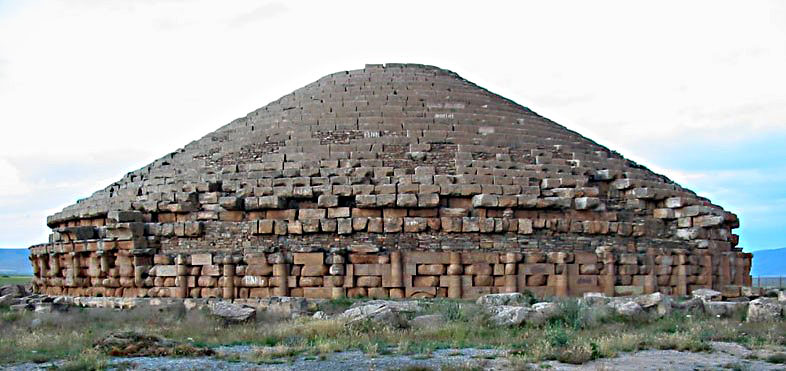
Mausoleum von Medracen

In Algerien existieren große Grabhügel, die, wie in Mzora, einen Durchmesser bis 54 m hatten. Sie sind wahrscheinlich auf 1000 v. Chr. zu datieren. Die späteren Tumuli weisen bereits phönizische Einflüsse auf, wenngleich die Hügel auf Libyer zurückgehen. Ein als Medracen bekanntes Mausoleum stammt wohl aus dem 4. oder 3. Jahrhundert v. Chr. und hat einen Sockeldurchmesser von 58,9 m. Mehrere der Bauwerke aus der vor-islamischen Berberzeit wurden 2002 der UNESCO als Kandidaten für das Weltkulturerbe vorgelegt.
Schriftliche Quellen setzen erst im 2. Jahrhundert v. Chr. ein. Zu dieser Zeit hatte sich die Kultur der Berber nicht nur stark regionalisiert, sondern stand in ständigem Austausch mit den Kulturen des Sahel, Ägypten und war über das Mittelmeer mit Südeuropa und dem Nahen Osten verbunden. In diesem Stadium der zunehmenden Sesshaftigkeit, der Entstehung von Dörfern mit großen Nekropolen und einer entsprechenden Architektur der Grabmale, der Entstehung von tribalen, später monarchischen Herrschaftstraditionen sowie der Beeinflussung durch Griechen, Phönizier sowie Römer und der Entstehung einer eigenen Schrift, existiert eine, wenn auch vereinzelt eine schriftliche Überlieferung.
Bei Chemtou, dem antiken Simitthu im Nordwesten Tunesiens, fanden sich Basreliefs. Möglicherweise handelte es sich bei den Darstellungen um lokale Götter, ähnlich wie bei Béja, wo die Darstellungen wohl aus dem 3. Jahrhundert n. Chr. stammen. Während in Borj Hellal aus dem 1. Jahrhundert v. Chr. noch eine Göttin im Mittelpunkt steht, rückt im vierhundert Jahre jüngeren Beja bereits ein männlicher Gott in den Mittelpunkt. Dennoch bestanden, wie römische Quellen berichten, die dii mauri, die maurischen Götter, fort.
Neben diesen Göttern spielten in den phönizischen Gebieten Baal-Hammon und Tanit zentrale Rollen, die Göttin Tanit in Libyern jedoch eine untergeordnete Rolle. Der Einfluss der punischen Religion auf die Berber wurde in der Forschung früh umgedeutet. Die historische Phantasie wurde bis in unser Jahrhundert allzu oft vom Blick auf die karthagischen Menschenopfer bestimmt, die dort nicht von der Hand zu weisen sind. Doch wies nur eine Quelle auf solche Opfer auch bei den Libyern hin. Diese Mauri, Maurusii, Masylii usw. galten den Oströmern als freundlich. Für die feindlichen Berber kamen hingegen zu dieser Zeit Bezeichnungen wie Nasamon oder Marmarides in Gebrauch, Gruppen, die auf dem Gebiet des heutigen Staates Libyen lebten. Als Beleg für Menschenopfer, die es dementsprechend angeblich bis in das 6. Jahrhundert n. Chr. gegeben haben soll, ist die vielfach zitierte Stelle bei Gorippus jedoch kein ausreichender Beleg, wie jüngste Untersuchungen zeigen.

## Karthago, Mauretanien und Numidien
Die Gebiete Algeriens wurden seit Beginn der historischen Überlieferung von Berbern besiedelt. Gegen Ende des 3. Jahrhunderts v. Chr. entstand das Königreich Numidien im Osten und das Königreich Mauretanien, welches neben dem nördlichen Marokko auch das westliche Algerien umfasste.

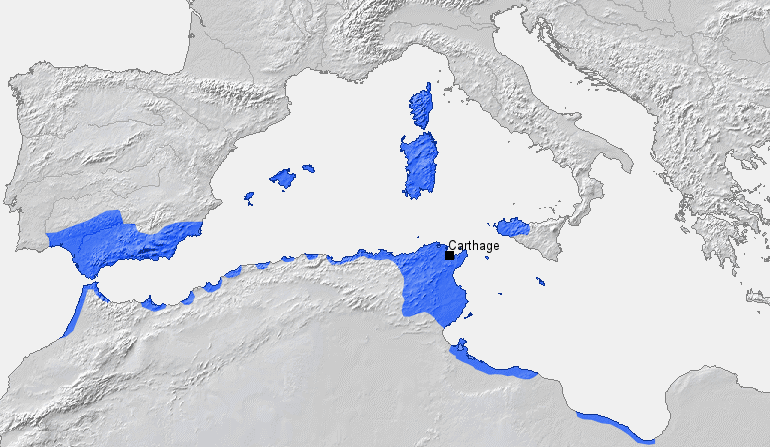
Machtsphäre Karthagos

Rekonstruktion karthagischer Hafenanlagen auf der Insel vor Algier

Um 600 v. Chr. dominierte die Handelsmetropole Karthago, die der Legende nach 814 v. Chr. von Phöniziern gegründet worden war. Die Stadt sicherte sich ein weiträumiges Hinterland. Dabei geriet sie spätestens um 580 v. Chr. mit den griechischen Kolonisten auf Sizilien in immer wieder aufflackernde Konflikte, die sich an den karthagisch-phönizischen Kolonien im Westen der Insel und der Handelskonkurrenz entzündeten. Eine Kette von Stützpunkten reichte bis an die Atlantikküste, einige von ihnen waren Gründungen Karthagos, wie etwa Hippo Regius, Bejaia oder Tipasa.

## Mauretanien, Massyler und Masaesyler

### Expansion Karthagos, Erster Punischer Krieg, Söldnerkrieg (bis 237 v. Chr.)

Kräfteverhältnis im westlichen Mittelmeerraum nach dem Ersten Punischen Krieg

Um 250 v. Chr. stießen die Karthager auf die Hochebene von Theveste im äußersten Osten Algeriens vor.
Mitten im ersten Krieg gegen Rom unternahm Hanno 247 v. Chr. eine Expedition nach Westen, die ihn bis nach Theveste führte, während Hamilkar Barkas nach Sizilien segelte. Möglicherweise fand nach dem Söldnerkrieg – er fand 241 bis 237 v. Chr. nach der Beendigung des Ersten Punischen Krieges statt – ein weiterer Numiderkrieg statt. Vielleicht handelte es sich aber auch nur um die Niederschlagung derjenigen Numider, die sich dem Aufstand der Söldner angeschlossen hatten. Inwiefern dieser äußere Druck die berberischen Gruppen dazu veranlasste, eine Königsherrschaft einzurichten, ist unklar.

### Der Zweite Punische Krieg, Massinissa und Syphax (bis 202 v. Chr.)

Die numidischen Königreiche um 220 v. Chr.

Gaia, der Vater Massinissas, war wohl der erste König der Massyler, des östlichsten der drei Numiderreiche. Das schmale Gebiet lag zwischen dem Gebiet Karthagos und dem der Masaesyler, wobei es um die Grenzstadt Cirta, das heutige Constantine, immer wieder zu Kämpfen zwischen den beiden Numiderreichen kam. Bei den Massylern war der Anteil der ortsfesten bäuerlichen Bevölkerung dabei erheblich höher, als weiter im Westen. Gaias Sohn Massinissa wurde in Karthago erzogen und hatte dort Zugang zu den höchsten Kreisen. Er wurde in der punischen Kriegstechnik geschult und verbündete sich im Kampf gegen Syphax, den König von Westnumidien, während des zweiten punischen Krieges mit Karthago. Er griff Syphax gemeinsam mit einem punischen Heer unter Hasdrubal an und zwang den römischen Verbündeten zum Frieden mit Karthago. 212 v. Chr. setzte er mit Hasdrubal nach Spanien über, wo er mit seinen numidischen Reitern zum Sieg über die Römer unter den Brüdern Publius Cornelius Scipio und Gnaeus Cornelius Scipio Calvus entscheidend beitrug. 213 v. Chr. hatte Syphax jedoch die Front gewechselt und sich mit den Römern verbündet, so dass die Karthager eilig aus Spanien abziehen mussten. Die Karthager suchten ihrerseits eine Annäherung an Gaia. Beide Seiten versuchten Syphax auf ihre Seite zu ziehen.
Als Hasdrubal seine Tochter Sophoniba aus politischem Kalkül mit Syphax verheiratete, nämlich um ihn endlich als Verbündeten zu gewinnen, und als er ihm darüber hinaus die Nachfolge des Gaia in Aussicht stellte, wechselte Massinissa 206 v. Chr. auf die Seite Roms. Doch wurde er von Syphax geschlagen und aus Ostnumidien vertrieben. Auch war sein Erbanspruch keineswegs gesichert. Nach dem agnatischen Recht hatte Gaia nämlich seinen Bruder Oezalces als Nachfolger eingesetzt, doch starb der Greis bald. Er hatte jedoch zwei Söhne; der jüngere war minderjährig, so dass Capussa den Thron bestieg. Gegen den neuen König erhob sich Mazaetulla, der einer verfeindeten Linie des Königshauses angehörte. Beim Kampf zwischen den Prätendenten kam Capussa ums Leben. Der Sieger übertrug dem minderjährigen Bruder des Toten, Lacumaces, den Thron, doch behielt Mazaetulla die wirkliche Macht als Vormund und Regent. Darüber hinaus heiratete er die Witwe des Königs Oezalces, eine Karthagerin.
Massinissa setzte nach diesen Vorgängen von Gades in Südspanien nach Numidien über, ohne zu wissen, wie er mit seinen wenigen Männern zurückkehren sollte. König Baga von Mauretanien stellte ihm nach inständigem Bitten – er wollte keineswegs in den Krieg zwischen Rom und Karthago hineingezogen werden – 4000 Mann zur Verfügung, die ihn durch das Reich des Syphax geleiteten und sich danach zurückzogen. Massinissa setzte sich auf karthagischem Gebiet fest und führte dort einen Kleinkrieg, der für Karthago jedoch überaus verlustreich war. Mazaetulla schickte daher unter seinem Feldherrn Buscar 4000 Soldaten und 2000 Reiter aus, die so erfolgreich waren, dass Massinissa mit nur 50 Reitern entkommen konnte. Er wurde aber bei Clupa (Kelibia) erneut umzingelt und bis auf fünf Mann niedergemacht. Massinissa entkam und stürzte sich mit seinen wenigen Verbliebenen in einen Fluss. Er galt als ertrunken, zwei seiner vier Männer kamen ums Leben. Syphax war nun der Herr über beide Numiderreiche.
Doch Massinissa hatte sich in einer Höhle versteckt, wo ihn seine Männer versorgten. Als er aufbrach, um sein Reich zurückzuerobern, fand er in kurzer Zeit unter den Massylern Anhänger. Bald standen ihm wieder 6000 Fußsoldaten und 4000 Reiter zur Verfügung. Zwischen Cirta und Hippo Regius besetzte er strategisch wichtige Höhen. Doch gegen das Heer Verminas, des Sohnes des Syphax, musste Massinissa eine vernichtende Niederlage einstecken. Syphax verbündete sich 204 v. Chr. endgültig mit Karthago, wozu seine karthagische Frau Sophoniba alles in Bewegung gesetzt hatte. Doch nur im Fall eines Kriegs in Afrika war Syphax zur Unterstützung Karthagos verpflichtet, nicht für den Kampf jenseits des Mittelmeers.
Als Scipio der Ältere 204 v. Chr. in Afrika landete, kam Massinissa als beinahe mittelloser Flüchtling zum römischen Heerführer. Scipio musste, als Syphax mit einer Armee erschien, die Belagerung Karthagos abbrechen. Er ließ die in numidischen mapalia nächtigenden Gegner jedoch angreifen und ihre Hütten niederbrennen. Er selbst attackierte Hasdrubals Lager. Dabei trug Massinissa bei dem Überfall durchaus zum Sieg über Hasdrubal und Syphax bei. Zusammen mit Laelius fiel Massinissa noch im selben Jahr in das Reich des Syphax ein. Hasdrubal und Syphax, die insgesamt 30.000 Mann unter Waffen hatten, von denen 6000 Keltiberer waren, unterlagen schließlich in der Ebene des Bagradas. Hasdrubal floh nach Karthago, Syphax nach Numidien. Der zurückgekehrte Hannibal unterlag schließlich bei Zama und musste 193 v. Chr. aus Karthago fliehen. Karthagos Gebiet wurde auf Afrika beschränkt, die Stadt musste in den nächsten 50 Jahren 10.000 Talente Silber an Rom abliefern, die Flotte musste bis auf zehn Schiffe ausgeliefert werden. Offiziell wurde Karthago zur Verbündeten erklärt, als Rom gegen Makedonien und gegen das Seleukidenreich Krieg führte. Dazu lieferte die Stadt sogar Getreide und stellte sechs ihrer zehn Schiffe. Für Numidien war neben dieser Machtbeschränkung die wichtigste Vertragsklausel, dass Karthago ohne römische Zustimmung keinen Krieg mehr führen durfte.

### Römisches Klientelkönigtum Numidien (ab 202 v. Chr.)
Scipio überließ Massinissa wohl ein Drittel des römischen Heeres, um seinen Erbanspruch gegen Syphax durchzusetzen. Dieser ließ die römischen Truppen zurück, um Cirta zu nehmen, das sich aber erst ergab, nachdem Syphax als Gefangener vorgeführt worden war. Sophoniba, die ebenfalls in Massinissas Gefangenschaft geriet, versuchte er vor der Forderung Scipios zu schützen, indem er sie sogleich heiratete. Sie war ihm schon als Kind im Jahr 213 v. Chr. versprochen worden. Sie selbst hatte bei der Auslieferungsforderung gegenüber Massinissa damit argumentiert, dass Numider und Karthager doch Afrikaner seien, was sie gegen die römischen Eindringlinge verbinden sollte. Scipio erkannte nach Befragung des Syphax, der alle Schuld auf Sophoniba abwälzte, gleichfalls, dass die Karthagerin eine unversöhnliche Feindin Roms war. Als Scipio ihre Auslieferung verlangte, reichte Massinissa ihr selbst den Giftbecher. Rom erkannte Massinissa als König von Numidien an. Als Belohnung für die geleisteten Dienste erhielt er das Reich des Syphax. Das Tal des Bagradas musste Karthago wieder abtreten, jeder Widerstand gegen seine Forderungen wurde von Rom mit einer Wiedereröffnung des Krieges bedroht. Hauptstadt Numidiens wurde Cirta.
Massinissa schaffte zunächst die agnatische Thronfolge ab, um seinen Söhnen die Nachfolge zu sichern. Wie schon Vermina vor ihm ließ er Münzen mit seinem Bildnis prägen, nach hellenistischem Vorbild trug er ein Diadem und sorgte dafür, dass der älteste Sohn zum Thronfolger bestimmt wurde. Gerade im Westen, wo Vermina auf unbekannte Weise verschwand, waren die Herrschaftsmöglichkeiten jedoch sehr beschränkt. Noch gegen Ende seiner Regierungszeit sah er sich dort dem Aufstand eines Enkels des Syphax namens Arcobarzanes gegenüber. Zunächst jedoch stieß Massinissa zwischen 200 und 193 v. Chr. nach Westen gegen Vermina vor, während sich Baga weiterhin neutral hielt. 195 oder 193 v. Chr. überfiel Massinissa, der das von seinem Vater Gaia besessene Gebiet zurückforderte, karthagische Orte. 182 v. Chr. kam es erneut zu einem Expansionsversuch, wieder gingen Gesandte beider Parteien nach Rom. Massinissa musste die 70 Städte, die er laut Beschwerde der Karthager erobert hatte, wieder herausgeben, besetzte sie jedoch wenige Jahre später erneut. Sehr viel später gelang ihm 161 v. Chr. die Besetzung der Stadt Lepcis, des späteren Leptis Magna in Tripolitanien.

### Dritter Punischer Krieg, Aufteilung des Numiderreichs (150 bis 118 v. Chr.)
151 v. Chr. wurde die Partei Massinissas aus Karthago vertrieben. Das Heer Hasdrubals wurde jedoch von Massinissa besiegt. Der Feldherr musste zusichern, auf alles strittige Gebiet zu verzichten und 5000 Talente Silber zu zahlen. Der Rest seines Heeres wurde entwaffnet und musste ohne Waffen abziehen, wurde aber unterwegs von Gulussa, dem Sohn Massinissas, überfallen und niedergemacht. Massinissa unterstützte die Römer, die die Stadt 146 v. Chr. zerstörten, nur widerwillig gegen Karthago. Er starb gleich zu Beginn des Kriegs 149 v. Chr. im Alter von 90 Jahren. Sein Reich wurde auf seinen Wunsch durch Scipio den Jüngeren unter die Königssöhne Micipsa (bis 118 v. Chr.), Gulussa und Mastanabal aufgeteilt.

### Nachfolgestreit und Jugurthinischer Krieg (118 bis 105 v. Chr.)
Für die weitere Entwicklung spielte zunächst Micipsa eine wichtige Rolle, der seine beiden Brüder überlebte und nach dreißigjähriger Herrschaft 118 v. Chr. starb. Doch sein Bruder Mastanabal hatte zwei Söhne, die für die dynastische Entwicklung eine noch wichtigere Rolle spielten, nämlich Jugurtha, der 118/112 bis 105, und Gauda, der 105 bis 88 v. Chr. König von Numidien war.
Nach Micipsas Tod sollten zunächst seine Söhne Adherbal und Hiempsal sowie sein Neffe Jugurtha, den er adoptiert hatte, seine Nachfolger werden und Numidien in drei Herrschaftsgebiete teilen. Jugurtha stammte, im Gegensatz zu seinen Halbbrüdern Adherbal und Hiempsal, nicht von Micipsas Lieblingsfrau ab, was ihn vom rechtmäßigen Anspruch auf den Thron ausschloss. Micipsa sah sich dazu veranlasst, ihn nach Spanien zu schicken, wo er bei der Belagerung von Numantia an der Seite seines späteren Gegners Marius half.
Als Micipsa 118 v. Chr. starb, brach der erwartete Thronerbenstreit aus. Bei Verhandlungen ließ Jugurtha Hiempsal ermorden, doch Adherbal konnte fliehen. 116 v. Chr. stimmte Rom einer Teilung Numidiens zwischen Jugurtha und Adherbal zu, nachdem Jugurtha die richtigen Männer in Rom bestochen hatte. 112 griff Jugurtha die Hauptstadt Cirta an und ließ Adherbal zusammen mit der gesamten männlichen Bevölkerung der Stadt hinrichten. Dabei kamen auch römische Händler ums Leben, wodurch der Senat zum Eingreifen gezwungen wurde.
Doch auch die militärischen Operationen, die in den Jugurthinischen Krieg übergingen, wurden nur halbherzig geführt, denn Jugurtha hatte einen Teil der römischen Oberschicht in der Hand. 111 v. Chr. ging Konsul Lucius Calpurnius Bestia nach Numidien, doch schloss er einen für Jugurtha vorteilhaften Frieden. Daraufhin lud der Volkstribun Gaius Memmius Jugurtha nach Rom, wo er vor einer Volksversammlung Rechenschaft darüber ablegen sollte, ob er sich die vorteilhaften Bedingungen nicht erkauft hatte. Dass diese Anhörung nicht vor dem Senat, sondern vor einer Volksversammlung stattfinden sollte, war ein Bruch mit der außenpolitischen Tradition Roms und zudem ein Indikator für die politischen Spannungen. Jugurtha kam zwar nach Rom, doch verzichtete die Versammlung auf ein Veto eines Volkstribunen auf dessen Befragung. Als Jugurtha von Rom aus auch noch einen möglichen Rivalen in Numidien ermorden ließ, musste er aus Rom fliehen. Nach seiner Rückkehr nach Numidien soll Jugurtha den Satz gesprochen haben, dass alles und jeder in Rom käuflich sei.
Anfang 109 v. Chr. musste Rom in Numidien eine schwerwiegende Niederlage hinnehmen, als Aulus Postumius mit seinem Heer zur Kapitulation gezwungen wurde. Jugurtha forderte einen äußerst großzügigen Vertrag mit Rom als Friedensbedingung, in dem er zum foedus (Bundesgenossen) gemacht worden wäre, was seine usurpierte Macht nach außen absichern sollte. Doch der Vertrag wurde vom Senat nicht anerkannt. Ein neuer Befehlshaber sollte den Krieg beenden. 107 v. Chr. wurde Gaius Marius zum Konsul gewählt und mit der Niederschlagung des Jugurtha-Aufstandes beauftragt. Er reformierte zuerst das Heereswesen und sein neu formiertes Heer konnte den Numider mehrfach besiegen, so dass Jugurtha nach Mauretanien fliehen musste. Einer von Marius’ Unterfeldherren namens Lucius Cornelius Sulla Felix erreichte in Verhandlungen die Auslieferung Jugurthas von dessen Schwiegervater Bocchus I. von Mauretanien. Jugurtha wurde in Rom im Tullianum hingerichtet. Sein Reich erbten Gauda, ein Halbbruder Jugurthas, und Bocchus.
Auf Gauda folgte sein Sohn Hiempsal II., zu dem Marius vor Sulla floh. Doch dort wurde er gefangengesetzt und konnte sich nur mit Hilfe der Königstochter befreien. Die marianische Partei unter Gnaeus Domitius Ahenobarbus erhob einen Numider namens Hiarbas gegen Hiempsal, der 81 v. Chr. gestürzt wurde. Daraufhin segelte Gnaeus Pompeius Magnus nach Africa um den König wieder einzusetzen. Nach Sallust (Jugurtha, 17) war der König Verfasser einer numidischen Geschichte in punischer Sprache.

### Caesar, Pompeius, Juba I. - Ende der numidischen Monarchien (46 und 33 v. Chr.)

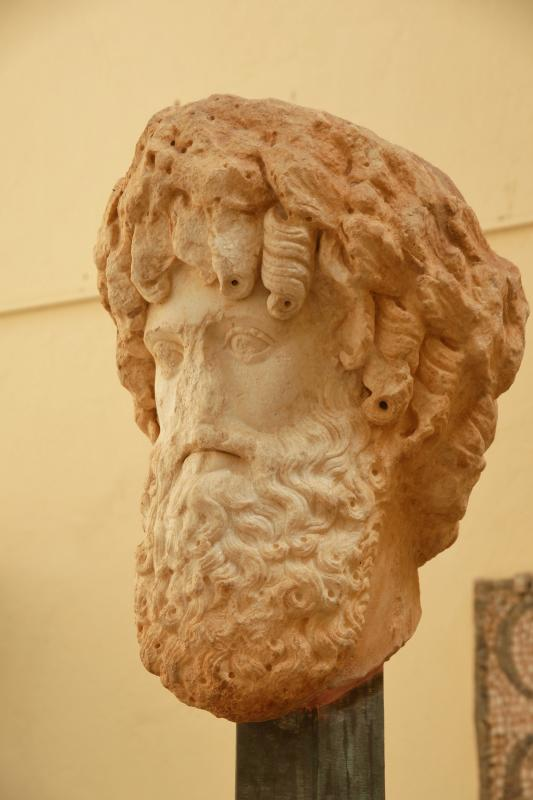
Büste Jubas I. (um 60–46 v. Chr.)

Juba I., ein Sohn Hiempsals II., regierte um 60 v. Chr. bis 46 v. Chr. das Königreich Numidien. Bei Ausbruch des römischen Bürgerkriegs zwischen Caesar und Pompeius verbündete sich Juba mit letzterem. Er vernichtete 49 v. Chr. das Heer des für Caesar kämpfenden Gaius Scribonius Curio. Doch drei Jahre später wurde er mit den Anhängern des inzwischen toten Pompeius in der Schlacht bei Thapsus geschlagen. Juba floh Richtung Numidien, jedoch verweigerte ihm seine Hauptstadt Cirta den Zutritt. In auswegloser Situation vereinbarte der König mit seinem Begleiter Marcus Petreius einen Zweikampf, in dem beide den Tod fanden.
Bocchus I., der sich bis 108 v. Chr. neutral gehalten hatte, hatte zwar danach Jugurtha, der ihm ein Drittel seines Reiches zugesagt hatte, unterstützt, doch 105 v. Chr. hatte er ihn an die Römer ausgeliefert. Diese erkannten ihn nun als „Freund des römischen Volkes“ an. Nach seinem Tod im Jahr 80 v. Chr. folgten ihm seine Söhne Bocchus II. und Bogudes. Nach dem Tod des letzteren wurde das geteilte Mauretanien, deren Westteil Bogudes regiert hatte, wieder vereinigt. Doch mit dem Tod Bochus’ II. fiel Mauretanien 33 v. Chr. an Rom.

## Teil des Römischen Reiches

### Provinzen, Grenzsicherung, Verstädterung des Nordens

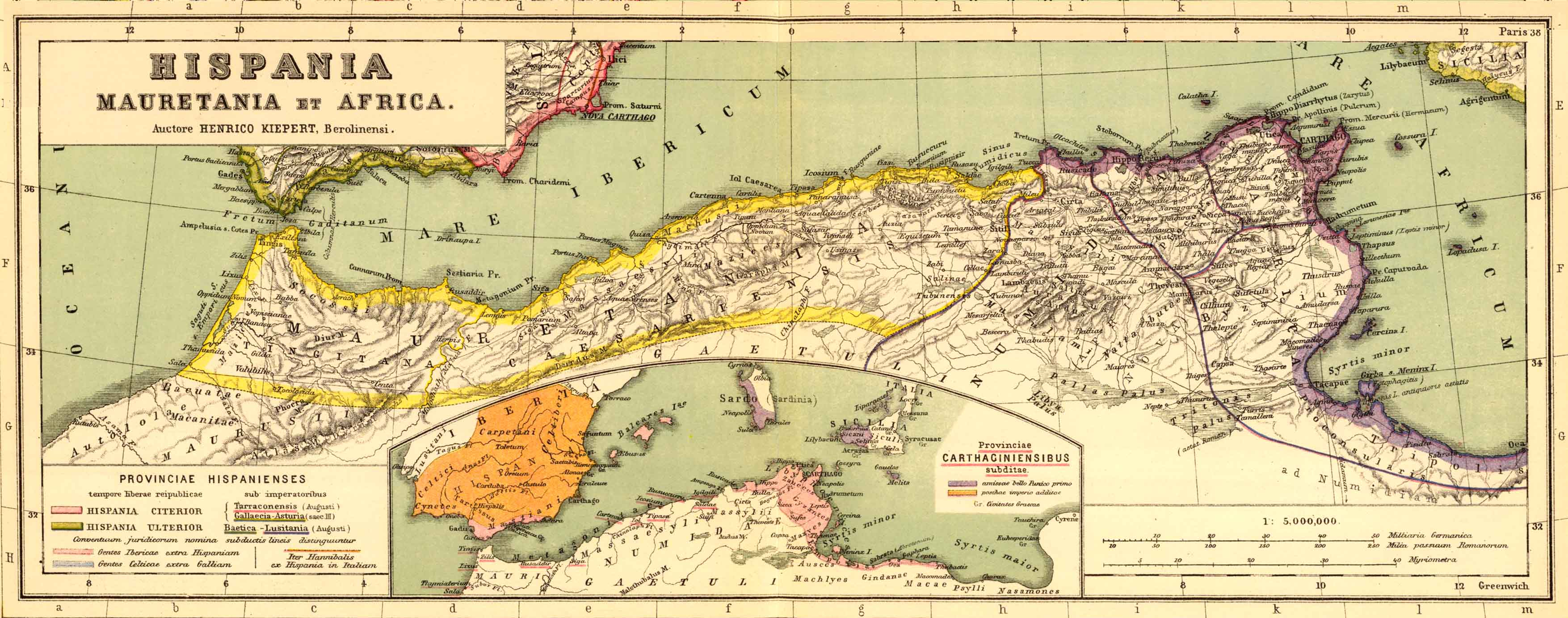
Die römischen Provinzen im Maghreb im 1. Jahrhundert n. Chr.

Nach dem Sieg Caesars über die Pompeianer und damit über Juba I. wurde das Reich der Massylier aufgeteilt, und es entstanden riesige Staatsgüter. Der östliche Teil Ostmassyliens wurde zu einem Teil der von Caesar neu geschaffenen Provinz Africa nova. Der westliche Teil Ostmassyliens, also die Gegend um Cirta, ging an den Abenteurer Publius Sittius, der das Land an seine Soldaten verteilte und eine römische Kolonie einrichtete, die Colonia Cirta Sittianorum. Bocchus II. von Mauretanien, ein Freund des Sittius und ebenfalls Verbündeter Caesars im Krieg gegen Juba, erhielt Westmassylien und Ostmassylien, also die Gegend um Sitifis.
Das Königreich Mauretanien wurde 33 v. Chr. von König Bocchus II. testamentarisch an Rom vermacht. Augustus setzte Juba II. 25 v. Chr. als Herrscher über das so entstandene römische Klientelkönigtum ein. 23 n. Chr. folgte ihm sein Sohn Ptolemaeus auf den Thron. Er schlug einen gegen Rom gerichteten Aufstand nieder. Anlässlich des Besuches von Ptolemaeus in Rom ließ Kaiser Caligula ihn 40 n. Chr. ermorden. Er annektierte das führerlose Reich, der Widerstand gegen die Okkupation wurde noch im selben Jahr niedergeschlagen. Claudius teilte das Gebiet des ehemaligen Königreichs auf die Provinzen Mauretania Caesariensis mit der Hauptstadt Caesarea (Cherchell) und Mauretania Tingitana mit der Hauptstadt Volubilis auf.
Mit dem Limes Mauretaniae wurde ein Versuch unternommen, die Südgrenze Mauretaniens und Numidiens langfristig zu sichern, ähnlich wie an anderen Grenzen des Reiches. Der Limes der beiden mauretanischen Provinzen war jedoch schon wegen der gewaltigen Grenzlänge, die vom Atlantik bis zur Ostgrenze der Provinz Caesariensis reichte, nicht als durchgehender befestigter Grenzwall denkbar. Stattdessen wurden vorrangig Sperranlagen (clausurae) in den Tälern des Atlas sowie Gräben (fossata), Wälle, aber auch eine Reihe von Wachttürmen und Kastellen errichtet. Die Anlagen waren durch ein nach strategischen Gesichtspunkten angelegtes Straßennetz verbunden. Je nach Art der Zusammenarbeit mit den Einzelstämmen konnte man auch auf Sicherungen verzichten oder diese ausdünnen. Der Grenzausbau wurde mit Beginn des 1. Jahrhunderts n. Chr. intensiviert und dehnte die Grenzen bis zum 3. Jahrhundert weiter nach Süden aus.

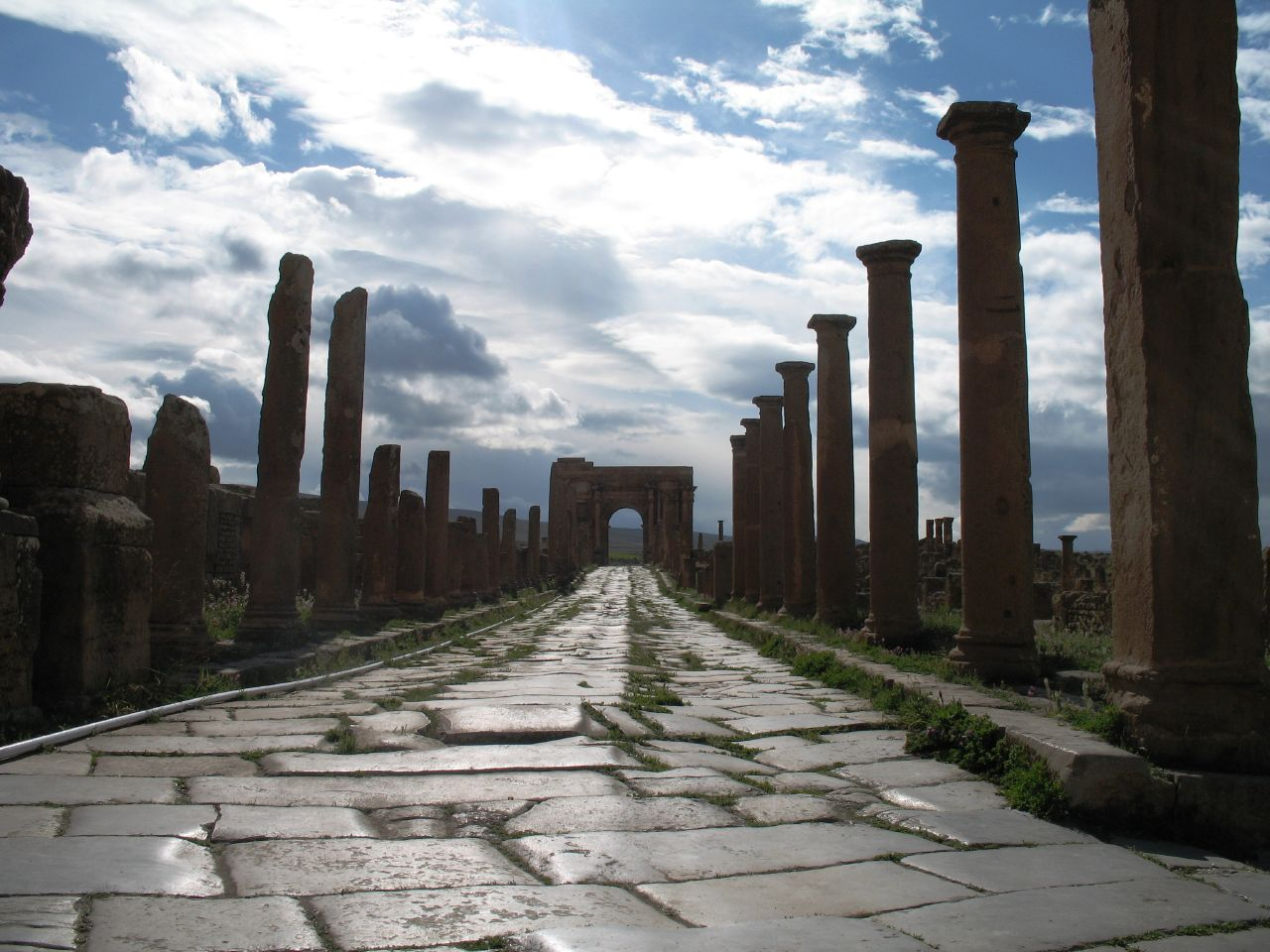
Straße in Timgad, die auf den Triumphbogen Trajans mündet

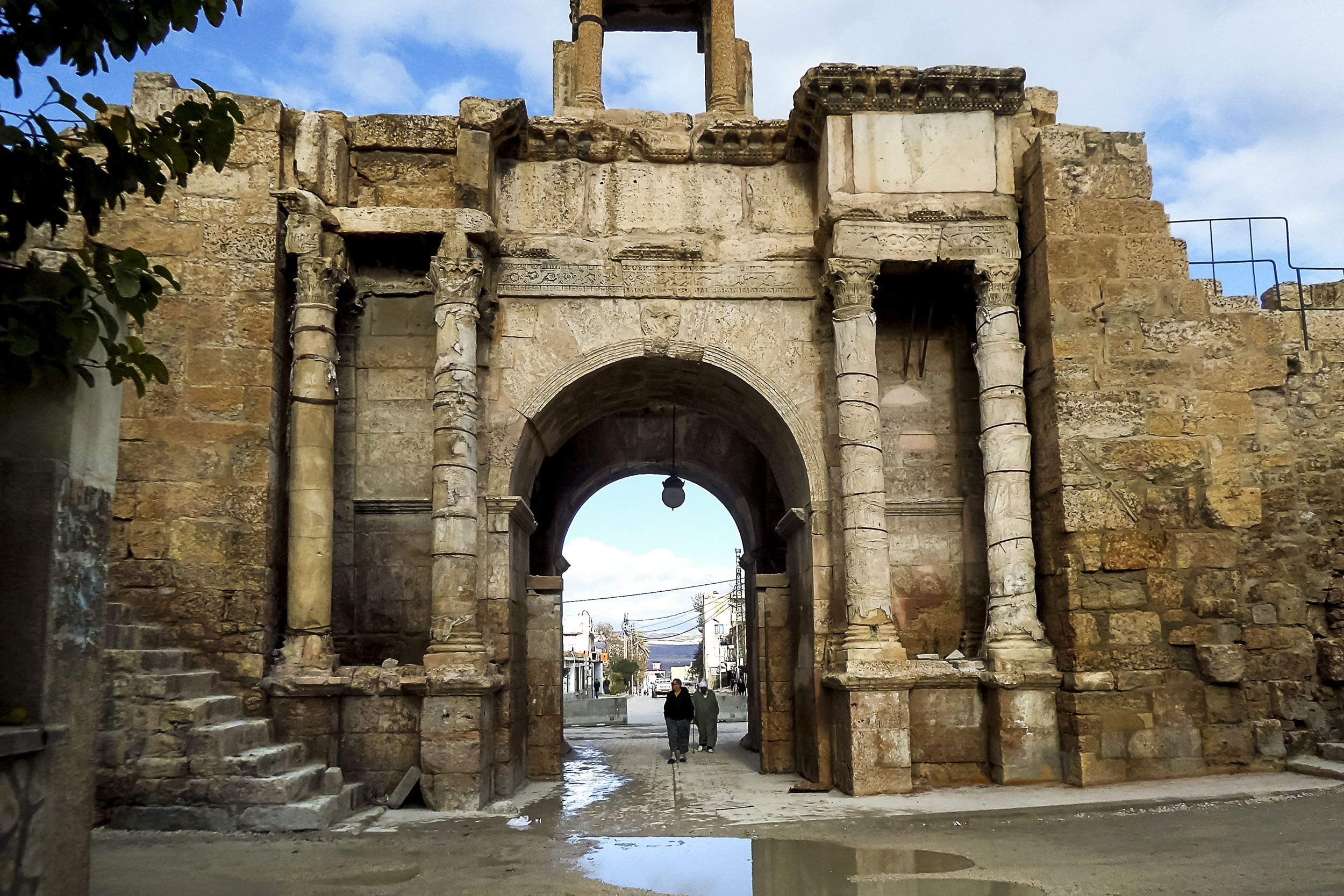
Caracallabogen in Tébessa (Theveste)

Nördlich des Schott el Hodna, eines Salzsees im Bereich des zentralalgerischen Monts du Hodna, gab es eine Reihe von clausurae, die aus auf den Hängen errichteten Wallanlagen, Lehmziegelmauern oder Wall- und Grabensystemen bis zu einer Länge von 60 km bestanden und so die Taldurchgänge verengten. Das Gebiet der Provinz Mauretania Caesariensis wurde durch eine am etwa 700 km langen Cheliff entlanglaufende Befestigungslinie gesichert, die aus einer Reihe von unter Hadrian erbauten, etwa 30 bis 50 km voneinander entfernten Kastellen bestand. Im Nordwesten der Provinz fällt das Rifgebirge steil ins Meer ab und unterbricht so den Landweg zwischen den Provinzen. Die Severer ließen in der westlichen Caesariensis eine Reihe von Kastellen bauen. Das letzte Kastell dieser Reihe war Numerus Syrorum (Maghnia), das im äußersten Westen der Provinz vor den Tlemcen-Bergen lag. Die hadrianische Kastellkette am Fluss Cheliff diente nun als zusätzliche Sperr- und Auffanglinie.
Die wichtigste Stadt im römischen Numidien war neben dem Municipium Lambaesis, das unter Septimius Severus Hauptstadt der Provinz Numidia und unter Philippus Arabs Kolonie wurde, die Kolonie Thamugadi. Im Gegensatz zu Lambaesis entstand Thamugadi als Neugründung an bis dahin unbewohnter Stelle. Von Bedeutung war darüber hinaus die alte Hauptstadt des Syphax, Cirta, das zur Kolonie wurde, zu deren Territorium etwa das 15 km entfernte Tiddis gehörte.

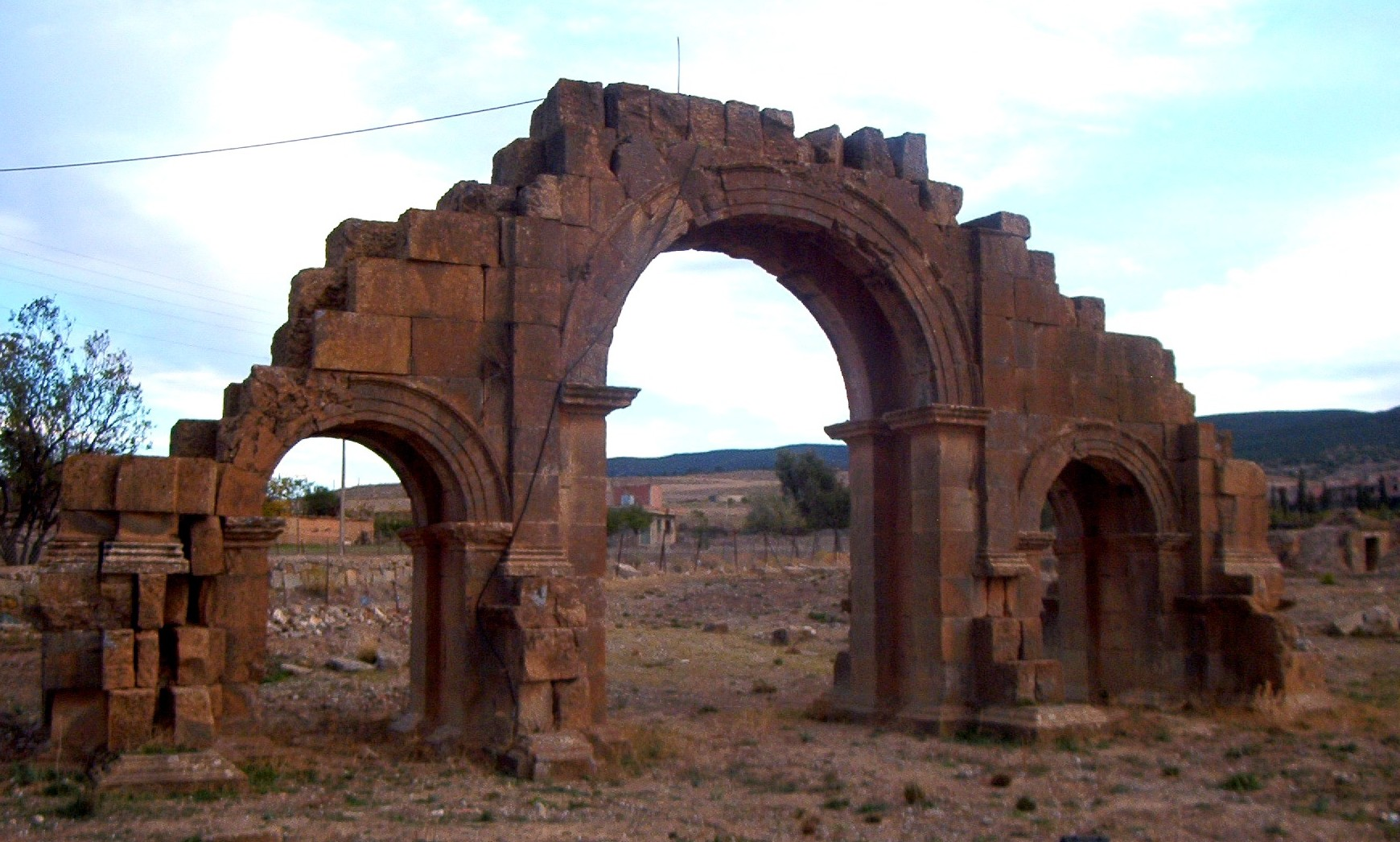
Triumphbogen des Septimius Severus in Lambaesis

240 wurde Sabinianus in Karthago zum Kaiser ausgerufen; seine Güter lagen in der Nähe von Thysdrus und sein Vater war durch die Olivenölausfuhr nach Italien zu Vermögen gekommen. Die Usurpation wurde aber durch den Statthalter von Mauretanien noch im selben Jahr niedergeschlagen.

### Römische Religion

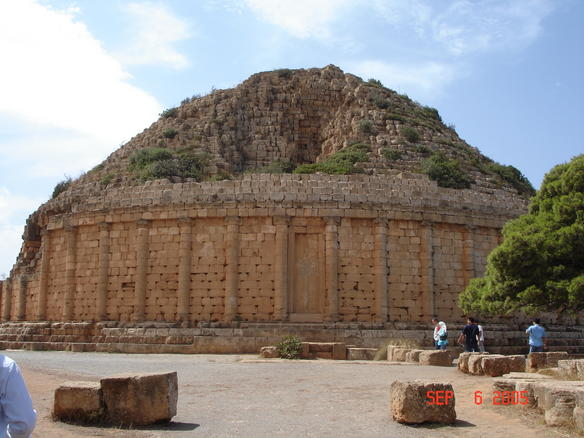
Grabmal von Tipasa, seit 1982 Weltkulturerbe

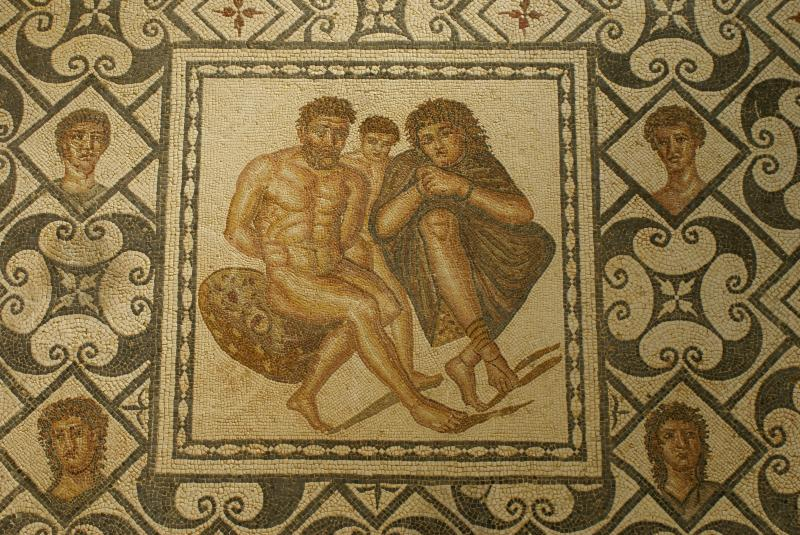
Mosaik aus Tipasa

Die römische Religion kam vor allem in Form der Trias Jupiter, Juno und Minerva nach Nordafrika. Auch Mars spielte als Kriegsgott in bestimmten Milieus eine wichtige Rolle, hinzu kam seit Augustus der Kaiserkult. Neben der offiziellen Religion bestand die Verehrung alter Götter fort, die nur die neuen Namen erhielten. Die römischen Götter ihrerseits wurden in der neuen Umgebung abgewandelt. Saturn und Baal, Caelestis und Tanit konnten so ineinander übergehen.

### Christianisierung (ab etwa 200)

#### Donatisten
Als die Donatisten aufkamen, unterstützten sie vielfach aufständische Berber, wie etwa Firmus oder 396 seinen Bruder Gildon. Sie gingen auf Donatus von Karthago zurück. Er war von 315 bis 355 Primas der Gruppe. Als die römische Kirche die unter dem Druck der Verfolgungen Abgefallenen wieder aufnahm, trennten sich die Donatisten, die die Wiederaufnahme ablehnten, von der Rom nahestehenden Kirche. Eine Gruppierung der Donatisten, die Agonistiker, die Augustinus von Hippo abfällig als „Circumcellionen“, als „Herumtreiber“ bezeichnete, verbanden religiösen mit sozialem Protest und versuchten bis in das 7. Jahrhundert mit Gewalt ihre Vorstellungen von Gleichheit durchzusetzen. Auslöser dieser Zuspitzung war ein Kolonenaufstand im Jahr 320. Durch den Konflikt mit den Donatisten wurde Augustinus, der 395 bis 430 Bischof von Hippo war, zur führenden Figur der afrikanischen Kirche. Zur Verfolgung und Bekehrung der Donatisten bediente er sich auch staatlicher Gewalt.

#### Grabmäler von Tiaret (Djedars)

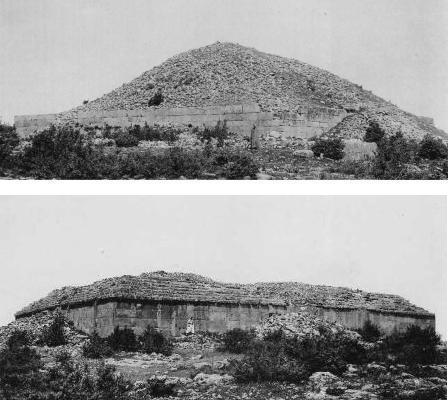
Djedars am Jabal Lakhdar, Stéphane Gsell 1901.

Mit dem archäologischen Begriff „djedar“ bezeichnet die französische Archäologie dreizehn Grabmäler etwa 30 km südlich von Tiaret mit christlicher Ikonographie. Drei von ihnen fanden sich auf dem Jabal Lakhdar, zehn am Jabal Arawi, 6 km weiter südlich. Es bestehen große Ähnlichkeiten mit den älteren, kleineren bazinas der Berber, so dass die größeren Bauwerke trotz christlicher Ikonographie und der Verwendung römischer Bautechniken auf berberische Traditionen zurückgehen. Ob die Dynasten der Region selbst Christen waren, oder nur ihre Untertanen, ist unklar. In den großen Djedars, die bis zu 46 m Seitenlänge aufweisen und ursprünglich bis zu etwa 13 m hoch waren, fanden sich Grabkammern. Die Grabkomplexe waren von niedrigen Mauern umgeben. Die wenigen lateinischen Inschriften sind fast unlesbar. Der größte Djedar enthält Inschriften auf wiederverwerteten Grabsteinen und von anderen Bauwerken, die von 202/03 bis 494 reichen. Die drei Djedars am Lakhdar sind vermutlich die ältesten, von ihnen ist wiederum der größte, Djedar A, auch der älteste (4. Jahrhundert). Anhand der Handwerkermarken lässt sich erkennen, dass Djedar B wenig später von derselben Handwerkergruppe errichtet wurde. Überreste eines Sarges aus diesem Bauwerk konnten auf 410 ± 50 datiert werden. Die größere Gruppe, aus der ein Fund aus Djedar F auf das Jahr 494 datiert werden konnte, stammt vermutlich aus dem 6. oder 7. Jahrhundert. Zuweisungen zu einigen der wenigen bekannten Berberkönige und -kaiser aus dieser Zeit sind bisher spekulativ geblieben.

### Aufstand des Firmus (bis 375)
370 oder 372 bis 375 rebellierte der mauretanische Fürstensohn Firmus, gegen den der römische Statthalter von Africa intrigiert hatte. Gegen ihn schickte Kaiser Valentinian seinen Feldherrn Flavius Theodosius, den Vater des späteren Kaisers Theodosius I. Er lehnte die von Firmus angebotene Unterwerfung ab. Nach der militärischen Niederlage nahm sich Firmus das Leben.

## Vandalenreich (429 bis 535)
Im Zuge der Völkerwanderung setzten 429 vielleicht 50.000 (Prokop) oder 80.000 Vandalen und Alanen unter der Führung Geiserichs von Südspanien nach Afrika über. Dies entsprach einer Streitmacht von etwa 10.000 bis 15.000 Mann. Einige Berberstämme unterstützten sie, ebenso wie Anhänger des Donatismus, die sich Schutz vor der Verfolgung durch die römische Staatskirche erhofften. 435 schloss Rom mit den Vandalen einen Vertrag, worin sie die beiden Provinzen Mauretania Tingitana und Mauretania Caesariensis sowie Numidien erhielten.

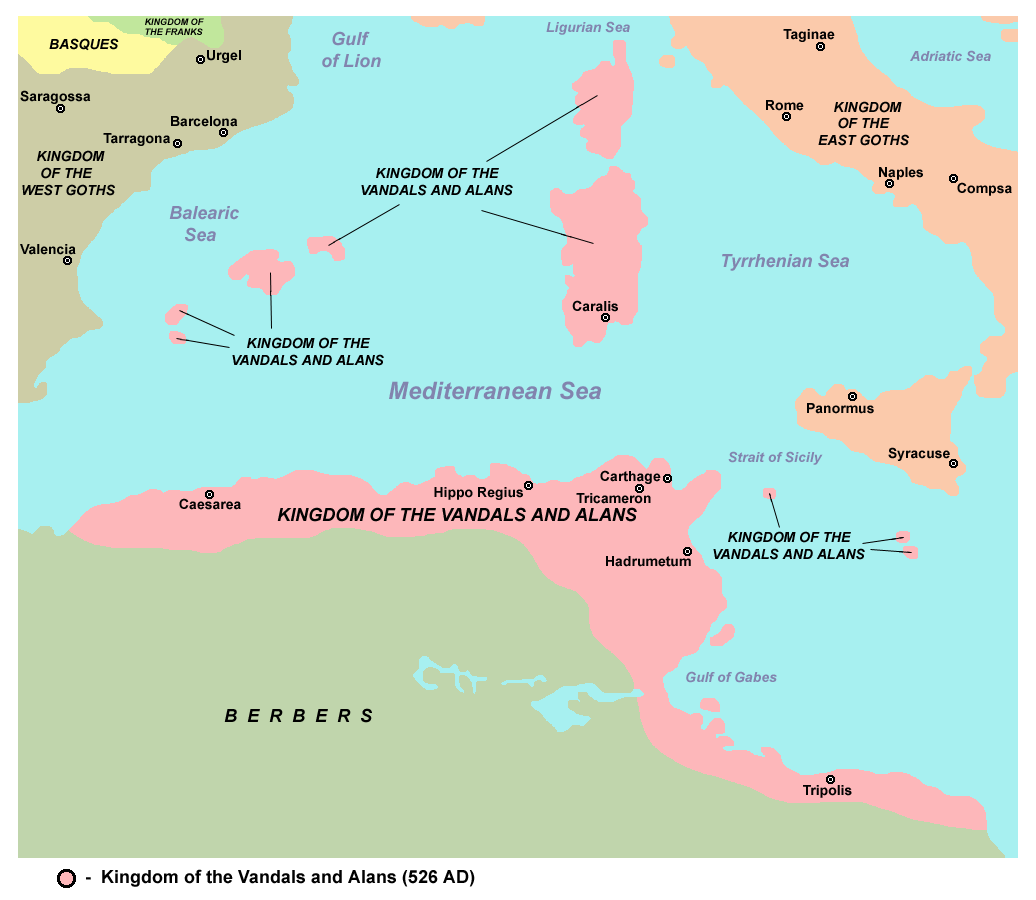
Herrschaftsgebiet der Vandalen und Alanen

Am 19. Oktober 439 eroberten sie unter Bruch des Vertrags Karthago, wobei ihnen die dort stationierte Flotte in die Hände fiel. 442 musste Valentinian III. die geschaffenen Tatsachen anerkennen. Mit Hilfe der Flotte gelang den Vandalen die Eroberung Sardiniens, Korsikas und der Balearen. Sie plünderten im Jahr 455 Rom.
Die Vandalen hingen dem Arianismus an, einer Glaubensrichtung, die auf dem Ersten Konzil von Nicäa zur Häresie erklärt worden war. Besitz der katholischen Kirche wurde in ihrem Machtbereich beschlagnahmt. Dabei schottete sich die verhältnismäßig kleine Eroberergruppe von den provinzialrömischen Untertanen ab. Die an den Boden gebundenen Kolonen dürften dabei nur die Herren ausgewechselt haben; die kaiserlichen Güter wurden wohl einfach in königliche Güter verwandelt und dienten der herrschenden Dynastie.
Erst die Ermordung Kaiser Valentinians im Jahr 455 zerstörte Geiserichs dynastische Pläne einer Verheiratung seines Sohnes Hunerich mit Eudocia, einer Prinzessin aus kaiserlichem Hause. Beim Angriff auf Rom griff er erstmals auf Mauren zurück, also Berber. Eudocia wurde mit Hunerich verheiratet. Nun wurde zwar auch Cirta Teil des Vandalenreichs, doch zugleich wurden die gewissermaßen herrenlos gewordenen römischen Gebiete zu eigenen Kleinstaaten, die in wechselnden Koalitionen das Vandalenreich bedrängten. Auf dem Gebiet Algeriens geschah dies (von West nach Ost) vor allem um Altava, Ouarsenis, Hodna, im Aurés, um Nememcha und Capsa. Viele Berber wiederum ließen sich für die Flottenunternehmungen im westlichen Mittelmeer anwerben.
Nach Versuchen Roms, das Vandalenreich zu erobern, plünderten diese 462, 463 und 465 Sizilien, wobei sie 465 eine Niederlage erlitten. Dem Sieger Marcellinus gelang es 466, den Vandalen Sardinien zu entreißen, doch wurde er kaltgestellt. Ein weiterer großangelegter Versuch, diesmal west- und oströmischer Truppen, Africa zurückzuerobern, scheiterte 468, ein abermaliger im Jahr 470 – möglicherweise auf dem Landweg über Tripolitanien. 472 ging für wenige Monate die Kaiserkrone an Hunerichs Schwager Olybrius, so dass Sizilien an das Vandalenreich fiel. 474 garantierte Konstantinopel König Geiserich den Besitz Africas und der Inseln, nachdem es zu wechselvollen Kämpfen um einige der westgriechischen Inseln und zu einem Überfall auf Nikopolis in Epirus gekommen war.
Nach Geiserichs Tod folgte ihm 477 sein ältester Sohn Hunerich nach; er bekämpfte die katholische Kirche verstärkt und griff zum Mittel der Zwangstaufe. Anscheinend widersetzten sich die Reichsvölker der Alanen und Vandalen seiner Nachfolge, so dass er versuchte, die Provinzialrömer auf seine Seite zu ziehen. Doch die katholische Kirche lehnte eine von Rom unabhängige Kirche, der die Kommunikation mit den römischen Zentralen untersagt war, ab, so dass sich Hunerich gegen sie wandte. Zunächst schlug Hunerich die innergermanische Opposition nieder, wozu auch der Patriarch von Karthago Iucundus zählte. In zwei Edikten schloss Hunerich alle katholischen Kirchen und forderte den Übertritt zum Arianismus, ähnlich wie es frühere kaiserliche Edikte gegen Häretiker getan hatten. Die Bischöfe zwang er zu einem Eid auf seinen Sohn Hilderich als Thronfolger, machte sie aber daraufhin wegen Verstoßes gegen das biblische Schwurverbot zu Kolonen. Wer sich weigerte, den Eid zu leisten, wurde nach Korsika verbannt und schwerer körperlicher Arbeit unterworfen.
484 starb gegen Ende des Jahres Hunerich jäh. Sein Nachfolger Thrasamund setzte die Kirchenpolitik fort, doch ließ er die Gründung von Klöstern zu. Im Jahr 500 heiratete er Amalafrida, die verwitwete Schwester des Ostgotenkönigs Theoderich, der inzwischen Italien beherrschte. Dennoch verloren die Vandalen an Ansehen, zum einen, weil sie die Ostgoten nicht unterstützten, zum anderen, weil sie kein Mittel gegen die Berber fanden, die Stück für Stück vandalisches Gebiet besetzten. Das galt inzwischen nicht nur für Algerien, sondern auch für das Kernland im heutigen Tunesien. Die Tablettes Albertini belegen die unsichere Situation im Nordwesten Tunesiens um den Djebel Mrata bereits in den Jahren 493 bis 496.
Mit Masuna erscheint in den Quellen erstmals ein „Rex Maurorum et Romanorum“, dessen Herrschaftsgebiet vielleicht bis ins Aurès-Gebirge im südlichen Numidien reichte. Der Titel ist ein Hinweis, dass man unter Mauren keineswegs einen ethnischen Begriff zu verstehen hat, sondern dass sich auch zahlreiche Römer darunter subsumieren ließen. Als der Vandalenkönig das Bündnis mit dem Ostgotenkönig aufgab, plante Theoderich einen Rachefeldzug, doch starb er 526. König Hilderich distanzierte sich zugleich vom Arianismus. Die Mauren unter Führung eines gewissen Antalas schlugen im Osten Tunesiens eine vandalische Armee. Am 15. Juni 530 stürzte eine Verschwörung, bei der ein Urenkel Geiserichs namens Gelimer eine zentrale Rolle spielte, König Hilderich.
Schon bald konnten sich die Vandalen nur noch mit Mühe der Angriffe der Mauren erwehren. Masties machte sich vollständig unabhängig und beherrschte das Hinterland. Er bekämpfte die Arianer und ließ sich möglicherweise zum Kaiser ausrufen. Als sich Gelimer auf den Thron setzte, wurde dieser von Ostrom als Usurpator betrachtet. 533 landeten 16.000 Mann unter Führung des oströmischen Feldherrn Belisar in Africa. Das Reich der Vandalen ging nach der Schlacht bei Tricamarum unter.

## Ostrom-Byzanz am Küstensaum (ab 533), Berberreiche im Hinterland
siehe auch: byzantinische Herrschaft im Maghreb

### Oströmische Militär- und Zivilverwaltung, Bistum, Exarchat

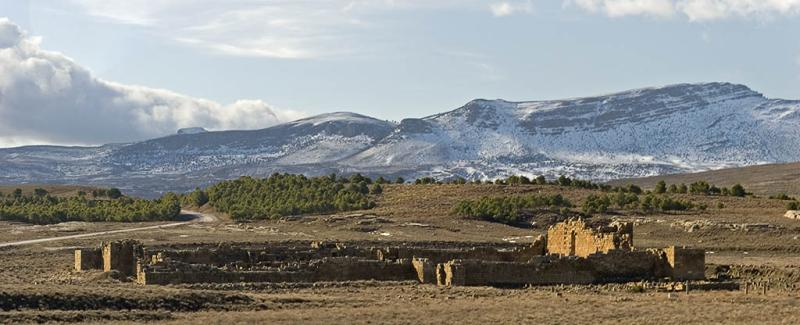
Oströmisches Fort am Fuß der Belezma im Aurès, 2008

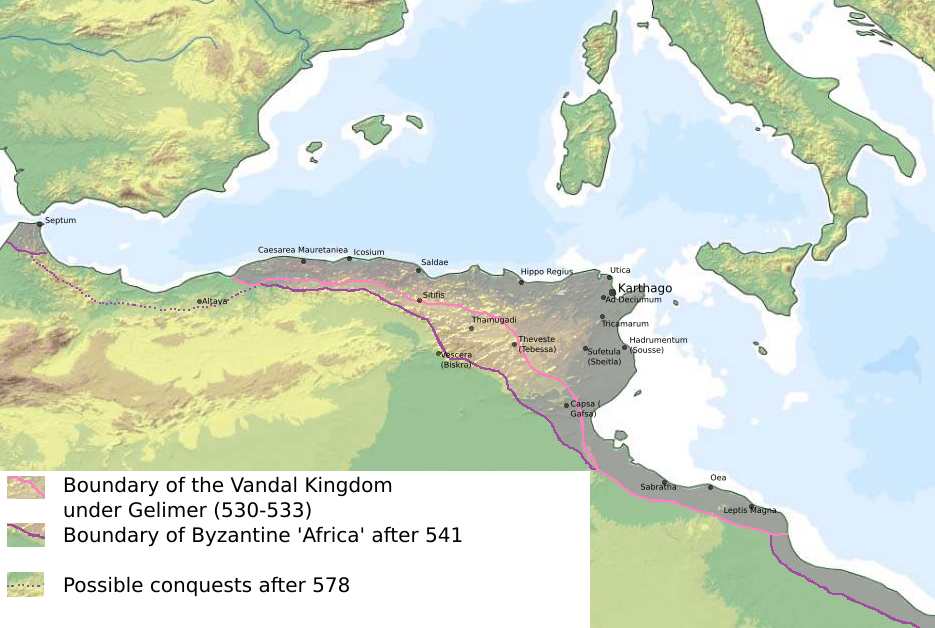
Das oströmische/byzantinische Nordafrika im Vergleich zum Vandalenreich

Karthago wurde Sitz eines oströmischen Statthalters, eines Prätorianerpräfekten, der für zivile Angelegenheiten zuständig war und dem sechs Gouverneure unterstanden. Für den militärischen Bereich wurde ein Magister militum für das kaiserliche Nordafrika eingesetzt, dem vier Generäle unterstanden. Allerdings war dieses System flexibel, so dass es gelegentlich zwei Magister gab, oder ziviles und militärisches Amt in einer Hand lagen. Auch als Ehrentitel ohne Machtbefugnis kam der Magister militum zum Zuge. Der Bischof von Karthago erhielt 535 vom Kaiser die Würde eines Metropoliten. Insgesamt bestanden sieben Provinzen, nämlich Proconsularis, Byzacena, Tripolis, Numidien, zwei Mauretanien und Sardinien. Hinzu kamen fünf Duces in Tripolitanien (Sitz in Leptis Magna), Byzacena (Capsa und Thelepte), Numidien (Constantina), Mauretanien (Caesarea) und den Dux von Sardinien. Aber auch hier konnte ein Bezirk zwei Duces haben; zudem ist bei der Bezeichnung Dux, die häufig in den Quellen auftaucht, was aber zunächst nicht mehr als Anführer bedeutet, Vorsicht geboten.
590 entstand zur Bündelung militärischer und ziviler Kompetenzen das Exarchat von Karthago. Der erste Exarch Gennadios (591–598) besiegte die Mauren. Um 600 wurde Herakleios der Ältere, der Vater des gleichnamigen Kaisers, Exarch von Karthago, wahrscheinlich war er der Nachfolger des Gennadios. 610 stürzte Herakleios den oströmischen Usurpator Phokas von Karthago aus, indem er mit der karthagischen Flotte nach Konstantinopel fuhr. Als die Perser ab 603 große Teile des Oströmischen Reiches eroberten, wie 619 Ägypten, hegte Kaiser Herakleios Pläne, die Hauptstadt nach Karthago zu verlegen. Dazu kam es dann nicht, denn er konnte die Perser ab 627 besiegen.

### Rebellion des Stotzas, Rückhalt in Mauretania
Als 536 Teile der Garnisonstruppen in Africa gegen den oströmischen Feldherrn Solomon rebellierten, wählten sie den Soldaten Stotzas zu ihrem Anführer. Mit einem Heer, das neben den Rebellen rund tausend Vandalen und einige Sklaven umfasste, belagerte er Karthago. Nach Prokop hatten sich zwei Drittel der Garnisonstruppen den Rebellen angeschlossen. Als Belisar wieder in Africa landete, hob Stotzas die Belagerung auf und zog sich nach Membressa zurück, wurde jedoch von Belisar geschlagen. Nun floh Stotzas nach Numidien, konnte jedoch abermals ein Gefecht gewinnen. General Germanus, ein Verwandter des Kaisers Justinian, konnte zahlreiche Rebellen zum Überlaufen bewegen, woraufhin Stotzas die Schlacht suchte und bei Cellas Vatari unterlag, obwohl hinter seinem Heerhaufen einige zehntausend Mauren unter Jabdas und Ortaias standen. Doch einige Stämme machten Germanus bereits vor der Schlacht Bündnisangebote. Stotzas floh mit wenigen Getreuen nach Altava in Mauretania, wo er die Tochter eines Fürsten heiratete und 541 den Königstitel angenommen haben soll. 544 fiel er in die Provinz Africa ein, versammelte sich mit Aufständischen unter Antalas, der ihn herbeigerufen hatte, wurde jedoch im nächsten Jahr in einer Schlacht durch einen Pfeil getötet, auch wenn sein Heer siegte.

### Streben nach Autonomie, Berberreiche, Antalas und Cusina
Hierin zeigen sich nicht nur Konflikte innerhalb der Armee und zwischen Heerführern, sondern die Tatsache, dass die Berbergebiete, allen voran Numidia, eine immer selbstständigere Rolle spielten. Das Streben der Berber nach Autonomie hatte sich bereits zur Zeit der Vandalen verstärkt; möglicherweise weiter gefördert durch die Religionspolitik der Germanen. Zumindest einige Berbergruppen adaptierten das römische Legitimationsmuster und nannten sich etwa rex gentis Ucutamani (CIL. VIII. 8379). Der Berberführer Masties beherrschte ein Territorium im Aurès. Um seine Herrschaft bei den römischen Provinzialen zu legitimieren, nahm er nach 476 – wahrscheinlich 484 im Zusammenhang mit einer von Prokop erwähnten Rebellion der Berber gegen den Vandalenkönig Hunerich – möglicherweise den Kaisertitel an und bekannte sich als Christ. Eine Inschrift schreibt Masties 67 Jahre als dux zu und 10 (nach anderer Lesung: 40) als „imperator“ über „Römer und Mauren“. Als Regierungszeit ergibt sich somit entweder 484 bis 494 oder 476/477 bis 516. Masties’ „Kaisertum“ ist weder von Zenon noch von Anastasios I. anerkannt worden. Eine dritte Inschrift, diesmal aus Altava, nennt einen Masuna als König über „Römer und Mauren“, ein Titel, der vielleicht auf eine römische, möglicherweise aber auch auf eine vandalische Herrschaftsvergabe zurückgeht. Inwiefern die Vandalen neben römischen Mustern auch solche der germanischen Nachfolgereiche übernahmen, ist seit langem beforscht, hingegen ist die Frage, inwiefern die Berber auf das Vandalenreich einwirkten, die sich offenbar ebenfalls als legitime Nachfolger und Erben des Römerreichs sahen, noch kaum zu beantworten.
Zwar brach das Vandalenreich innerhalb eines Jahres nach dem oströmischen Angriff zusammen, doch kam es zu mehr als zwölf Jahre andauernden Kriegen; zunächst innerhalb der Armee, dann unter Parteinahmen der Berber. 546 scheiterten der dux Numidiae Guntarith und Johannes mit einem weiteren Usurpations- bzw. vandalischen Restaurationsversuch. Belisars Nachfolger Solomon ließ die Festungen verstärkt ausbauen, wobei ihm die Wiedereroberung lange verlorener Gebiete gelang, etwa südlich des Aurès. Viele Stadtmauern wurden verstärkt, wie etwa die von Thugga und Vaga (Béja). Das weitere Hinterland der Provinzhauptstadt entzog sich zunehmend der Kontrolle durch Konstantinopel. Dazu trugen Berberaufstände bei, wie 545–547 in der Byzacena, der südlichen Provinz auf dem Gebiet des heutigen Tunesien, dann 563 in Numidien, der süd- und westlichen Provinz Numidia Zeugitana. Unter Kaiser Justin II. erlitt eine byzantinische Armee eine Niederlage, 587 standen aufständische Berber vor Karthago. Dabei blieb die Rolle der Berberfürsten unklar, gern munkelte man vom Volkscharakter der Berber, um diese Unklarheit zu negieren.
Yves Modéran legte 2003 eine grundlegende Studie zur Geschichte der Berber vor. Nach ihm ist zwischen „internen“ und „externen“ Berbern zu unterscheiden. Erstere waren vorrangig die romanisierten Gruppen der Provinzen Byzacena und Numidia, also Ostalgeriens und Tunesiens, letztere stammten aus dem Osten, also aus dem Gebiet des heutigen Staates Libyen. Während sich die „internen“ Berber in spätrömischer Zeit in das römische Herrschaftssystem, das das gesamte Mittelmeer umspannte, integrierten, behielten sie doch ihre Stammesgliederung bei. Titel wie praefectus gentis oder princeps gentis vermochten die interne Herrschaft dabei zu legitimieren. In der Vandalenzeit kam es jedoch wieder zu einer verstärkten Tribalisierung. Es war sogar die Zugehörigkeit zu einem Stamm, die geradezu den Berber ausmachte, während römische Sprache, Christentum oder Titel diese Zugehörigkeit keineswegs minderten. Die „externen“ Berber standen hingegen der römischen Kultur und später dem Christentum ablehnend gegenüber.
Als die Vandalen zwar besiegt waren, aber noch Widerstand leisteten, erschienen Gesandte der Berber aus Mauretania, Numidia und Byzacena beim siegreichen Feldherrn Belisar und boten ihre Unterstellung unter die kaiserliche Herrschaft an. Doch verlangten sie eine Investitur, also wohl eine durch römische Titel gesicherte Einsetzung in ihre Ämter. Die Fürsten Antalas, Cusina und Iaudas, die für die weitere Geschichte eine zentrale Rolle spielten, dürften sich dementsprechend unterstellt haben. Der um 499 geborene Antalas, Sohn des Fürsten der Frexen namens Gunefan, hatte bereits 529 begonnen, die Vandalen zu bekämpfen. Infolge seines Sieges über die Vandalenarmee im Jahr 530 war es zu jenem Putsch gekommen, der Konstantinopel die Legitimation zum Eingreifen geliefert hatte.
Als sich 534/535 die Mauren in der Byzacena gegen Ostrom erhoben, blieb Antalas auf der Seite des Kaisers. Einer der Führer des Aufstands war der besagte Cusina, dessen Mutter eine „Römerin“ war. Er galt damit als Afrer, wie man die römisch-berberische Bevölkerung bezeichnete. Der Antagonismus zwischen Antalas und Cusina war für den Fortgang der Kämpfe ausschlaggebend.
Nach seiner Niederlage gegen Ostrom und Antalas floh Cusina zum Fürsten Iaudas nach Numidien, der nach Modéran zwar der am schlechtesten bekannte der drei berberischen Fürsten war, aber wohl der einflussreichste. Er hatte sich im ostalgerischen Aurès 535 gegen Ostrom erhoben und nun nahm er Cusina auf. 537 griff ihn Solomon erfolglos an, der ihn 539 besiegen konnte. Iaudas ergab sich jedoch nicht, sondern floh nach Mauretania, was zunächst aus Cusina wurde, ist nicht bekannt. 542 bis 543 ereilte die Region die große Pest, so dass es zu keinen weiteren Kampfhandlungen mehr kam. Als jedoch Solomon 543 oder 544 Antalas die zugesagten Subsidien entzog und seinen Bruder Guarizila sogar hinrichten ließ, verbündete sich Antalas mit den in Libyen an der Syrte lebenden Berbern, den Lawata. Unter ihrem Priesterkönig Ierna zogen diese „externen“ Berber nun westwärts und plünderten römisches Gebiet – was noch niemals vorgekommen war. Solomon unterlag gegen die Lawata und Antalas in einer Schlacht und kam dabei ums Leben.
Damit hätte der Konflikt zwischen Solomon und Antalas beendet sein können. Antalas betrachtete sich nämlich weiterhin als dem Kaiser unterstellt, verlangte aber seit dem Tod seines Bruders, dass der Neffe und Nachfolger des Solomon, der in seinen Augen der Mörder seines Bruders war, abberufen wurde. Da Konstantinopel auf diese Forderung nicht reagierte, setzte sich der Kampf fort, und die Berber eroberten Hadrumetum, das heutige Sousse.
Im folgenden Jahr 545 nahm der Dux Numidiens, der Pläne gegen Konstantinopel schmiedete, Kontakt zu Antalas auf. Tatsächlich unterstützten nun sowohl Antalas als auch Cusina und Iaudas den Usurpator Guntarith, um gemeinsam auf Karthago zu marschieren. Die Rivalen Antalas und Cusina führten dabei jeweils geheime Verhandlungen und versuchten sich so Vorteile zu verschaffen. Die Verhandlungen des Cusina kamen jedoch Guntarith zu Ohren, von dessen Abfall vom Kaiser der Unterhändler aber nichts wusste. Diesen Unterhändler namens Areobindus ließ Guntarith ermorden; zugleich war Antalas nun über den Verrat des Cusina im Bilde.
Das Haupt des Areobindus schickte Guntarith an Antalas, doch die geforderten Truppen und das Geld schickte er nicht. Daraufhin ließ Antalas Guntarith fallen und unterstellte sich dem Kaiser. Hingegen ergriff nun Cusina erst recht offen Partei für Guntarith. Römische Truppen unter dem Armenier Artabanes und Truppen unter Cusina griffen gemeinsam Antalas an und besiegten ihn, was den Krieg zwischen den beiden verfeindeten Berbern hätte abermals beenden können. Artabanes hatte jedoch seine eigenen Pläne. Er kehrte nach diesem Sieg nach Karthago zurück, rechtfertigte dort, warum er Antalas nicht weiter verfolgt und vernichtet hatte, und ermordete Guntarith bei einem Gelage. Er verließ daraufhin die Provinz auf eigenen Wunsch. Er wollte Praejecta, die Witwe des ermordeten Areobindus und Nichte Kaiser Justinians, die Guntarith hatte heiraten wollen, ehelichen. Der Kaiser ernannte ihn zum neuen magister militum von Africa. Obwohl er schon verheiratet war, verlobte sich Artabanes mit Praejecta. Wenig später wurde Artabanes nach Konstantinopel zurückgerufen, sein Nachfolger als Heermeister wurde Johannes Troglita. Artabanes’ Frau reiste in die Hauptstadt und Kaiserin Theodora nötigte Artabanes, bei seiner Frau zu bleiben. Erst nach dem Tod Theodoras 548 konnte er sich von ihr scheiden lassen, doch war Praejecta inzwischen wiederverheiratet worden.
Johannes führte nun den Kampf gegen die Berber, vor allem gegen Antalas, der erneut die Seite gewechselt hatte, wahrscheinlich, weil er auch diesmal keinen Lohn für seinen Einsatz erhalten hatte. Ostrom zog insofern Konsequenzen aus diesen Frontwechseln, als sein nunmehriger Verbündeter Cusina römische Truppen erhielt – und zwar unter seinem Kommando. Antalas unterlag 546; auf der Seite des Johannes kämpften Cusina und Iaudas. Die nach der Schlacht versprengten Berber aus der Syrte sammelten sich zwar nun unter Carcasan, dem sich auch die Streitmacht des Antalas anschloss, doch 548 unterlagen sie endgültig gegen die Armee des Johannes.
Abermals wurde Antalas nun römischer Verbündeter, diesmal gemeinsam mit Cusina, wenn auch ihre alte Feindschaft fortbestanden haben dürfte. Letzterer erhielt sogar den Titel eines Exarchen der Mauren. Doch die Oströmer versuchten abermals, die Geldzahlungen einzustellen. Cusina wurde sogar ermordet. Doch nun zogen seine Söhne durch die Provinzen und plünderten und mordeten. Ohne Ehrentitel und Zahlungen an die zunehmend autonomen Berbergruppen war ein Frieden an der überaus langen Grenze kaum mehr denkbar.

## Arabische Expansion, Islamisierung

### Gründung und erste Expansionsphase, Spaltung in Sunniten und Schiiten
Nach dem Tod des Propheten Mohammed im Jahr 632 drohte die muslimische Koalition, die er gegründet hatte, auseinanderzubrechen. Sein Nachfolger Abū Bakr erkannte offenbar, dass der Eroberungskrieg zu ihrem Fortbestand unverzichtbar war. Wer die Steuern verweigerte, wurde dementsprechend gerichtlich bestraft, der letzte Widerstand auf der Arabischen Halbinsel brach 634 zusammen. 634 bis 640 wurde Palästina und 639 bis 642 Ägypten, zugleich Syrien und der Irak erobert. 636 gelangen den Muslimen am Yarmuk in Syrien und bei Qadisiyya im Irak entscheidende Siege über das Oströmische und das Sassanidenreich, die sich noch wenige Jahre zuvor unter Einsatz aller Kräfte bekämpft hatten.
Muslimischer Überlieferung zufolge stammen sowohl die Umayyaden als auch der Prophet Mohammed von Abd Manaf ibn Qusayy, einem Mitglied des Stammes der Quraisch, ab. Dessen Sohn, Abd Schams ibn Abd Manaf wurde zum Stammvater der Umayyaden. Zum Namensgeber der Umayyaden wurde Abd Schams’ Sohn Umayya ibn Abd Schams. Nachdem Mohammed 622 mit seinen Anhängern nach Medina fliehen musste und es in der Folge zu Kämpfen gegen Mekka kam, nahmen Mitglieder der Umayyadenfamilie führende Positionen auf Seiten der Mekkaner ein. Im späteren Verlauf der Kämpfe stand mit Abū Sufyān ibn Harb ihr Oberhaupt an der Spitze der mekkanischen Politik. Am Ende musste dieser sich jedoch Mohammed geschlagen geben und konvertierte noch kurz vor der Einnahme Mekkas durch die muslimischen Truppen im Jahr 630 selbst zum Islam.
Nach dem Tod des Propheten nahm Muawiya, ein Sohn Abu Sufyans, an den Feldzügen gegen das Oströmische Reich teil und wurde 639 mit dem Posten des Statthalters von Syrien belohnt. 644 wurde mit ʿUthmān ibn ʿAffān sogar ein Mitglied des Umayyadenklans zum Kalifen gewählt. Uthman zählte im Gegensatz zum Rest seiner Familie zu den frühsten Unterstützern Mohammeds und war bereits 622 bei der Flucht aus Mekka dabei gewesen. Bei der Vergabe einflussreicher Posten begünstigte er in hohem Maße seine Verwandten, sodass sich bald eine Opposition gegen seine Herrschaft bildete. 656 wurde er schließlich in Medina ermordet. Zu seinem Nachfolger wurde ʿAlī ibn Abī Tālib, der Vetter und Schwiegersohn des Propheten, gewählt.
Doch die Wahl Alis zum Kalifen wurde von den Muslimen nicht allgemein anerkannt. Als Anhänger des ermordeten Uthman ließ sich Muawiya im Jahr 660 in Damaskus ebenfalls zum Kalifen ausrufen. Damit war die muslimische Gemeinschaft (die Umma) erstmals gespalten. Die Folge war die erste Fitna, der erste Bürgerkrieg des islamischen Großreichs. Zwar konnte Muawiya nach Alis Ermordung durch die Charidschiten im Jahr 661 seine Herrschaft durchsetzen und die Dynastie der Umayyaden begründen, doch wurde er von den Anhängern Alis weiterhin nicht als rechtmäßiger Herrscher anerkannt. Es kam somit zum Schisma zwischen Sunniten und Schiiten.

### Zweite Phase der Expansion, Widerstand der Berber, Islamisierung
Unter Muawiya I. nahmen die Araber ihre Expansion, die durch innere Auseinandersetzungen zeitweilig zum Erliegen gekommen war, ab 661 wieder auf. Ab 664 erfolgten neue arabische Angriffe Richtung Westen. Africa wurde zurückerobert, nachdem der oströmische Exarch zusammen mit dem Berberfürsten Kusaila 683 von ʿUqba ibn Nāfiʿ bei Biskra vernichtend geschlagen worden war. 698 belagerte der Feldherr Hassān ibn an-Nuʿmān mit 40.000 Mann Karthago. Kaiser Leontios entsandte eine Flotte unter dem späteren Kaiser Tiberios II. Sie kämpfte mit wechselndem Erfolg, doch als sie nach Kreta auswich, um Verstärkung aufzunehmen, gelang den Belagerern die Einnahme und Zerstörung der Stadt.
Uqbas Nachfolger Abu al-Muhadschir Dinar konnte den „Berberkönig“ Kusaylah in Tlemcen für den Islam gewinnen, der Awrāba-Clans im Aurès bis in das Gebiet um das marokkanische Fès dominierte. Als Uqba in sein Amt zurückkehrte, bestand er auf direkter arabischer Herrschaft und zog bis an den Atlantik. Auf dem Rückweg wurde er auf Anweisung Kusaylahs und mit oströmischer Unterstützung angegriffen und in einer Schlacht getötet. Gegen Kusaylah entsandte Damaskus Zuhayr ibn Qays al-Balawī, der Kairuan zurückeroberte und Kusaylah besiegte (vor 688). Eine zweite arabische Armee unter Ḥassān ibn al-Nuʿmān stieß ab 693 auf heftigen Widerstand durch die Jawāra im Aurès. Sie wurden von Damja, die kurz Kāhina, die Priesterin, genannt wurde, geführt, und besiegten die Araber in einer Schlacht 698. 701 besiegten die Araber auch Kāhina.
Die arabischen Genealogen unterscheiden bei diesen Auseinandersetzungen zwischen Barānis, zu denen Kusayla gehörte und die meist sesshaft waren, und Butr, zu denen die Reiternomaden der Zanāta zählten, und zu denen sie auch die Leute der Kāhiina rechneten. Die Barānis waren stark von römischer Kultur beeinflusst und häufig christlich; sie teilten sich in zwei Gruppen ein, nämlich die Maṣmũda Zentral- und Südmarokkos und die Ṣanhāğa. Diese in der Wüste lebende nomadische Gruppe, zu der auch die sesshaften Kutāma Ostalgeriens gehörten, brachte später die Almoraviden hervor. Den Zanāta gelang es nicht, ein dauerhaftes Reich zu errichten und sie wurden nach Marokko abgedrängt. Viele von ihnen gingen nach Spanien. Auch lebten zahlreiche Juden im Maghreb, was zur Legende beitrug, die Konföderation der Kāhina sei jüdisch gewesen. Das Christentum verschwand im Laufe der nachfolgenden Generationen, doch lässt es sich noch im 11. Jahrhundert in Kairouan nachweisen.
Kairuan wurde später zum Ausgangspunkt für die Expeditionen in den nördlichen und westlichen Maghreb. Nach zähem Widerstand konvertierten die meisten Berber zum Islam, vor allem durch die Aufnahme in die Streitkräfte der Araber; kulturell jedoch fanden sie keinerlei Anerkennung, denn die neuen Herren standen ihnen mit ähnlicher Verachtung gegenüber wie einst Griechen und Römer ihren Nachbarn. Auch übernahmen sie das griechische Wort Barbar für diejenigen, die ihre Sprache nicht oder in ihren Augen unzureichend gelernt hatten. Daher heißen die Imazighen (Singular: Amazigh) noch heute Berber. Sie wurden in der Armee schlechter bezahlt, und ihre Frauen wurden mitunter versklavt wie bei unterworfenen Völkern. Nur Umar II. (717–720) untersagte diese Praxis und entsandte muslimische Gelehrte, um die Imazighen zu bekehren. In den Ribāts wurden zwar religiöse Schulen eingerichtet, doch schlossen sich zahlreiche Berber der Glaubensrichtung der Charidschiten an, die die Gleichheit aller Muslime unabhängig von ihrer Rassen- oder Klassenzugehörigkeit verkündigten. Das Ressentiment gegen die Umayyadenherrschaft verstärkte sich. Schon 740 begann bei Tanger ein erster Aufstand der Charidschiten unter dem Berber Maysara. 742 kontrollierten sie ganz Algerien und bedrohten Kairuan.
Den Süden beherrschten die Warfajūma-Berber im Bund mit gemäßigten Charidschiten. Ihnen gelang 756 die Eroberung des Nordens von Tunesien. Doch eine andere gemäßigte Charidschitengruppe, die Ibāḍiyyah aus Tripolitanien, rief einen Imam aus, der sich auf der gleichen Stufe wie der Kalif sah, und eroberte 758 Tunesien. Bei Tawurga unterlagen 761 diese Ibaditen, die vor allem von Berbern gestellt wurden, gegen die arabischen Muslime. Ihr Imam Abū l-Chattāb al-Maʿāfirī kam in der Schlacht ums Leben, ebenso wie 14.000 seiner Anhänger. Zwar gelang den Abbasiden damit die Eroberung großer Teile des aufständischen Gebiets, doch konnten sie sich nur in Tripolitanien, Tunesien und Ostalgerien durchsetzen. Zudem war die mühsam wieder aufgerichtete Herrschaft sehr fragil. Ibrāhīm ibn al-Aghlab, der die Armee in Ostalgerien kommandierte und die Dynastie der Aghlabiden gründete, machte das Land nach und nach unabhängig, erkannte jedoch formal weiterhin die Herrschaft der Abbasiden an.

## Aghlabiden im Osten (800 bis 909), Kotama (ca. 900 bis 911)

### Erste islamische Reichsgründung im östlichen Maghreb

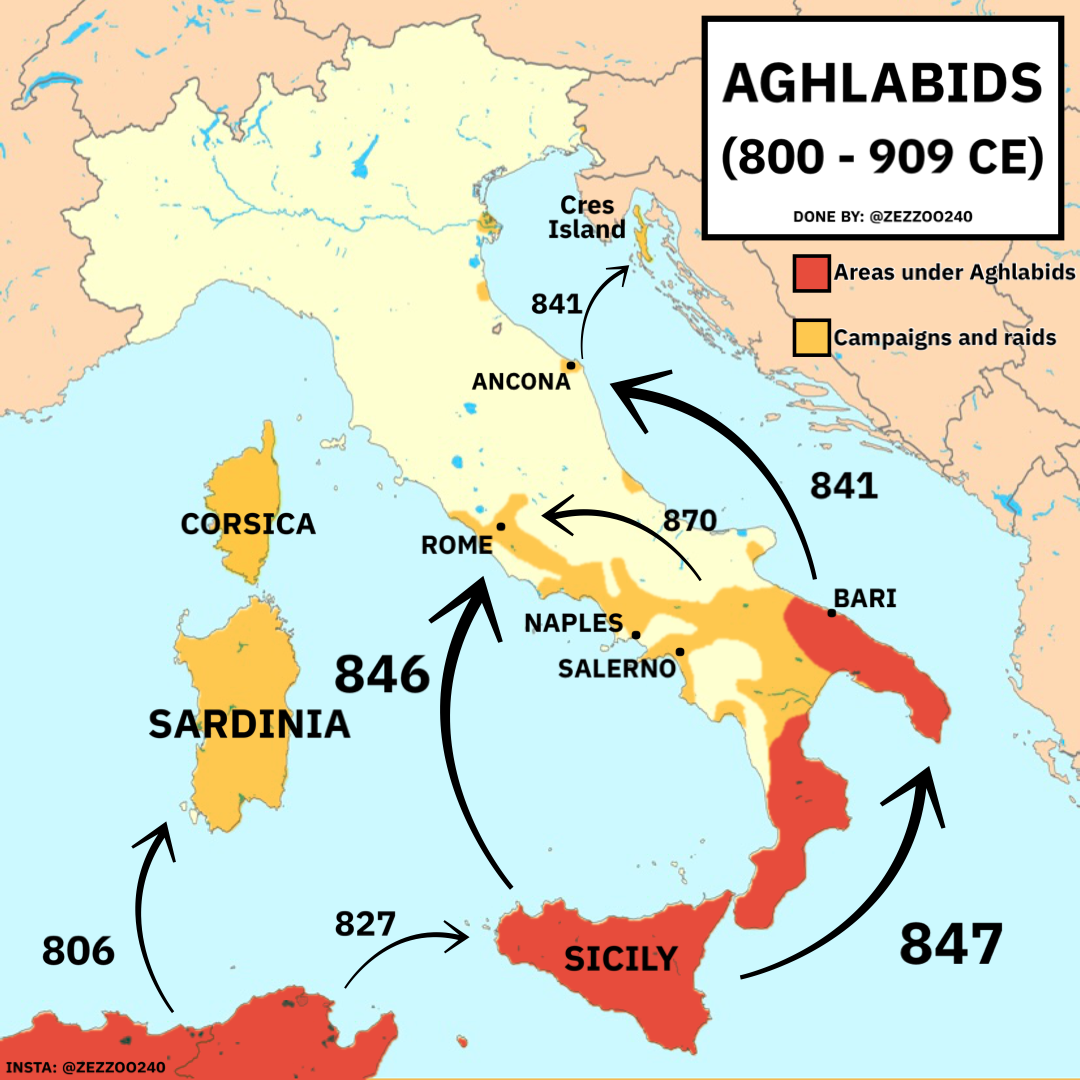
Einflussgebiet der Aghlabiden

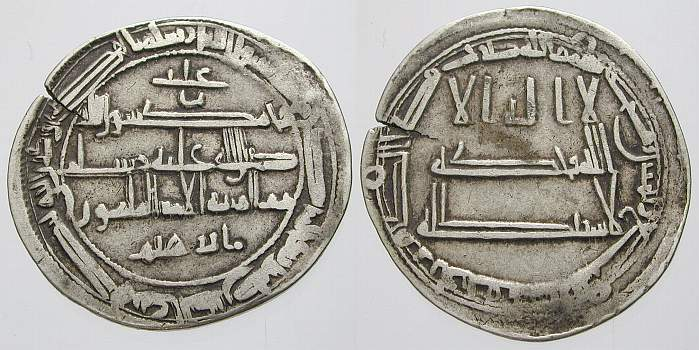
Frühaghlabidische Münze aus Kairuan, ein Dinar aus der Zeit Ibrahim ibn al-Aghlab (800–812). Sie nennt noch den Abbasiden-Kalifen al-Ma’mun, aber auch schon den Namen des ersten Aghlabiden.

Im Jahr 800 übergab der Abasidenkalif Hārūn ar-Raschīd seine Macht über Ifrīqiya dem Emir Ibrahim ibn al-Aghlab und übertrug ihm auch das Recht, seine Funktion zu vererben. Damit wurde die Aghlabiden-Dynastie gegründet, die Ostalgerien, Tunesien und Tripolitanien beherrschte. Um 896 verlegten sie ihren Hof nach Tunis.
Das Land gehörte ganz überwiegend arabischen Großgrundbesitzern, während die ethnisch gemischten Städte mit hohen Abgaben belastet wurden. Sie und die Berber beriefen sich auf islamische Normen, um gegen die arabische Dominanz zu protestieren. Zwei der vier sunnitischen Schulen, die Hanafiten und die Mālikiten, herrschten im Land; erstere kam mit den Abbasiden nach Algerien, doch die meisten hingen letzterer an. Sie erschienen ab den 820er Jahren als Verteidiger des Volkes gegen die Ansprüche des Staates und stellten hohe moralische Anforderungen an eine gerechte Regierung. Um sie stärker einzubinden, wurden viele ihrer führenden Köpfe als Kadis beschäftigt.

### Stammesgruppen der Berber, Dominanz der Kotama (bis 911)

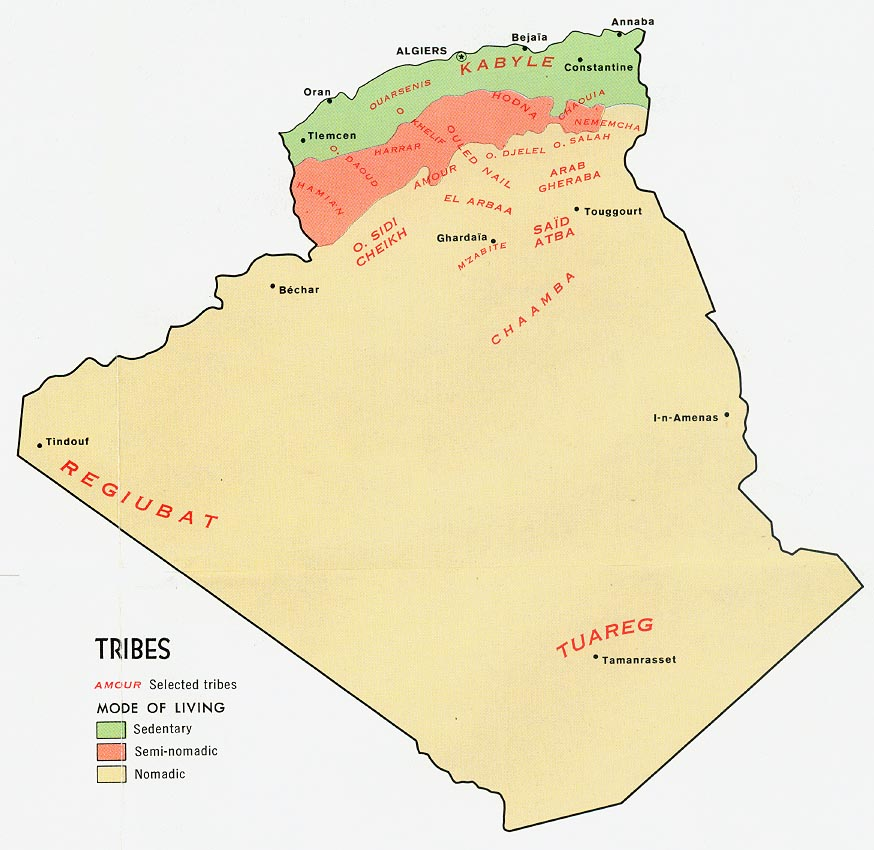
Heutige Stämme in Algerien

Die großen Stammesgruppen der Berber im Maghreb waren die Zanāta, die Masmuda und die Ṣanhāǧa. Während die Zanata in Marokko lebten, siedelten sich Stämme der Ṣanhāǧa im Mittleren Atlas an, expandierten aber auch sehr viel weiter südwärts. Ein Teil der Ṣanhāǧa siedelte sich im östlichen Algerien (Kutāmaberber) an und bildete eine wichtige Stütze für den Aufstieg der Fatimiden. Hingegen verbündeten sich die marokkanischen Zanāta gegen die Fatimiden mit dem Kalifat von Córdoba. Restgruppen der Masmuda sind die Haha um Algier.
Bereits in byzantinischer Zeit hatten sich Berberverbände zu größeren Herrschaftsgebieten zusammengefunden; ihre Führer wurden als Könige bezeichnet. Vor allem den Kotama oder Kutāma gelang es, die Nachbarstämme an sich zu binden. In Algerien sind die berberischen Kabylen Nachfahren der Kutāma. Die Kutama eroberten 902 Mila, 904 Sétif, 905 folgten Tobna und Bélezma, 909 gelang ihrem Führer Abū ʿAbdallāh asch-Schīʿī (893–911) sogar die Eroberung von Kairouan und Raqqada. Dieser hatte 893 eine überaus erfolgreiche schiitische Zelle bei den Kotama gegründet, die dār al-hiğra auf dem Berg Ikğān bei Mila (bei der Bezeichnung ‚al-hiğra‘ handelte es sich um eine Anspielung an die Hidschra Mohammeds). Schließlich griffen sie weit nach Westen Richtung Sidschilmasa aus und befreiten ihren dort gefangen gehaltenen Führer Abdallah al-Mahdi, der sich seit seiner Flucht aus Syrien als Kaufmann ausgegeben hatte, den späteren ersten Kalifen der fatimidischen Dynastie.
Beide Führer strebten jedoch nach der weltlichen Herrschaft, während der Berberführer für seinen Verbündeten nur die geistliche Führerschaft vorgesehen hatte. In einem Umsturz wurde die Berberherrschaft am 18. Februar 911 beseitigt und ihre Führer ermordet. In der Folge intensivierte sich die Arabisierung. Die neuen Herrscher übernahmen große Teile des aghlabidischen Herrschaftsapparats.

## Fatimiden (909 bis etwa 1016/1045)
Im Dezember 909 hatte sich Abdallah al-Mahdi zum Kalifen ausgerufen. Er betrachtete die sunnitischen Umayyaden auf der Iberischen Halbinsel und die ebenfalls sunnitischen Abbasiden als Usurpatoren. Er selbst war ein Vertreter der Ismailiten, eines radikalen Flügels der Schiiten, der auch als Siebener-Schiiten bezeichnet wird. Die Ismailiten agierten seit Mitte des 9. Jahrhunderts zunächst von ihrem Zentrum Salamiyya im nördlichen Syrien aus. Sie sandten Dāʿīs aus, Missionare, die Kontakt zu oppositionellen Gruppen im Abbasidenreich aufnahmen. Ab 901 erschienen sie auch bei den Kutama Ostalgeriens. Diese beseitigten die Macht der Aghlabiden. Der Fatimidenstaat breitete nun seinen Einfluss auf ganz Nordafrika aus, indem er die Karawansereien und damit die Handelswege mit dem transsaharischen Afrika unter seine Kontrolle brachte. 911 beseitigten sie wiederum die Berber, vor allem die Kutama, als Rivalen um die Vorherrschaft in Ifriqiya. Als Symbol der neuen Herrschaft wurde die Hauptstadt nach Mahdia an der Ostküste Tunesiens verlegt, die Dynastie scheiterte allerdings bei der Einführung der Scharia.
Ab 917 begann die Eroberung des westlichen Maghrebs. Es gelang zwar die Einnahme von Fès, doch die Berber des Westens widerstanden erfolgreich. Die Umayyaden in Spanien eroberten im Gegenzug 927 und 931 Melilla und Ceuta. Hingegen stand der Takalata-Zweig der Ṣanhāǧa-Konföderation, zu der die Kutama gehörten, auf Seiten der Fatimiden. Von einer echten Herrschaft konnte jedoch nur in Ifriqiya die Rede sein.
Nachfolger des 946 verstorbenen zweiten Fatimidenherrschers wurde Ismail al-Mansur (946–953). Mit Hilfe der berberischen Ziriden (972–1149), die den Ṣanhāǧa angehörten, konnte er die Banu Ifran im westlichen Algerien und Marokko unterwerfen: Die letzte große Revolte des charidschitischen Banu-Ifran-Stammes unter Abu Yazid wurde nach vier Jahren im Jahr 947 niedergeschlagen. Die Banu Ifran hatten große Teile des Reichs erobert, doch zerbrach ihre Koalition bei der Belagerung von Mahdia. Danach nahm der dritte Fatimidenkalif den Beinamen „al-Mansur“ an. Die Banu Ifran hatten selbst bei Tlemcen zwischen 765 und 786 ein „Kalifat“ unter Abu Qurra gegründet, waren jedoch unter die Herrschaft der marokkanischen Magrawa geraten. Sie wurden von den Fatimiden geschlagen, als sie ein Bündnis mit Córdoba eingehen wollten, und wurden schließlich nach Marokko abgedrängt.
Der vierte Fatimidenkalif wurde Al-Muʿizz (953–975). Ab 955 bekämpfte er im Westen die Berber und die iberischen Umayyaden. Die Eroberung Nordwestafrikas konnte 968 abgeschlossen werden, nachdem man sich schon 967 mit Byzanz auf einen Waffenstillstand geeinigt hatte. So gelang es den Fatimiden, erleichtert durch innere Krisen in Ägypten und auf der arabischen Halbinsel, das Reich der Ichschididen Ägyptens und Gebiete der Abbasiden ab 969 zu erobern. Nach zeitweiligen Eroberungen in Syrien verlegten die Fatimiden ihre Residenz in das neu gegründete Kairo. 972, drei Jahre nachdem die Region vollständig erobert war, verlegte die Fatimiden-Dynastie ihre Basis in östliche Richtung. Schwerpunkt des gewaltig angewachsenen Reiches wurde nun Ägypten.

## Flucht der Charidschiten nach Mittelalgerien

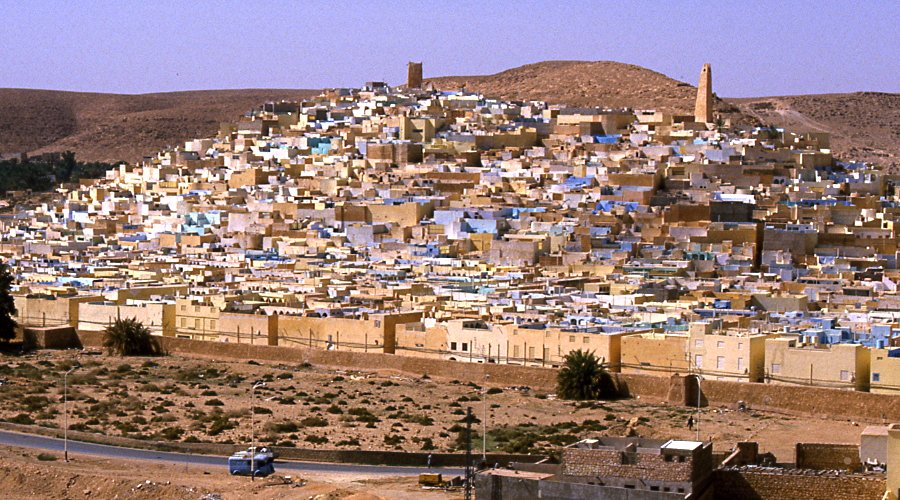
Die heilige Stadt Beni Izguen, 1986

Seit dem 9. Jahrhundert flohen Charidschiten in den dünn besiedelten M’zab, insbesondere Ibaditen. Diese gehen auf ʿAbdallāh ibn Ibād (8. Jahrhundert) zurück. Nachdem ihre Hauptstadt in Tahert 909 niedergebrannt worden war, zogen sie zunächst nach Sedrata und schließlich nach M’zab. Dort bauten sie die Oasen mit Hilfe von Bewässerungsanlagen aus und pflanzten Palmenhaine an. Von der übrigen islamischen Welt werden sie nicht als Muslime anerkannt, wie zahlreiche andere Gruppen auch.

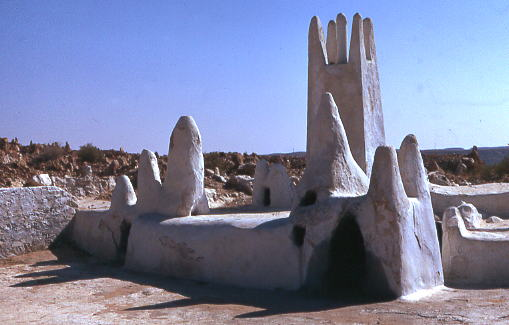
Mausoleum des Scheich Sidi Aïssa in Mélika

Die fünf zitadellenartigen Städtchen oder Ksur El Atteuf, Bou Noura, Beni Isguen, Mélika und der heutige Hauptort Ghardaia wurden gegründet. Jedes ist mit einer Mauer umgeben. Jede Stadt der Mozabiten stellte eine theokratische Republik dar, wobei ein Rat von zwölf religiösen Notabeln für die Rechtsprechung zuständig war, während ein Rat der Laien die Verwaltung leitete. Die Moscheen dienten auch als Arsenal und Kornspeicher sowie als eigenständige Befestigungsanlage. Die Häuser wurden in mehreren Kreisen konzentrisch um die Moschee errichtet und bestehen aus einem Raum einheitlicher Größe. Dabei ist El Atteuf die älteste Gründung. Sie entstand ab 1012. Die übrigen Städte entstanden bis etwa 1350.
Die Ibaditen Algeriens heißen Mozabiten. Als Oberhaupt erkennen sie nur einen gewählten Kalifen an, der von Gott als bester Muslim zu erkennen gegeben wird. Eine der ersten wissenschaftlichen Arbeiten entstand 1893.

## Ziriden (972 bis 1149) und Ḥammādiden, Banū Hilāl, Verschwinden des Christentums

### Hauptstadt Kairo, Vizekönigtum der Ziriden, Hammadiden
Um die Herrschaft im Westen zu sichern, legte Kalif Al-Muʿizz die Herrschaft über Ifriqiya in die Hände von Buluggin ibn Ziri, der die Ziriden-Dynastie gründete. Er war der Sohn von Zīrī ibn Manād, des fatimidischen Hauptverbündeten in Algerien und Namensgeber der Dynastie. Unter ihrem Gründer Buluggin ibn Ziri († 984) wurde Algier gegründet; er bekämpfte die Zanata-Stämme im Westen. Genauer gesagt entstand Buluggins Hauptstadt zwischen 935/936 und 978 in Aschir im Süden von Algier. Daneben wurden Liliana und Médéa (Lamdiyya) zu Stützpunkten seiner Macht.
Als die Fatimiden den Reichsschwerpunkt nach Ägypten verlagerten, wurde er 972 zum Vizekönig in Ifriqiya ernannt. Allerdings hatten die Fatimiden die Flotte mitgenommen, so dass sich die Kalbiten auf Sizilien unabhängig machen konnten. Bei einem Feldzug nach Marokko stieß Buluggin bis an den Atlantik vor, starb allerdings. Sein Sohn und Nachfolger al-Mansur ibn Ziri († 995) konnte die Eroberungen im Westen nicht halten. Sein Erbe und Sohn Bādīs ibn Zīrī († 1016) musste sich im Gegenteil wieder verstärkt an seine Oberherren in Kairo anlehnen, denn sein Erbrecht wurde von seinem Großonkel Zāwī ibn Zīrī bestritten. Dieser konnte zwar auf die iberische Halbinsel vertrieben werden, wo er das Reich der Ziriden von Granada (1012–1090) gründete.
Gravierender war jedoch, dass sich eine Reichsgründung durch seinen Onkel Hammād nicht verhindern ließ. Er errichtete mit Qalat Banu Hammad eine eigene Residenz bei Bidschaya. 1015 machten sich schließlich die Banu Hammad im Osten Algeriens unabhängig; gegen sie erhielten die Ziriden außerdem keine Unterstützung durch die Kairoer Fatimiden. Mit der Verdrängung der Zanata aus Westalgerien nach Marokko wurden die Sanhadscha die Herren des zentralen Maghreb. Die Einwohner des eroberten Tlemcen wurden in die Hauptstadt Aschir verschleppt. Der Ziride al-Mansur (984–996) scheiterte beim Versuch, Sidschilmassa und Fès zu kontrollieren.

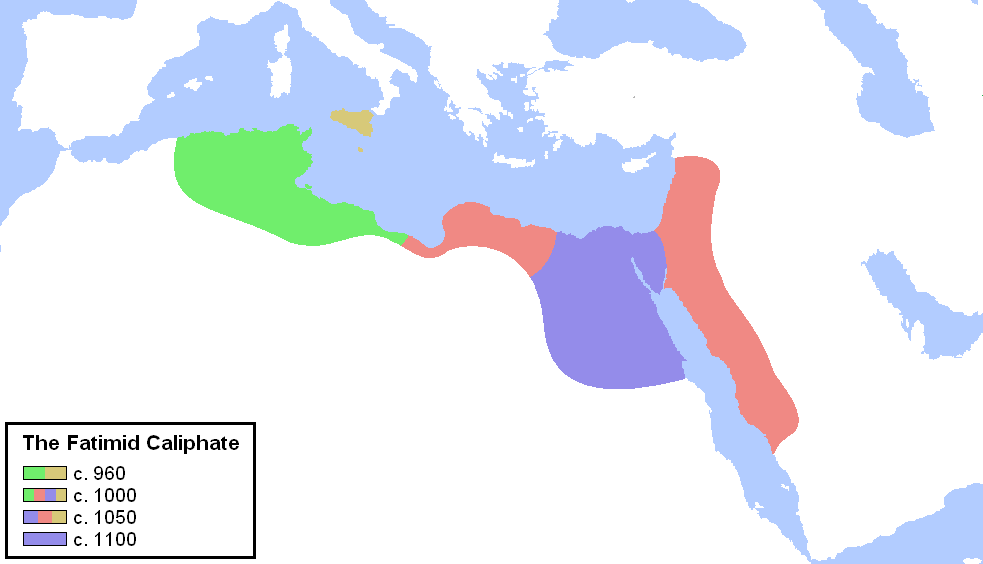
Das Fatimidenreich zur Zeit seiner größten Ausdehnung

### Unabhängigkeit der Ziriden, Beduineninvasion, Arabisierung, Sunniten
Nun erlangten ihrerseits die Ziriden die Unabhängigkeit von den Fatimiden. Zunächst folgte 1016 der minderjährige al-Muʿizz auf den Thron († 1062). Er stand bis 1022 unter der Vormundschaft einer Tante. 1016 kam es zu einem Aufstand in Ifriqiya, in dessen Verlauf die Residenz der Fatimiden in al-Mansuriya bei Kairouan zerstört wurde. Zudem wurden angeblich 20.000 Schiiten in dem strikt sunnitischen Land massakriert. Die bevorstehende Auseinandersetzung mit den Fatimiden zwang die Ziriden zu einem Waffenstillstand mit den Hammudiden und 1018 zur Anerkennung ihrer Unabhängigkeit. Schon zwischen 1007 und 1010 hatte sich Ḥammād, der Onkel von Badis (996–1016) eine Hauptstadt errichtet: Qal’at Banī Ḥammād entstand in den Bergen der Ḥudnā im Süden von Biğāya. Möglicherweise bestand dort ein eigenes, ummauertes christliches Quartier, Ḥammād unterhielt sogar Beziehungen zum Papst. Sein Neffe wurde im Kampf gegen Ḥammād nicht von den Fatimiden unterstützt, im Gegenteil.
Die Fatimiden nämlich rächten sich, indem sie 1027 einen Aufstand der Zanata in Tripolitanien unterstützten, das die Ziriden genauso endgültig aufgeben mussten, wie Sizilien. Vor allem aber statteten sie später die Beduinenstämme der Banū Hilāl und der Banū Sulaim aus Ägypten mit Eigentumstiteln auf Land aus und ließen sie gegen die Ziriden ziehen. Zudem geriet das Reich ab den vierziger Jahren des 11. Jahrhunderts in eine Krise, die sich in Geldabwertungen, Epidemien und Hungersnöten niederschlug. Eine der Ursachen hierfür könnten die hohen Jahrestribute in Höhe von Million Golddinar gewesen sein, die die Ziriden jährlich an die Fatimiden abführen mussten. Als al-Muʿizz unter dem Einfluss der sunnitischen Rechtsgelehrten in Kairuan 1045 die Abbasiden in Bagdad als rechtmäßige Kalifen anerkannte, kam es zum endgültigen Bruch mit den Fatimiden. 1049 wurden die ersten Münzen mit sunnitischen Formeln geprägt. Infolge des Bruches kam es dazu, dass die Fatimiden die besagten Banū Hilāl und Banū Sulaim westwärts schickten. Die Invasion dieser Beduinen in den Jahren 1051 und 1052 führte nach der Niederlage am Dschabal Haydaran zu massiven Verwüstungen und zu erheblichen Völkerwanderungen.
1057 flohen die Ziriden, nachdem die Beduinen Kairuan erobert hatten, nach Mahdia, während die Eroberer in Richtung Algerien weiterzogen. Dort beendeten sie die Herrschaft der Banu Hammad. Nur die Küstenstädte wurden noch kontrolliert, was für eine sehr viel stärkere Ausrichtung auf das Mittelmeer sorgte, doch gerieten die Ziriden damit in Konkurrenz zu den aufstreben Städten Genua und Pisa.
Die umfangreichen Migrationen zerstörten das Gleichgewicht zwischen nomadischen und sesshaften Berbern und führten zu einer Bevölkerungsdurchmischung. Das Arabische, bis dahin nur von den städtischen Eliten und am Hof gesprochen, begann, die Berbersprachen zu beeinflussen. Zudem flohen viele Berber west- und südwärts. Andererseits kamen Beduinengruppen nach Algerien, wie etwa die Cha’amba in der nördlichen Sahara. Sie beteiligten sich in der französischen Kolonialzeit an der Unterwerfung der Tuareg. Neben der Kamelzucht entwickelte sich vor allem der Dattelanbau in den Oasen als wichtige Lebensgrundlage.
Mit der verstärkten Arabisierung ging eine Intensivierung der Islamisierung einher. Bestanden um 1000 noch 47 Bistümer in Nordafrika, so waren es zur Zeit Papst Leos IX. nur noch fünf. In Tripolitanien reichen lateinische Inschriften auf christlichen Grabsteinen bis in das 11. Jahrhundert, der vulgärlateinische Dialekt verschwindet auch in abgelegenen Gegenden wie Gafsa im Laufe des 12. Jahrhunderts.

### Ḥammādiden und Verselbstständigung des zentralen Maghreb (1007/14 bis 1152)

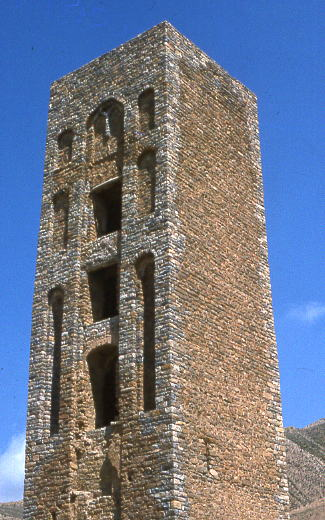
Minarett in der ehemaligen Hauptstadt der Hammadiden, 1976; seit 1980 Weltkulturerbe

Nördlich und nordöstlich des Gebiets zwischen Dschebel Aurès und Tinis lebten Bauern und Hirten der Sanhadscha, in deren gebirgigem Herrschaftsbereich außer Marktorten keine Städte bestanden. Mit der Zeit zwischen der Gründung von Aschir im zweiten Drittel des 10. Jahrhunderts und der der Qal’a durch Hammad ibn Buluggin vollzog sich die Loslösung des zentralen Maghreb von Ifrīqiya. 1007 bis 1050 stieg das Reich der Hammadiden als Rivale Ifriqiyas auf, wobei es sich, je nach politischer Lage, den Abbasiden oder den Fatimiden zuwandte. Der Einfall der Banū Hilāl brachte zunächst Flüchtlinge in die Region, dann jedoch auch Zerstörungen. Während ein Zweig der Banū Hilāl, die Aṯbağ, zeitweise auf Seiten der Hammadiden kämpften, stritt ein anderer, die Riyāḥ auf Seiten der Ziriden von Tunesien.
1067 musste an-Nāṣir in das kleine Biğāya oder Bejaia, das antike Saldae, ausweichen und es zu seiner Hauptstadt machen. 1088 wanderte eine erste Gruppe der Bewohner der Qal’a zur kabylischen Küste. Inzwischen setzten die Almohaden ihren Eroberungszug fort und besetzten 10081 Tlemcen, dann Oran und Algier. Algier konnte allerdings 1102 zurückgewonnen werden. Al-Mansur überließ den Beduinen die Hälfte aller Ernteerträge und machte Biğāya 1090 zu seiner alleinigen Hauptstadt. Der Handel konzentrierte sich zunehmend auf die Küste, auch Piraterie begann eine Rolle zu spielen. Unter Yahya ibn Abd al-Aziz (1121–1152) konnte 1145 der Westen Algeriens nicht gegen die Almohaden verteidigt werden. 1151 begannen die Almohaden mit dem Angriff auf das Hammadidenreich und besiegten Yahya 1152 vor Bougie.

## Tuareg im Süden (ab dem 11. Jahrhundert)

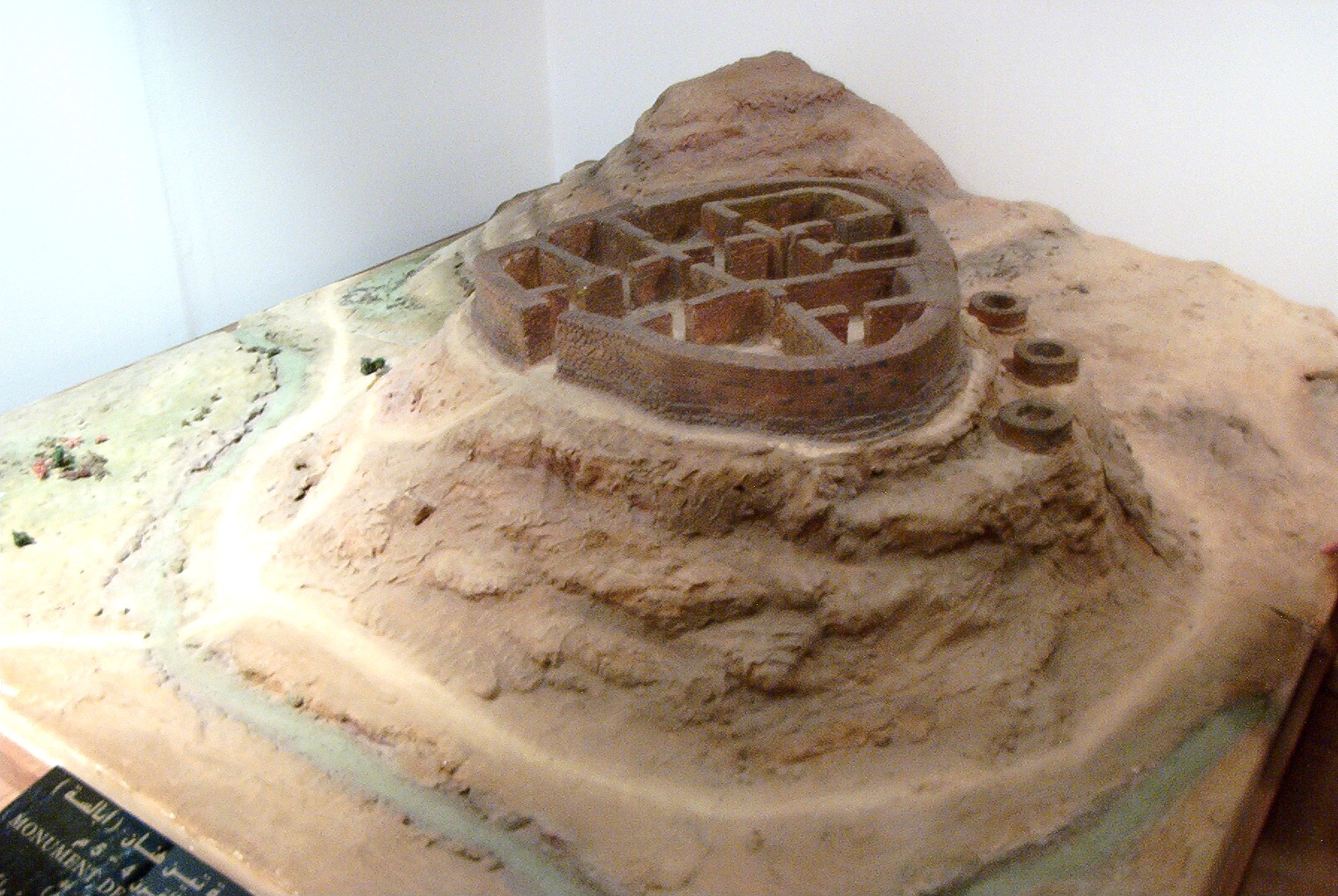
Modell des Grabes der Tin Hinan, Nationalmuseum, Algier

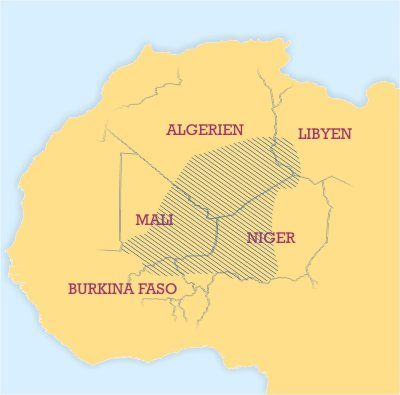
Heutiges Verbreitungsgebiet der Tuareg

1925 entdeckten Archäologen in Abalessa im Ahaggar, etwa 80 km westlich von Tamanrasset, das Grabmal einer Frau. Neben dem gut erhaltenen Skelett fanden die Ausgräber Münzen aus der Zeit Konstantins I., Gold- und Silberschmuck sowie eine Grabkammer nebst Einrichtung, die sich heute im Bardo-Museum in Algier befinden. Die Funde wurden in das 4. oder 5. Jahrhundert datiert. Die Behauptung, es handle sich um Tin Hinan, die mythische Vorfahrin der adligen Tuareg, ist kaum zu belegen.
Im 11. Jahrhundert zogen Tuareg aus den Gebieten der Mittelmeerküste südwärts. Sie wurden von den Banū Hilāl aus dem Fessan südwärts vertrieben, wo sie ihrerseits die Tubu aus dem Tassili n’Ajjer, Aïr und Ahaggar Richtung Tibestigebirge verdrängten. Nach dem Untergang des Songhaireichs im Zuge des marokkanischen Eroberungskrieges im 16. Jahrhundert drangen die Tuareg in die Sahelzone ein und errangen die Kontrolle über Timbuktu und das Sultanat Aïr mit Sitz in Agadez.
Als kriegerisches Berbervolk unterwarfen sie ihre Gegner und machten sie zu Kriegsgefangenen und Sklaven. Die meisten Sklaven wurden unter den subsaharischen Afrikanern, den Songhai, Zarma, Kanuri und Hausa genommen, aber auch unter konkurrierenden Tuareg-Konföderationen. Diese bildeten die Iklan-Gemeinschaften. Entweder waren sie Haussklaven und lebten als Hausangestellte wie Familienmitglieder bei ihren Eigentümern, oder sie wurden Hirten, Bauern oder zur Salzgewinnung abgestellt. Beide Gruppen waren damit nach allgemeinen Rechtsgrundsätzen Hab und Gut der Tuareg-Obrigkeit. Imajaren (Adelige) und Imrad (Vasallen) durften versklavte Frauen heiraten, wobei ihre gemeinsamen Kinder Freie waren. Reine Iklan-Familien behielten den Status der Leibeigenschaft.
Die Tuareg hatten ein geschichtetes Gesellschaftssystem. Bis zur Kolonialzeit der Franzosen stand den Stämmen der Tuareg der Amenokal voran. Die oberste soziale Kategorie nahmen die Imajaren (Adelsschicht) ein, die für das Kriegshandwerk zuständig waren. Die Ineslemen (Korangelehrte) bildeten dahinter den Kern der Tuareggesellschaft. Dahinter wiederum reihten sich die Imrad (Vasallen) ein, die Funktionen als Viehzüchter und Soldaten innehatten und dem Oberbefehl der Imajaren unterstanden.
Die libysche Schrift (auch altlibysch oder numidisch genannt) ist eine Alphabetschrift, die etwa vom 3. Jahrhundert v. Chr. bis zum 3. Jahrhundert n. Chr. in weiten Teilen Nordafrikas für die libysche Sprache verwendet wurde. Möglicherweise geht sie auf das phönizische Alphabet zurück. Aus der libyschen Schrift ging die Tifinagh-Schrift hervor.

## Almohaden (1145/1152 bis 1235)

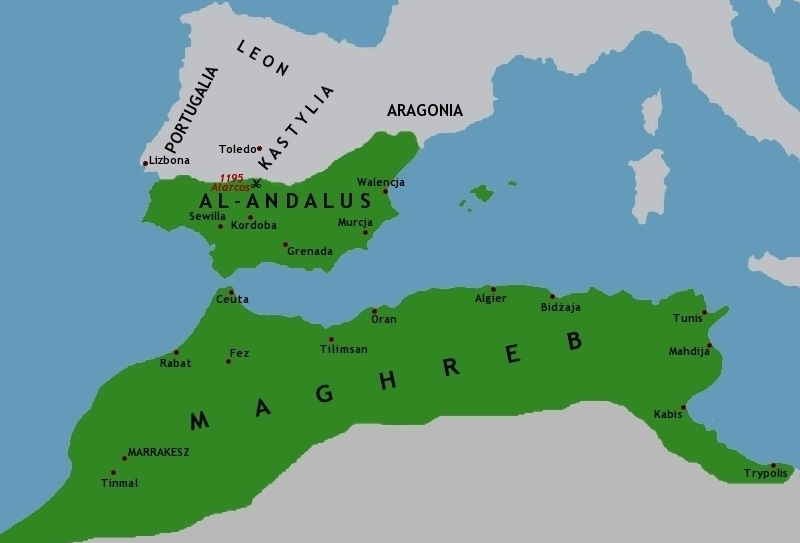
Das Reich der Almohaden

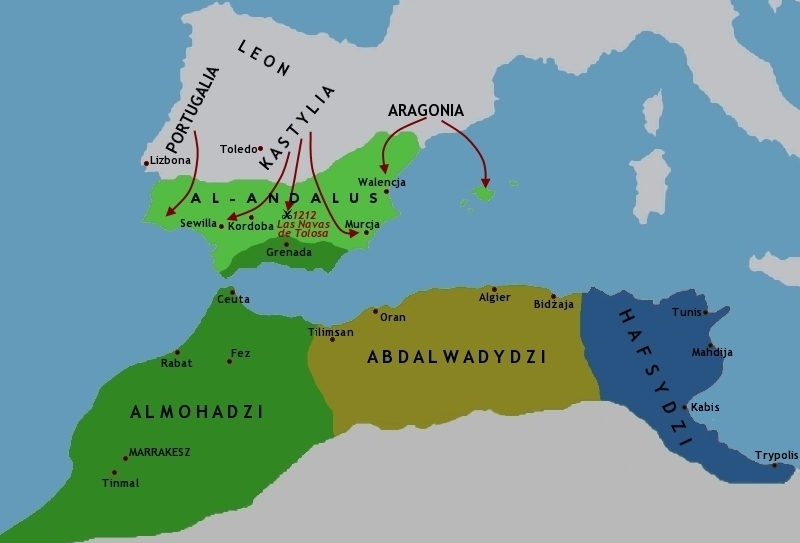
Der Zerfall des Reichs nach 1212

Um 1035 entstand in Mauretanien innerhalb der Sanhajah-Konföderation eine neue religiöse Bewegung unter der Führung von Ibn Yasin. Sie war eine Reaktion auf die gleichzeitige Bedrohung durch die Soninke von Ghana im Süden und durch Berberstämme, die aus dem Norden kamen, und war von Gedankengut aus Kairuan beeinflusst. Sie waren strenge Anhänger der dort vorherrschenden malikitischen Rechtsschule. Die Sanhaja Mauretaniens, vor allem die verschleierten Lamtunah, bildeten eine Art Aristokratie mit zahlreichen Vorrechten. Vor allem hielten sie alle wichtigen Staatspositionen. Unter Yusuf ibn Taschfin eroberten sie Marokko und ab 1086 große Teile der iberischen Halbinsel, ihre Hauptstadt war das 1070 gegründete Marrakesch. Die malekitischen Rechtsgelehrten erteilten vielfach Staatsbediensteten Anweisungen, so dass sie erhebliche Macht gewannen. Gegen sie wandten sich mystische Bewegungen aus Spanien und dem islamischen Osten, die die Gelehrten mit Unterstützung der Dynastie bekämpften.
1121 gründete Ibn Tūmart, ein Masmuda-Berber aus dem Hohen Atlas, eine entsprechende, theologisch fundierte Bewegung, die Almohaden, für die er Anhänger aus acht Stämmen der Masmuda-Berber gewann. Er verlangte die Rückkehr zum Koran und zur Tradition (Hadith) und stellte sich gegen die Dominanz der vier Rechtsschulen; zugleich widersetzte er sich der wortwörtlichen Auslegung des Korans. Darüber hinaus betonten sie die absolute Einheit Gottes, weshalb sie sich „Einheitsbekenner“ (al-muwaḥḥidūn bzw. Almohaden) nannten. Diese Lehre schloss das Belegen Gottes mit bestimmten Eigenheiten sowie den Vergleich mit anderen Wesen aus. Der Heilige Krieg gegen die Almoraviden war wichtiger, als gegen die Ungläubigen, also die Anhänger anderer Religionen. 1128/29 kam es zu einer heftigen Auseinandersetzung, in deren Folge Ibn Tumarts Gegner umgebracht wurden. Am 13. Mai 1129 unterlag sein Heer bei al-Buhayra, auch scheiterte die Belagerung von Marrakesch. Am 20. August 1130 starb der Mahdi. Sein Tod wurde angeblich drei Jahre lang geheim gehalten.
Seinem Nachfolger, dem Qumiya-Berber Abd al-Mu'min (1130–1163), gelang 1133 bis 1148 die Eroberung von Marokko, 1145 fielen Tlemcen, 1146 Fès und Marrakesch, ab 1147 gelang die Eroberung des in Kleinstaaten zerfallenen al-Andalus, also der muslimischen Herrschaftsgebiete auf der iberischen Halbinsel. 1149 stürzte er die Dynastie der Almoraviden in Marokko, nach einer Rebellion an der Atlantikküste und im Sousse erfolgte eine brutale Säuberung, der angeblich 32.000 Menschen zum Opfer fielen. Die Almohaden eroberten das Reich der Hammadiden in Algerien 1152, schließlich 1155 bis 1160 das der Ziriden in Tunesien. Durch die Umsiedlung arabischer Beduinenstämme von Ifriqiya und Tripolitanien nach Marokko wurde die Arabisierung der Berber weiter beschleunigt. Auch Banū Hilāl aus dem Hammadidenreich wurden umgesiedelt, sie ersetzten die vernichteten „häretischen“ Barġawāṭa der Atlantikküste. Die Masmudah-Berber beherrschten das Reich, doch hatten sie, im Gegensatz zu ihren Vorgängern, ein weniger scharf profiliertes religiöses Ziel. Zum einzigen Mal war unter den Almohaden der gesamte Maghreb unter einer Berberdynastie vereinigt. 1161 setzte der Kalif nach Spanien über und eroberte Granada. 1163 starb er in Ribāt, einem riesigen Heerlager, auf das die heutige Hauptstadt Marokkos, Rabat, zurückgeht. Ab 1172 war der muslimische Teil der iberischen Halbinsel eine almohadische Provinz.
Die letzte Phase der Almohadenherrschaft setzte ein, als die Banu Ghaniyah, die das muslimische Spanien für die Almoraviden beherrscht und 1148 die Balearen besetzt hatten, 1184 Algerien und 1203 Tunesien eroberten. In der sich ausweitenden Anarchie gewannen die arabischen Beduinen an Bedeutung. Bis 1235 verloren die Almohaden die Herrschaft über den Süden der iberischen Halbinsel, den Maghreb an drei Berberstämme. Ifriqiya ging an die Hafsiden; auch konnten die Almohaden nicht mehr verhindern, dass die Banu Marin, eine Gruppe der Zanata, durch Nordalgerien Richtung Marokko zog und 1248 Fès besetzte. 1269 fiel ihnen auch Marrakesch in die Hand. Schon in den 1230er Jahren hatte eine andere Zanata-Gruppe, die Westalgerien beherrschte, nämlich die Abdalwadiden, Tlemcen erobert, das sie bis Mitte des 16. Jahrhunderts beherrschte.

## Meriniden und Abdalwadiden im Westen (1235 bis 1554)

### Dominanz der Meriniden im Westen, der Hafsiden im Osten
Ab der zweiten Hälfte des 14. Jahrhunderts geriet der gesamte Maghreb unter den Einfluss der marokkanischen Meriniden des Abū ʿInān Fāris. Der Merinide Abu l-Hasan hatte nach einem Heiratsbündnis mit den tunesischen Hafsiden das Reich der Abdalwadiden erobert und unterwarf 1346 bis 1347 den Osten des Maghreb und Tripolitanien.
Die Meriniden standen ihrerseits nach der Eroberung von Algeciras auf dem spanischen Festland (gegenüber von Marokko) ab 1344 unter dem Druck der Reconquista-Staaten der iberischen Halbinsel. 1348 musste der Merinidenherrscher nach einer schweren Niederlage aus Tunis fliehen. Sein Sohn Abu Inan versuchte die Eroberung 1356 bis 1357 erneut, doch auch er unterlag arabischen Stammeskonföderationen und musste das Land genauso überstürzt verlassen wie sein Vater. Zugleich waren es diese Stämme, deren Rivalitäten das Hafsidenreich zwischen 1348 und 1370 in zwei Teile zerrissen. Infolgedessen residierte das eine Herrscherhaus im algerischen Bejaia, das andere in Tunis. 1370 gelang Abu l-Abbas Ahmad II. die Vereinigung der beiden Herrschaftsgebiete. Trotz der häufigen Machtkämpfe gestattete die Stabilität der Dynastie eine stete kulturelle Entwicklung, deren bedeutendster Repräsentant Ibn Chaldūn war, ein Historiker und Politiker.

### Abdalwadidenreich der Zanata, Druck der Meriniden und der nordiberischen Reiche
Während Ostalgerien in der Hand der tunesischen Hafsiden blieb, machte sich 1235 Abu Yahya Yaghmurasan ibn Zayyan als Führer der berberischen Banu Abd al-Wad (auch: Banu Ziyan/Zayyan) von den Almohaden unabhängig. Die Hauptstadt des 1235 bis 1283 regierenden Herrschers wurde Tagrart, das heutige Tlemcen oder berberisch Tilimsan, das am Schnittpunkt der Straßen von Hunayn und Oran in den Tafilalet lag. Im Westen eroberten die Meriniden Fès 1248, so dass der Maghreb erneut dreigeteilt war. Wie das marokkanische Reich der Meriniden, so war auch das Abdalwadidenreich in Westalgerien eine Schöpfung der Zanata. Die Abdalwadiden versuchten nun zu verhindern, dass die Meriniden übermächtig wurden und sie unterstützten dazu ihre ehemaligen Oberherren. So fielen sie 1250, 1260 und 1268 in das Merinidenreich ein. Zwar wurden sie in allen drei Fällen zurückgeschlagen, doch den Meriniden wurde damit die Möglichkeit genommen, gegen die Almohaden im Süden vorzugehen.

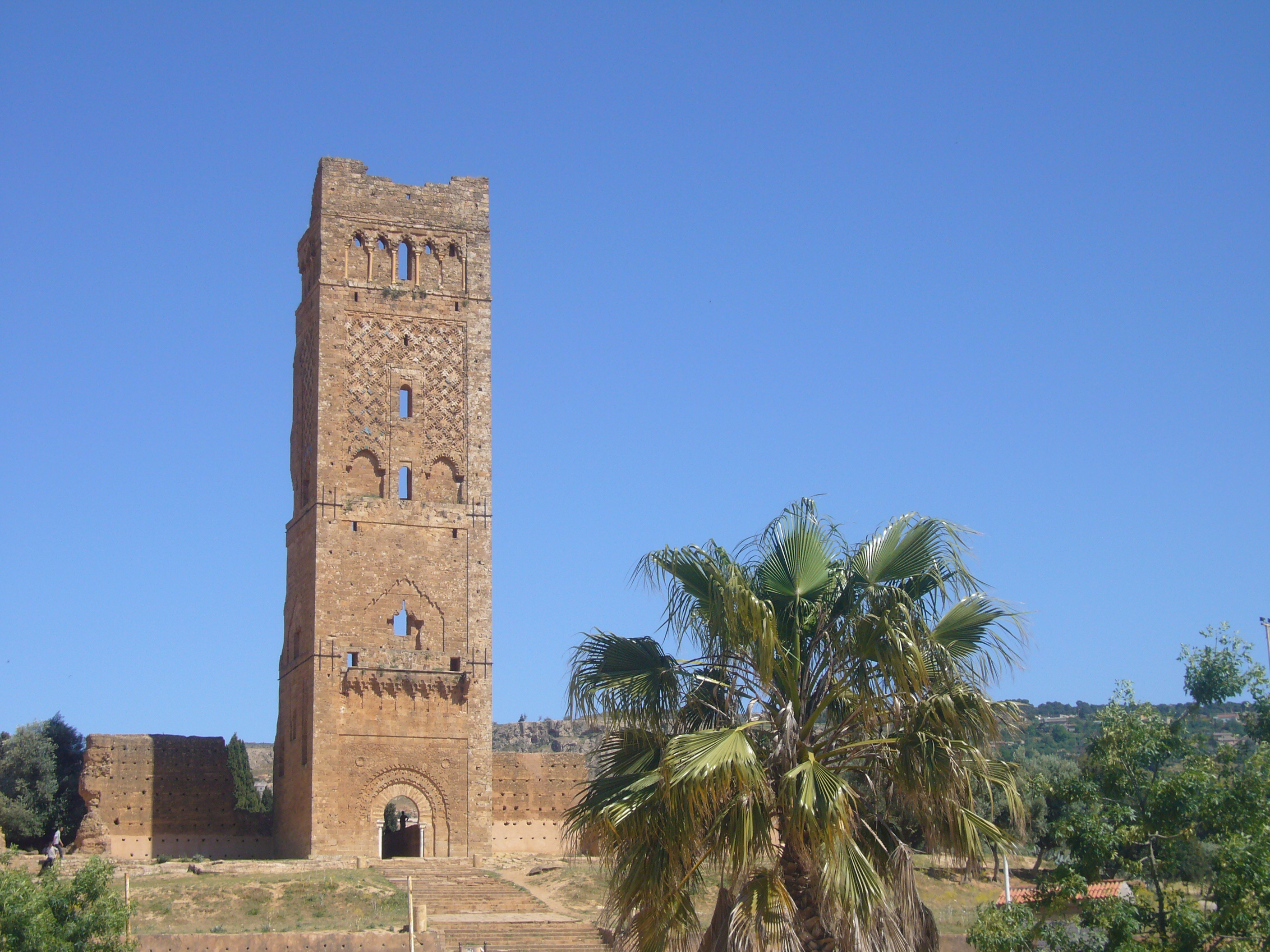
Minarett in der Ruinenstadt al-Mansura

Zunächst stützten sich die Herrscher auf die Banu Hilal, genauer die Zuġba, dann banden sie sich, um den Meriniden in Marokko und den Hafsiden widerstehen zu können, an die Nasriden von Granada und an das Königreich Kastilien. Ab 1283 war das Reich vier Angriffen der Meriniden ausgesetzt. 1295 attackierten die Meriniden ihre Nachbarn, sie belagerten von Mai 1299 bis 1307 Tlemcen und errichteten eine konkurrierende Stadt namens al-Mansura, die Siegreiche. Durch die Ermordung des Merinidenherrschers im Mai 1307 endete die Belagerung und die Abdalwadiden zerstörten die Konkurrentin.
Bereits im Vertrag von Monteagudo vom Dezember 1291 waren eine Art Interessensphären zwischen den beiden spanischen Mächten Aragon und Kastilien verabredet worden. Aragon, das seit etwa 1250 diplomatische und Handelsbeziehungen zu den Hafsiden und den Abdalwadiden unterhielt, beanspruchte dort Vorrechte, während Kastilien das Gleiche in Marokkos Merinidenreich einforderte. Zudem hatten die Meriniden es 1276 abgelehnt, mit Aragon einen Friedens- und Handelsvertrag abzuschließen. Als die beiden iberischen Mächte im Krieg lagen, versuchte Aragon 1286 ein Bündnis mit den Meriniden gegen Kastilien zustande zu bringen, aber auch dies wurde abgelehnt. Die Meriniden blieben neutral, ebenso wie die iberischen Nasriden, doch sahen sie wohl in der Eroberung des Abdalwadidenreichs eine Möglichkeit, sich des fortgesetzten Drucks der beiden christlichen Staaten zu erwehren.
Doch dieses Reich konnte sich unter Abu Hammu I. Musa (1308–1318) und Abu Taschfin I. (1318–1337) stabilisieren, die Wesire dieser Herrscher waren Muslime aus Spanien. Doch die Abdalwadiden, die gegen die Hafsiden vorgehen wollten, sahen sich bald einer Koalition der Hafsiden mit den Meriniden gegenüber. Die Zayyaniden-Abdalwadiden ihrerseits unterstützten Mächte aus Tripolitanien, wobei es Ibn Abi 'Umran 1329 sogar mit ihrer Hilfe gelang, Tunis zu erobern. 1335 bis 1337 wurde im Gegenzug Tlemcen von den Meriniden erneut belagert, diesmal erfolgreich. Der Sieger, Abul-Hassan, besetzte nicht nur Algier und unterwarf die umliegenden Stämme, sondern er heiratete auch eine Schwester des Hafsidenherrschers. Diese kam jedoch bei einem Gefecht in Spanien ums Leben, kurzerhand heiratete er stattdessen 1346 eine Tochter des Hafsiden.

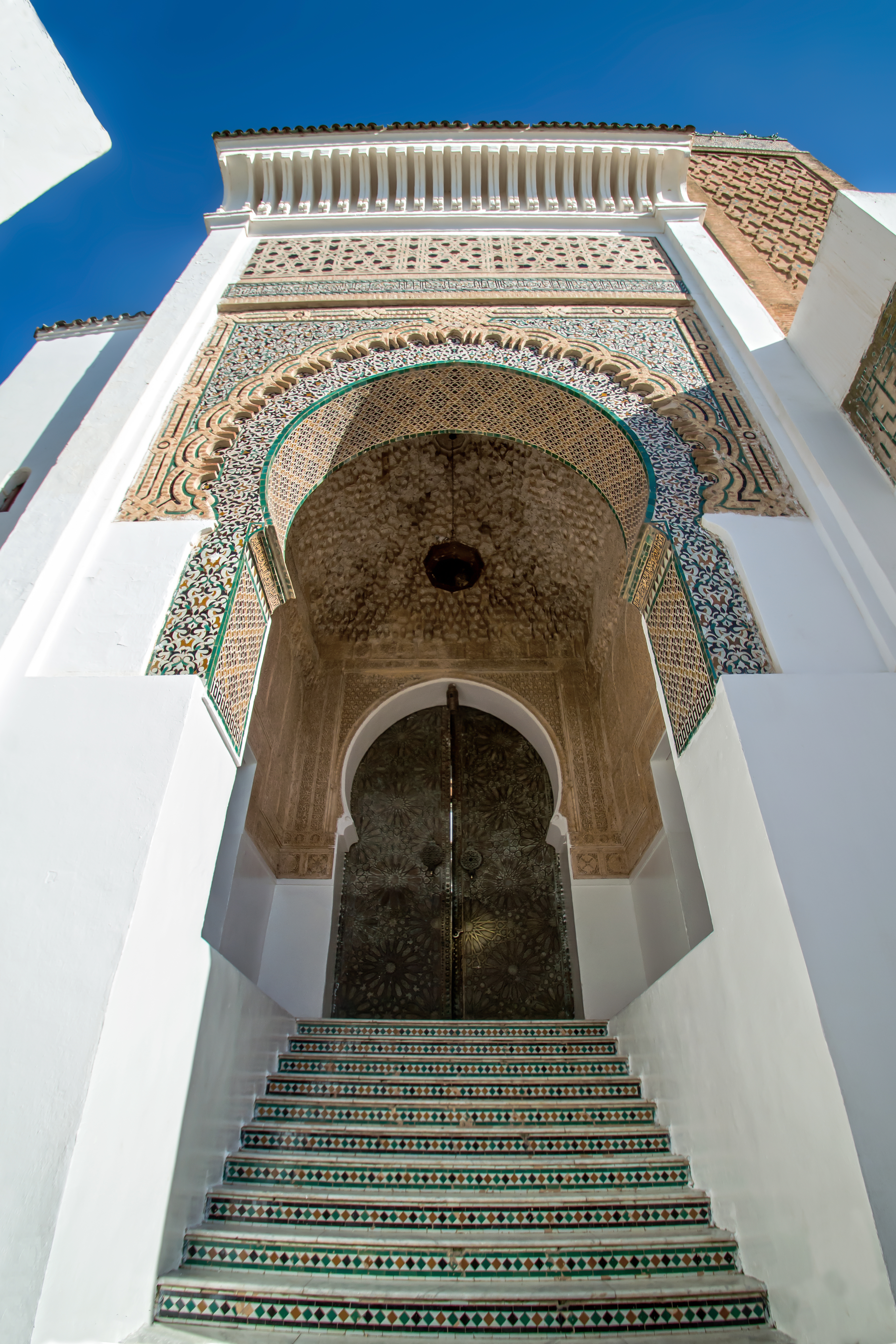
Eingang zur 1339 fertiggestellten Sidi-Boumediene-Moschee in Tlemcen

1337 bis 1348 gelang den Meriniden die Besetzung des Abdalwadidenreichs, die Konkurrenzstadt al-Mansura wurde erneut aufgebaut. 1352 kam es zu einer weiteren Invasion, die Meriniden besiegten ein Bündnis aus Abdalwadiden und Arabern in der Ebene von Angad nördlich von Wujda. Der Abdalwadide Abu Sa’id 'Utman wurde gefangen und getötet. Tlemcen wurde erneut besetzt, Oran und Algier waren schon bei der ersten Invasion besetzt worden, 1356 fiel Constantine, 1357 stand die merinidische Armee in Tunis. Allerdings musste sie sich bald zurückziehen und Tunesien aufgeben, wenn auch der überwiegende Teil Algeriens in ihrer Hand blieb.
Diese Angriffe hingen wohl damit zusammen, dass es im Zuge massiver politischer Veränderungen südlich der Sahara, darunter das Eindringen arabischer Stämme ins Draa-Tal im 13. Jahrhundert, der Zusammenbruch des Reiches von Ghana und der dadurch ausgelösten Verlagerung der Gold- und Handelsströme nach Osten, zu einer starken Konkurrenz für Sidschilmassa durch algerische und tunesische Städte kam.
Doch unter Abu Hammu II. Musa (1359–1388) gewann das Reich von Tlemcen nach einem Aufstand seine Unabhängigkeit zurück. Mit Hilfe der arabischen Stämme der Dawawda und der Awlad Sa’id konnte Abu Hammu im Februar 1359 Tlemcen erobern. Über Jahrzehnte widerstand der Abdalwadide den Meriniden, allerdings musste er 1359, 1360, 1370 und 1383 aus seiner Hauptstadt fliehen. 1366 griff er Bijaya an und handelte sich damit die Feindschaft eines weiteren mächtigen Gegners ein. Der Hafsidenherrscher von Bijaya und Constantine, Abul 'Abbas, der spätere Sultan von Tunis, verband sich nämlich mit einem Verwandten des Abdalwadiden, mit Abu Zayyan. Der Dauerstreit zwischen den Abdalwadiden wurde nur 1370 durch eine Invasion der Meriniden unterbrochen, die die beiden Abdalwadidenprinzen zeitweise zur Flucht in die Wüste zwang. Abu Zayyan ließ sich in Algier zum Sultan ausrufen, doch gelang es Abu Hammu, die Stadt kurz danach 1378 zu erobern, was die zwölfjährige Auseinandersetzung beendete.
Doch nun traten abermals die Meriniden auf den Plan, die 1383 Tlemcen eroberten. Abu Hammu plante nun, seine Hauptstadt nach Algier zu verlegen, um sich dem nahen Merinidenreich zu entziehen. Dazu wollte er 1386 seinen Hofschatz nach Algier schicken, doch fürchtete einer seiner Söhne, bei der Gelegenheit von der Nachfolge ausgeschlossen zu werden. So ließ Abu Taschfin, dem entsprechende Briefe in die Hände gefallen waren, sowohl seinen Bruder als auch seinen Vater im Januar 1387 verhaften. Doch Abu Hammu gelang die Flucht und im Juli 1388 saß er wieder in Tlemcen. Sein Sohn verbündete sich nun seinerseits mit den Meriniden, die sich die Gelegenheit zum Eingreifen nicht entgehen ließen. Der aus Fès aufbrechenden Armee gelang es, Abu Hammu zu töten. Abu Taschfin erhielt zwar Tlemcen, doch nun wurden die Abdalwadiden Vasallen der Meriniden, ab 1424 der Hafsiden.
In dieser Zeit erfolgte eine fast vollständige Arabisierung der Berber im westlichen Algerien durch die Beduinen. Aus der Zeit der Abdalwadiden stammen Minarette von Moscheen in Agadir und Tlemcen sowie drei kleine Moscheen in der Hauptstadt. Von Bedeutung ist aber vor allem die 1339 von den Meriniden errichtete Grabmoschee des Mystikers und Stadtpatrons Abu Madyan (1126–1198).
1390 besetzte eine Koalition christlicher Mächte, vor allem Franzosen, Engländer und Genuesen, das Arsenal des hafsidischen Mahdia. Doch der in Constantine residierende Zweig der Hafsiden konnte die Herrschaft der Dynastie sichern. 1424 und 1432 konnten sie sich unter Abu Faris der Bedrohung durch das iberische Königreich Aragon erwehren. Zwischen 1450 und 1494 wurde die Hauptstadt durch Familienfehden, das Land durch Pestepidemien und Hungersnöte erschüttert. Dennoch errang das Land eine Vormachtstellung im westlichen Islam und dominierte wirtschaftlich und kulturell.

### Eroberung von Küstenstädten durch Spanier, Oberhoheit, zunehmende Piraterie
Gleichzeitig begannen Mauren und Juden aus Andalusien einzuwandern, dessen letzte muslimische Herrschaft 1492 von Spaniern erobert worden war. Letztere eroberten unter Ferdinand II. und Isabella I. die Städte Mers-el-Kébir im algerischen Nordwesten, den Hafen von Oran, 1509 Oran selbst, Bejaia und die Algier vorgelagerte Insel Penon (heute Ilôt de l’Amirauté), Ténès und Mostagamen.
1509 mussten die Abdalwadiden die spanische Oberhoheit anerkennen, als dessen Flotte Oran eroberte; 1543 bis 1544 war es von Spaniern besetzt. Bis 1554 kämpften katholische Spanier und sunnitische Korsaren, die von den Osmanen unterstützt wurden, um das Reich. Die Korsaren konnten schließlich 1550 Tlemcen erobern, wenige Jahre später verschwand das Abdalwadidenreich.

## Osmanische Herrschaft (1519/74 bis 1830)

### Spanisch-osmanischer Gegensatz

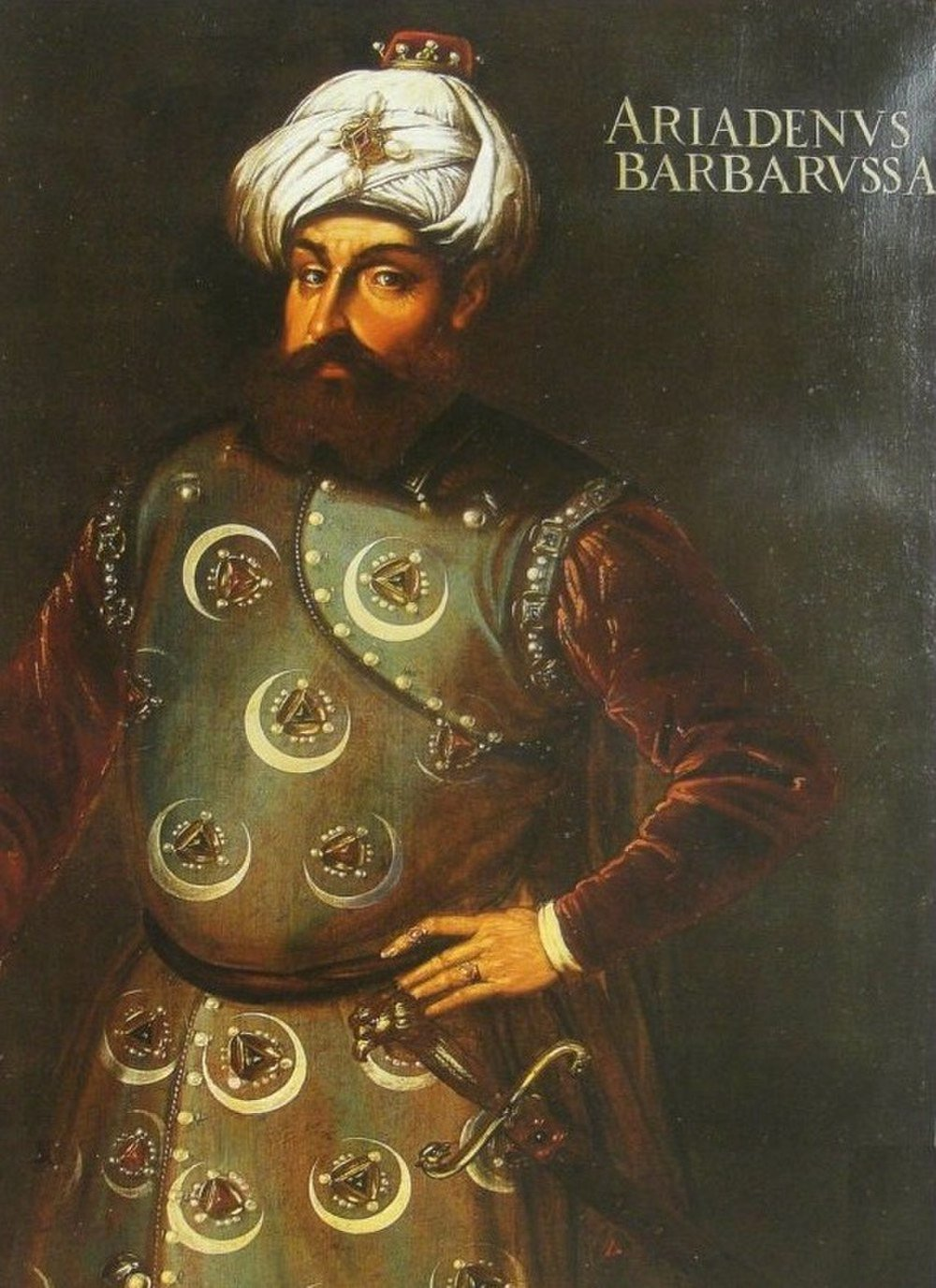
Porträt Barbarossas, wohl aus dem 16. Jahrhundert

Algerien geriet im 16. Jahrhundert in den Konflikt zwischen die Großreiche. Spanien und das Osmanenreich, die sich vor allem auf dem Mittelmeer bekämpften, bildeten hier eine Konfliktzone aus, in der sich ihre Konflikte mit religiösen und lokalen Konflikten vermischten. Gesellschaft und Wirtschaft wurden auf diesen Kampf ausgerichtet und lieferten die Ressourcen zu heiligen Kriegen auf beiden Seiten. Kastilien nutzte die internen Auseinandersetzungen im bis 1492 muslimischen Granada aus, um dort Fuß zu fassen. Anfang 1492 schließlich zog seine Armee kampflos in die letzte muslimische Stadt auf iberischem Boden ein. Die Muslime wurden zur Auswanderung ermuntert und 1493 verließen 6000 von ihnen die Halbinsel Richtung Maghreb. Nach gescheiterten Bekehrungsversuchen ging die kastilische Regierung ab 1499 zu Zwangsbekehrungen über, die Juden mussten bereits ab 1492 das Land verlassen.
Zugleich bereitete Kastilien die Expansion auf die andere Seite des Mittelmeers vor, wurde jedoch einige Jahre durch Auseinandersetzungen mit Frankreich um das Königreich Neapel aufgehalten. Hinzu kam die überraschende Möglichkeit, ab 1492 nach Amerika zu expandieren, die bald enorme Kräfte band, und die die Expansion nach Nordafrika zweitrangig erscheinen ließ. So wurde das marokkanische Malila (Melilla) erst 1497 besetzt. Zwar versuchten die Wattasiden von Marokko dies zu verhindern, doch hielten die spanischen Schiffskanonen deren Armee auf Distanz von der Küste.
Der Tod Königin Isabellas (1504) und die damit zusammenhängende Schwerpunktverlagerung auf den aragonesischen Reichsteil führte dazu, dass aragonesische Interessen – insbesondere Richtung Italien statt Richtung Maghreb – stärker berücksichtigt wurden. So errichtete Spanien kein kastilisch-maghrebinisches Reich, sondern begnügte sich mit der Besetzung von Stützpunkten (presidios) entlang der afrikanischen Küste. Diese sollten eine Rückeroberung der seit dem 8. Jahrhundert muslimischen Gebiete auf der iberischen Halbinsel, wie sie sich schon früher ereignet hatte, dauerhaft verhindern helfen. Salim Al-Toumi, der Führer der arabischen Tha’aliba um Algier – einer Untergruppe des arabischen Volksstammes der Maqil –, verhandelte mit den Spaniern in Béjaia. Er verpflichtete sich zu Tributzahlungen und gestattete den Spaniern, eine Festung auf einer der Inseln vor Algier zu errichten. Doch die presidios blieben von spanischen Lebensmittel- und Waffenlieferungen abhängig.
Insgesamt hatten die Reiche des Maghreb, die weder über die Technologie noch die Bevölkerungsmengen verfügten, denen zudem weder die Ressourcen großer Städteballungen noch eine hinreichende Zentralisierung zu Gebote standen, kaum eine Möglichkeit zur offenen Gegenwehr. Diese Gegenwehr organisierten stattdessen Korsaren unter Arudsch und Khair ad-Din Barbarossa. Letzterer erkannte 1519 die Oberhoheit des osmanischen Sultans in Istanbul an, nachdem Hugo de Moncada, der Vizekönig von Sizilien, im August 1519 Algier angegriffen hatte. Doch noch bevor die zugesagten 2000 Mann Janitscharen sowie Artillerie Algerien erreichten, musste Barbarossa eine Niederlage gegen den politisch-religiösen Führer von Kuku in der Großen Kabylei, Ahmad b. al-Qadi, vor Algier einstecken. Barbarossa setzte sich jedoch in den nächsten Jahren in Jijel, Annaba und Constantine fest und konnte 1525 Algier zurückerobern. 1529 konnte er zudem die spanische Festung auf einer der vier Inseln vor der Stadt erobern. Er verband die Inseln nun mit der Stadt und baute Algier zu einer Seefestung aus. Sein Gebiet reichte von Mostaganem im Westen bis Jijel im Osten und Constantine im Süden. Er setzte lokale Führer wieder ein, und es genügte, wenn sie ihm und damit Istanbul loyal blieben. Sogar den Bruder seines Gegners, Ahmad b. al-Qadis, duldete er als Herrscher der Großen Kabylei und verlangte nur Tribute. 1533 wurde Khair ad-Din Barbarossa nach Istanbul gerufen, im nächsten zum Admiral (Kapudan Paşa) erhoben, mit dem Auftrag, Tunis zurückzuerobern. Dies gelang ihm zwar im August 1534, doch eine spanische Flotte von 300 Schiffen und 30.000 Mann eroberte die Stadt ihrerseits im Juni 1535.

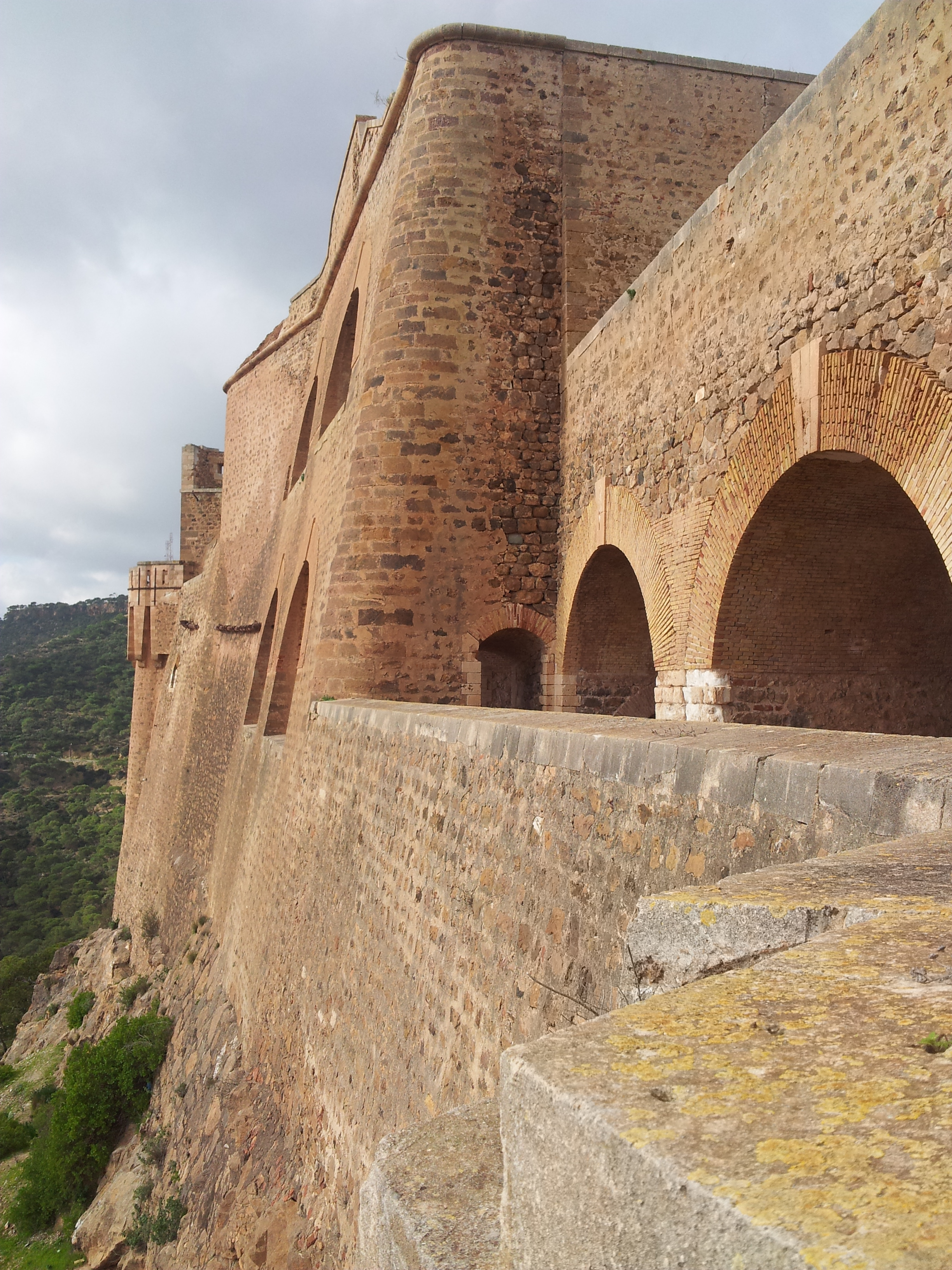
Teil der spanischen Befestigungsanlagen Santa Cruz oberhalb von Oran

Unter den spanischen presidios gelang nur Oran eine Kooperation mit örtlichen Stämmen, in diesem Falle den Banu 'Amir. Der spanische Adlige Martín Alonso Fernández de Córdoba Montemayor y Velasco, zeitweise Vizekönig von Navarra, kurz Alcaudete, wurde 1534 Generalkapitän von Oran. Er erhielt weitgehende Rechte, die lokalen Stämme gegen die Osmanen zu organisieren. 'Abdul-Rahman b. Radwan, der Führer der Banu 'Amir, schlug ihm vor, Muhammad, den Sultan von Tilimsan (Tlemcen) durch seinen jüngeren Bruder 'Abdullah zu ersetzen. Dieser erklärte sich mit einem Vasallenstatus einverstanden. Alcaudete stellte den Banu 'Amir 600 seiner Männer für den Angriff auf Tilimsan zur Verfügung, der 1535 erfolgte. Doch der Angriff schlug fehl, die Armee geriet bei der Festung Tibda in eine Falle, aus der nur 70 Mann als Gefangene herauskamen; nur wenigen gelang die Flucht. Trotz dieser katastrophalen Niederlage bewirkte die spanische Rückeroberung von Tunis im Jahr 1535 wohl, dass Sultan Muhammad sich noch im September 1535 bereit erklärte, Vasall Spaniens zu werden. Er wollte dafür Sorge tragen, dass alle Waren, die Tilimsan passierten, Richtung Oran liefen und darüber hinaus Tribut zahlen. Im Gegenzug sollte Spanien ihm 500 Soldaten stellen. Alcaudete machte keine Anstalten, den Vertrag vom König ratifizieren zu lassen, und er gedachte auch nicht, die Banu 'Amir zu verprellen.
Eine neue Wendung nahm der Kampf zwischen Madrid und Istanbul zwischen 1536 und 1544. 1536 schlossen nämlich Paris und Istanbul einen Vertrag, der in Geheimklauseln vorsah, dass sich die beiden Seemächte gegenseitig gegen das habsburgische Spanien unterstützten. Kaiser Karl V. bot Khair ad-Din nun seinerseits die Herrschaft von Algier bis Tripolis unter spanischer Oberhoheit an, doch blieb diese Offerte aufgrund des gegenseitigen Misstrauens folgenlos. 1541 entschloss sich Karl Algier mit einer riesigen Flotte anzugreifen. Diese bestand aus 500 Schiffen mit 12.000 Mann Besatzung und 24.000 Soldaten an Bord. Doch der Angriff scheiterte, Khair ad-Din kaperte weiterhin im Namen Istanbuls. Erst nachdem Frankreich und das Habsburgerreich 1544 Frieden geschlossen hatten, endete der steile Aufstieg Khair ad-Dins, der 1546 starb. Als Beylerbey von Algier folgte ihm sein Sohn Hassan. Solche Beylerbeys regierten in Algier bis 1587, als Istanbul eine regelrechte osmanische Verwaltung einführte.

Francesco Valesio: Raccolta di le piu illustri et famose citta di tutto il mondo, Plan Algiers von 1573

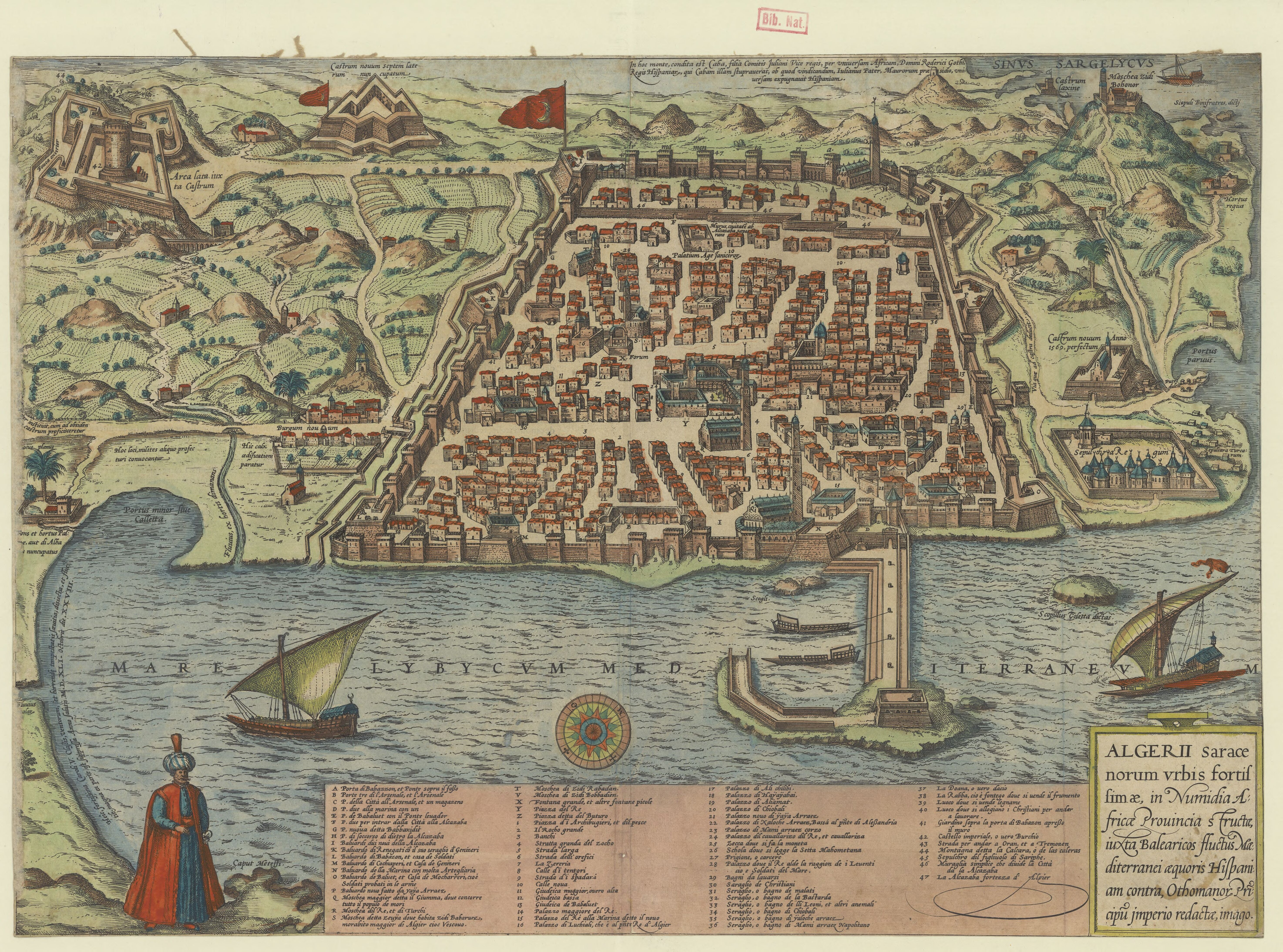
Plan Algiers von 1588

In dieser Zeit, zwischen 1557 und 1584, in der Spanier und Osmanen um die Herrschaft in der Alten Welt rangen, befand sich auch der Kaperkrieg zwischen den Korsaren und den christlichen Staaten des Mittelmeers auf dem Höhepunkt. 1558 kaperten Korsaren in den balearischen Gewässern eine Flotte von 150 Galeeren, 1560 besiegten sie die Flotte unter Führung des Genuesen Andrea Doria vor Djerba. Im Gegenzug konnte die spanische Flotte den Korsaren 1563 und 1564 schwere Niederlagen zufügen und sich wieder ins mittlere Mittelmeer vorwagen, um Malta zu verteidigen. 1568 bis 1570 kam es in Spanien zu einem Aufstand der Muslime, die vielleicht noch 250.000 Angehörige zählten. Diese „Morisken“ waren zwar offiziell 1502 zum Christentum übergetreten, doch waren sie weiterhin von der Inquisition drangsaliert worden. 1571 siegte die spanisch-venezianische Flotte bei Lepanto zwar über die osmanische, dennoch fiel 1573 Zypern endgültig an das Istanbuler Großreich, Tunesien wurde 1574 eine Provinz des Osmanischen Reiches.

Das Saadierreich zur Zeit seiner größten Ausdehnung um 1591; sie lösten in Marokko die Wattasiden (1465–1549) ab

Doch dessen Einfluss reichte nicht bis nach Marokko, wo Scherifen, die als Nachkommen des Propheten Mohammed galten, von einer einflussreichen Gruppe zur herrschenden aufstiegen. Dies wiederum verhinderten in Algerien die dort dominierenden Piraten. 1552 wurde Hassan, der Sohn Khari ad-Dins und Herr von Algier, abberufen, da es immer wieder zu Konflikten mit den Saadiern von Marokko kam, die das westlich angrenzende Land zwischen 1549 und 1664 beherrschten. Istanbul hatte aber ein Interesse daran, alle muslimischen Kräfte zusammenzufassen. So erhielt Salah Ra’is die Herrschaft über Algier, doch gelang auch ihm keine Zusammenarbeit mit den Saadiern. Schließlich eroberte Salah Ra’is Anfang 1554 das marokkanische Fès und ließ dort 'Ali Abu-Hassun mit einigen Janitscharen zurück. Doch diese Eroberung löste eine rasche Gegenreaktion aus: Bereits im September eroberten die Truppen unter Mohammed ech-Cheikh die Stadt zurück. Er knüpfte Kontakte mit Alcaudete in Oran, um einen gemeinsamen Angriff auf Algier vorzubereiten. Doch zunächst lehnte Spanien ab, änderte den Kurs allerdings, als die Osmanen Béjaia eroberten und Oran angriffen. Als die Osmanen die Belagerung Orans im August 1556 abbrachen – inzwischen hatten die Marokkaner Tilimsan erobert –, reiste Alcaudete nach Spanien und seine Gesandten nach Marokko, wo sie eine Abmachung zur Zusammenarbeit erreichten. Die Osmanen ihrerseits setzten 1557 Hassan wieder als Beylerbey in Algier ein. Zugleich forderten Gesandte Mohammed ech-Cheikh auf, Münzen im Namen der Osmanen zu prägen und sich im öffentlichen Gebet dem Sultan zu unterstellen. Dieser lehnte jedoch ab. Im Oktober des Jahres wurde er daraufhin von vorgeblichen türkischen Deserteuren ermordet. Hassan gelang daraufhin die Besetzung Tilimsans, doch konnte keine der beiden Parteien die Schlacht im Wadi al-Laban nördlich von Fès zu ihren Gunsten entscheiden. Hassan musste 1558 nach Algier zurückkehren. Alcaudete hatte in Spanien 11.000 Mann rekrutiert, mit denen er nun statt Algier Mustaghanem angriff. Am 25./26. August wurde er besiegt und getötet, seine halbe Armee gefangen nach Algier verschleppt. Hassan, der in Streit mit seiner Armee geriet, wurde abberufen, jedoch 1562 wiedereingesetzt. Von Februar bis Juni 1563 belagerte er Oran, doch die Stadt blieb bis 1708 spanisch, dann noch einmal von 1732 bis 1792. Hassan wurde, wie sein Vater, 1567 zum Kapudan Paşa ernannt.
1576 unternahmen die Korsaren erneut einen Versuch, in Marokko Fuß zu fassen; als Verbündeter Istanbuls wurde dort 'Abd al-Malik installiert. Spanien verwickelte sich seinerseits zunehmend in die Kämpfe um die Reformation im Norden Europas, vor allem in den Niederlanden, und die Krone sah sich einem neuen atlantischen Rivalen gegenüber, nämlich England. Seine Händler erschienen sogar in Marokko, was wiederum Portugal auf den Plan rief, das die neuen Rivalen sehr ernst nahm. Zudem misstraute man in Lissabon Venedig, dem man zutraute, sich auch noch in den Atlantikhandel einzumischen. Auch Spanien versuchte 1595/96 das Land zu destabilisieren.
1578 erschienen spanische Unterhändler in Istanbul, um einen Waffenstillstand auszuhandeln. Zwar verzögerte sich der Abschluss durch Kämpfe zwischen Portugiesen und den Marokkanern, doch im August 1580 akzeptierte Istanbul einen Vertrag, in dem sich die beiden Großmächte verpflichteten, ihre Territorien und Untertanen nicht mehr anzugreifen.
Infolgedessen zeichnete sich ab dem Waffenstillstand von 1581 zwischen Spanien und dem Osmanenreich eine Tendenz ab, die Großmächte räumlich zu trennen und Berührungsflächen zu vermeiden. Nachdem die alten Rivalen Philipp von Spanien 1598, Elizabeth von England 1603 und Murad III. bereits 1595 gestorben waren, verbesserten sich die Aussichten auf einen dauerhaften Frieden. Frankreich und Habsburg schlossen ihn 1598, die Habsburger und die Osmanen 1604, Habsburg und die Niederlande 1609.
Die unter dem äußeren Druck stark beschleunigte gesellschaftliche und technisch-militärische Entwicklung in Algerien verlangsamte sich erst im 17. Jahrhundert. Die äußerste Anspannung aller Kräfte verlieh den zunehmend zentralistischen Staaten nicht nur große äußere Macht. Der enorme Bedarf an Soldaten, vor allem aber an Geldmitteln verlieh den Staaten Zugriff auf die Mittel der produktiven Teile der Bevölkerung, eine Erkenntnis, die wiederum zu Versuchen führte, diese Wirtschaftskraft zu stärken. Analog zum europäischen Merkantilismus bestand auch im Maghreb ein Interesse, die Wirtschaftskraft zu stärken, um dem Staat mehr Mittel zuzuführen.
Zugleich erkannte Istanbul an, dass Algerien tribal organisiert war, und dass es genügte, den lokalen Autoritäten ihre Macht zu erhalten. Sie waren nur verpflichtet, im Interesse der Osmanen zu handeln, Tribute zu entrichten und die Herrschaft des Militärs (Ujaq) zu akzeptieren, das die äußere Verteidigung übernahm. Diese Truppen wiederum zeigten keinerlei Anzeichen der Integration in die algerische Gesellschaft. Im 17. Jahrhundert umfassten sie etwa 12.000 Mann. Mitte des 18. Jahrhunderts waren es nur noch 7000 Mann, am Anfang des 19. Jahrhunderts nur noch 4000. Traditionsgemäß wurden die osmanischen Truppen ausschließlich in Anatolien rekrutiert, nur selten wurden kulughli, Nachkommen türkischer Männer und algerischer Frauen, in die Janitscharen aufgenommen.
Neben diesen anatolischen Truppen bestand eine ethnisch gemischte Seefahrergruppe, die ta’ifa (Gemeinde) der Seeleute. Die von ihnen und von Gefangenen, die zum Islam konvertierten, aber auch von zahlreichen Abenteurern gebildeten Seeleute waren die Grundlage für ein staatliches Kapermonopol (im Gegensatz zu Tunesien, wo dies auch auf private Rechnung erlaubt war), das noch lange als „Heiliger Krieg“ ausgegeben wurde.

### Herrschaft der Deys (ab 1659)

#### Vorherrschaft des Militärs, Verwaltung
Die Osmanen setzten in Algier Paschas als Regenten ein, die aber spätestens 1659 die effektive Kontrolle über das Land verloren. In diesem Jahr übernahm die Ujaq die Macht in Algier. Vier Aghas der Janitscharen regierten nun nacheinander das Land, doch alle wurden ermordet. Nach dem Verlust von sieben Schiffen im Kampf gegen eine englische Flotte unter Edward Spragg kam es zu einer Rebellion, in deren Verlauf der letzte Agha namens Ali (1664–1671) ums Leben kam. Die Rais beriefen nun den Dey (Onkel mütterlicherseits) von Algier als Machthaber, ähnlich wie in Tunesien, wo dieses Amt seit 1591 bestand. Ab 1689 wurde der Dey zwar vom Militär (Ujaq) gewählt, aber der Agha war nicht mehr automatisch, qua Amt, Herrscher des Landes. Istanbul entsandte weiterhin Paschas, deren Aufgabe jedoch vor allem in der Aufrechterhaltung der Kommunikation zwischen Istanbul und Algier bestand. Erst ab 1711 erhielt der Dey zugleich den Titel eines Paschas, so dass die Ämter wieder zusammengeführt wurden.
Erster Minister des Dey war der Schatzmeister, der ihm auch für gewöhnlich im Amt folgte. Zweiter Minister war der Agha, der in Dar al-Sultan herrschte, also in Algier und seiner Umgebung. Er rückte zum Schatzmeister auf, wenn dieser beim Tod des Dey zum Herrscher aufrückte. Der Militärrat (diwan al-'askar) verlor im Zuge dieser Ämtersequenz seinen anfangs dominierenden Einfluss. Unterhalb dieser obersten Ebene ragten der Flottenkommandant, der Führer der Kavallerie und die vier Sekretäre heraus. Insgesamt wies das Ämtersystem große Kontinuität auf und hielt sich bis 1830.
Neben dem Bezirk um Algier, dem Dar al-Sultan, bestand Algerien aus drei Provinzen. Diese Beyliks unterstanden Beys in Constantine im Osten, Tittari mit der Hauptstadt Midya im Zentrum und Muaskar im Westen, die 1792, nachdem die Spanier es endgültig geräumt hatten, nach Oran verlegt wurde. Unterhalb dieser Ebene wurden kleinere Einheiten gebildet, denen jeweils ein Qa’id vorstand. Der Bey war für das Militärkommando und das Eintreiben der Abgaben verantwortlich. Eine Reihe von Stämmen, die für ihre Dienste von Abgaben befreit wurden, leisteten Unterstützung in Form von Hilfstruppen und indem sie bei anderen Stämmen die Abgaben eintrieben. Auch zum Kampf gegen Rebellionen wurden sie herangezogen.

#### Staatseinnahmen und Ökonomie

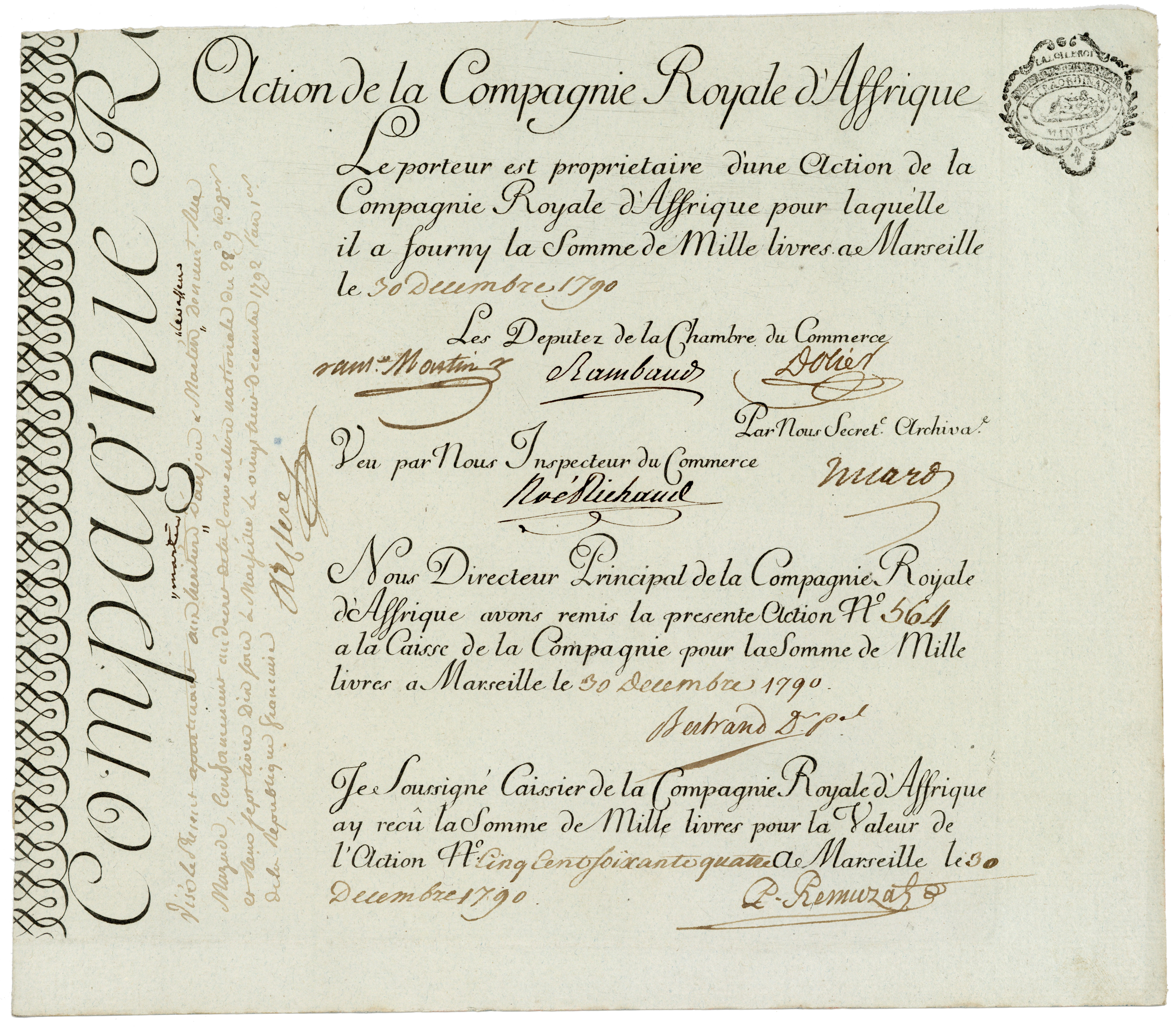
Aktie der Compagnie Royale d’Afrique über 1.000 Livres, ausgegeben am 30. Dezember 1790 in Marseille. Die 1741 vom König Ludwig XV. gegründete Kolonialgesellschaft bestand bis 1794. Sie war die einzige Gesellschaft des Ancien Régime, die dank ihrem Algerien-Monopol für Weizen und Korallen, Dividenden an ihre Aktionäre ausschüttete. 90 Prozent des nach Marseille eingeführten nordafrikanischen Weizens stammte aus Algerien. Die algerischen Weizenexporte nach Marseille erreichten ihren Höhepunkt im letzten Drittel des 18. Jhs. während der Herrschaft der berühmtesten Deys Algeriens: Muhammad Ibn Uthman (1766–1791), Salah Bey (1771–1792) in Constantine und Muhammad el-Kebir (1779–1797) in Mascara.

Neben den Abgaben, die auf islamischem Recht basierten, wurden auch Abgaben eingezogen, die der Unterstützung des Krieges gegen die Christen dienten. Hinzu kamen Abgaben, die dazu dienten, die halbjährlich zu entrichtenden Geschenke der Beys an den Dey und seine Ratgeber zu finanzieren. Jeder Bey hatte diese Abgabe wiederum alle drei Jahre persönlich abzuliefern, ansonsten brachte sie sein Stellvertreter nach Algier. Man erwartete dabei vom Bey von Constantine größere Geschenke, auch solche aus Tunesien, während die weiter westlichen weniger entrichten mussten. Zu den Geschenken zählten Sklaven, Seide, Pferde, Schmuck, aber auch Geld.
Die Beys von Constantine, die den Deys von Algier unterstanden und ihnen tributpflichtig waren, entwickelten sich durch intensive Nutzung ihrer Weizen- und Gerstenkulturen aus bloßen Statthaltern zu regelrechten Unternehmern. Zu Anfang hatten die Janitscharen das System gemischter Geld- und Naturalabgaben übernommen. Dabei wurde als Naturalabgabe nur so viel eingezogen, wie für den Unterhalt der Herrscher und ihrer Helfer vonnöten war. Die Bauern ihrerseits verkauften von dem, was sie nicht selbst verbrauchten, so viel auf dem Markt, dass sie die Geldabgaben aufbringen konnten. Nun wurden die Naturalabgaben erhöht, so dass die Herrscher selbst als Händler, nämlich als Verkäufer an französische Großhändler auftreten konnten. Die besten Böden um Constantine wurden nur noch bebaut, um diese Abgaben zu liefern. Bei Olivenöl besaßen die Beys eine monopolartige Stellung. Bei diesen Parallelentwicklungen zu europäischen Prozessen blieb der Maghreb jedoch vergleichsweise bevölkerungsarm, das waffentechnologische Gleichziehen setzte keine technologische Entwicklung auf dem Land in Gang, Eingriffe des Fiskus überforderten häufig die lokale Wirtschaftskraft und die Zahl der urbanen Zentren blieb gering. Dabei breiteten sich Musketen praktisch im ganzen Land aus, was manchen Bevölkerungsgruppen die Möglichkeit
in die Hand gab, gegen die Herrscher Widerstand zu leisten, wie etwa Ende des 18. Jahrhunderts bei den religiös motivierten Aufständen gegen die Beys in West- und Südwestalgerien.
Mit der Stärkung der christlichen Seefahrermächte, vor allem Englands, Frankreichs und der Niederlande, verlor die Kaperei gegen den christlichen Handel im Mittelmeer zunehmend an Bedeutung. Zudem war der Preis der Kaperei hoch. So wurde Algier 1661, 1665, 1682, 1683 und 1688 durch die französische Flotte bombardiert. Bald gewann der Handel mit Europa, vor allem mit Frankreich, zwar an Bedeutung, doch litt er unter den kapernden Maltesern, noch mehr aber darunter, dass die muslimischen Schiffe nur wenige der europäischen Häfen anlaufen durften. Zudem war die Kaperei ein staatliches Monopol, das wichtige Einnahmen – etwa aus Lösegeldern, Sklavenverkäufen usw. – generierte. Doch ging deren Umfang massiv zurück. Verfügte Algier Anfang des 17. Jahrhunderts noch über etwa 75 Schiffe, die an Kaperfahrten teilnahmen, so waren es in der zweiten Hälfte des 18. Jahrhunderts nur noch 20. Nachdem ein Schoner aus Boston von Piraten gekapert worden war, verhielten sich die Amerikaner, die noch kaum über eine ausreichende Seemacht verfügten, so konziliant, dass ihnen vorgeworfen wurde, sie würden damit allen anderen Seefahrern das Leben erschweren. Nur während der Napoleonischen Kriege kam es zu einem Wiederaufleben der Piraterie in größerem Maßstab. Hierbei stach Ra’is Hamidu hervor, dem zahlreiche Prisen zufielen.
In Algier lebten im 17. Jahrhundert rund 100.000 Menschen, dazu vielleicht 20–25.000 Gefangene aus Kaperfahrten. Constantine, Oran und Tilimsan hatten etwa 10.000 bis 25.000 Einwohner. Während Algiers Wirtschaft auf Kaperei und Außenhandel basierte, partizipierten Constantine und Tilimsan am Karawanenhandel. Doch die Qualität der in Algerien hergestellten Waren fiel gegenüber denjenigen aus Tunesien und Marokko zurück. Anwachsende Importe, etwa von Seide, Kopfbedeckungen, Schuhen oder Sätteln gingen zu Lasten der lokalen Produzenten. Weiterhin lebte Westalgerien ebenso wie der Süden von nomadischen Produktionsformen, während der dichter besiedelte Osten sesshaft war. Das Land, vielfach in Staatsbesitz oder dem von vermögenden Bewohnern der Städte wurde unter dem Khammas-System ausgegeben. Bei den Khammas handelte es sich um Landarbeiter, die ein Fünftel der Ernte zur Entlohnung erhielten, manchmal mehr, je nachdem, wie die Ernte ausfiel. Um 1830 hatte Algerien vielleicht drei Millionen Einwohner.

#### Innere und äußere Konflikte
Der Rückgang der Einnahmen brachte Konflikte zwischen Militär und politischer Führung, zwischen Ujaq und Dey mit sich. Schließlich kam es zu massiven Soldkürzungen, auf die die Seeleute 1784 reagierten, indem sie zuließen, dass die spanischen Schiffe so nah an den Palast des Dey in Algier heransegelten, dass sie das Gebäude beschießen konnten. Da auf der anderen Seite die Deys sinkenden Einnahmen aus dem Seeraub und zugleich höheren Verteidigungskosten gegenüberstanden, belasteten sie praktisch jeden Wirtschaftszweig mit verschiedenen Abgaben. Die Ujaq trug damit zu immer höheren Lasten bei, verhinderte damit zugleich jede Entwicklung.
Um Einnahmen aus dem Weizenexport zu generieren, gestatteten die Deys den jüdischen Familien der Buschnaq und Bakri, die ursprünglich aus Livorno stammten, die Ausfuhr nach Europa. Doch dies brachte neue Konflikte, da Algier immer wieder unter Trockenheit und schlechten Ernten litt. Am 28. Juni 1805 wurde Naphtali Busnash, der zu großem Einfluss beim Dey gekommen war und ein Handelsmonopol genoss, von einem türkischen Soldaten ermordet, woraufhin ein Kadi dem Täter gratulierte. Nun kam es zu Plünderungen, in deren Verlauf etwa 200 Juden ermordet wurden. Wenig später wurde von den Truppen auch Mustafa Dey ermordet. Dey zu sein bedeutete in höchster Gefahr zu leben: Bis 1816 wurden alle sechs Deys von Soldaten ums Leben gebracht.
Zugleich kam es im Westen und Südwesten des Landes zu erheblichen Unruhen, die vor allem von Angehörigen der Sufi-Orden angeführt wurden. Sie erreichten ihren Höhepunkt 1805 mit der Rebellion der Darqawiyya Tarīqa. Die Darqawiyya, ein Zweig der im 13. Jahrhundert entstandenen Schādhilīya, gehen auf den Marokkaner Muhammad al-Arabi al-Darqawi (1760–1823) zurück, der diese Tarīqa, also einen Sufiorden, erneuerte. Dieser Orden gewann erheblichen Einfluss in Marokko, aber auch im Westen Algeriens. Einer ihrer wichtigsten Führer war 'Abdul Qadir ibn al-Sharif, der mit den Osmanen von 1783 bis 1805 in ständigem Konflikt stand. Er forderte den gesamten Westen des Landes zum Aufstand auf und kündigte an, das ganze Land zu erobern. Muaskar öffnete ihm kampflos die Tore, und auch in Tilimsan stand die Bevölkerung, sieht man von den kulughli ab, auf seiner Seite. Der neue Bey Muhammad al-Muqallash zwang ihn jedoch, die Belagerung von Oran aufzuheben und nach Marokko zu fliehen.
Auch die Tidschānīya-Tarīqa stand ab 1784 in Konflikt mit den Osmanen. Muhammad al-Kabir Bey unterwarf in dieser Zeit die Stämme von al-Aghwat (Laghouat). Nach einer zweiten Expedition im Jahr 1788 musste der Sufiführer Ahmad al-Tijani 1789 Algerien verlassen. Er verbrachte seinen Lebensabend in Fès, wo er 1815 starb. Sein Sohn Muhammad al-Kabir formte jedoch eine Stammesallianz, um die Türken aus Westalgerien zu vertreiben. Dieser Konfliktherd, nämlich der Versuch der Beys, insbesondere im Westen, die Stämme zu unterwerfen, schwelte schon seit einem halben Jahrhundert. Bey 'Uthman (1747–1760) hatte mit der militärischen Unterwerfung begonnen. Muhammad al-Kabir (1780–1797) war es gelungen, auch die mächtigen A’shash, al-Hasham und al-Aghwat zur Entrichtung der geforderten Abgaben zu zwingen. Nun schlossen sich die Banu Haschim dem Sufismus an. 1827 führte Muhammad al-Kabir seine Anhänger in die Ebene von Gharis vor Muaskar und attackierte die dortigen osmanischen Truppen. Doch die Banu Haschim versagten ihm letztlich die Unterstützung, so dass er unterlag, gefangen genommen und umgebracht wurde. Anhänger der Tidschānīya-Tarīqa sahen in der französischen Besetzung Algiers 1830 die Erfüllung der Gebete des Gründers um Vertreibung der Türken.
Die Oberherrschaft Istanbuls verhinderte neben einer Vielzahl interner Konflikte keineswegs, dass es zu offenen Auseinandersetzungen mit Marokko und mit Tunesien kam. 1756 wurde in Tunesien der seit 1736 herrschende Bey Ali I. al-Husain von den Söhnen seines Vorgängers gestürzt. Sie eroberten mit algerischer Hilfe Tunis. Mit Hammuda al-Husain (1782–1814), dem Herrscher Tunesiens, kam es von 1807 bis 1812 gar zum Krieg. Der wurde unter osmanischer Vermittlung beendet, jedoch erst 1821 wurde der Vertrag ratifiziert.

## Französische Besetzung und Kolonialherrschaft (ab 1830)

Chronologische Karte der Eroberung und des von Frankreich beherrschten Algeriens (1830 bis 1956)

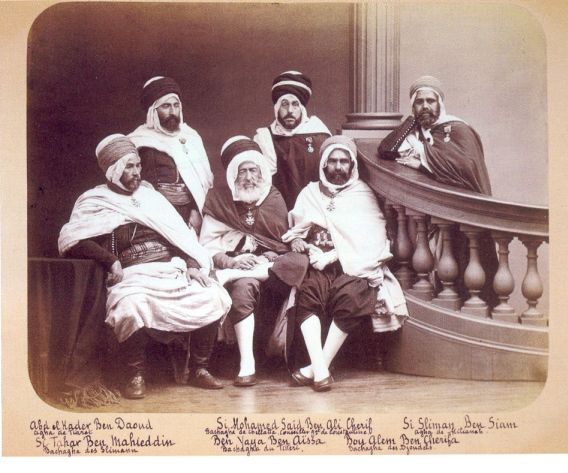
Während der Reise Napoleons III. nach Algerien wurden 1860 Honoratioren mit Orden ausgezeichnet. Diese waren (von links nach rechts, stehend): Abdel Kader Ben Daoud, Agha von Tiaret, dann Si Mohamed Said Ben Ali Chérif, Bachagha von Chellata und Berater in Constantine sowie Si Slimane Ben Siam, Agha von Miliana. Hinzu kamen (von links nach rechts, sitzend): Si Tahar Ben Mehiaddin, Bachagha der Beni-Slimane, daneben Ben Yahya ben Aïssa Bachagha von Titteri und Bou Alem Ben Chérifa, Bachagha von Djendel (zwischen 1894 und 1965 Lavigerie genannt)

In Konkurrenz zu Spanien und England erschienen bereits früh Franzosen vor der algerischen Küste. Ab 1560 erhielten sie Fischereirechte vor Algier, 1564 richtete Paris ein Konsulat ein. 1628 und 1694 kam es zum Abschluss von Handelsverträgen zwischen Paris und Algier. Dabei hatten die Deys ein Wirtschaftssystem durchgesetzt, das durchaus merkantilistische Züge trug. So setzten sie etwa den Handel mit Olivenöl als Monopol durch. Auch waffentechnisch waren sie lange den Europäern ebenbürtig, wozu kleine Waffenschmieden in der Kabylei besonders beitrugen. Mit der industriellen Revolution standen den Europäern neben einer größeren Bevölkerungszahl – Algerien hatte in der ersten Hälfte des 19. Jahrhunderts vielleicht 1,5 Millionen Einwohner – bessere Waffen, bessere und billigere Waren und umfangreichere Kreditmittel zur Verfügung. Zudem fehlten in Algerien urbane Zentren, weniger als 100.000 Menschen lebten in den wenigen Städten.

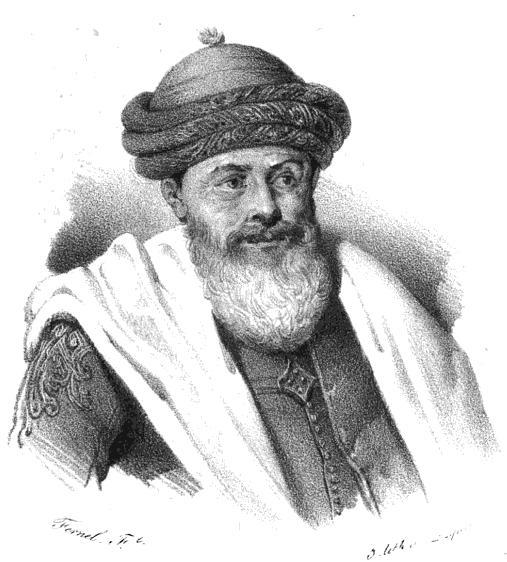
Hussein Pascha, 1831

Der Dey von Algier unterstützte 1793 bis 1798 Napoleon Bonaparte mit Weizen, doch zog sich die Bezahlung über lange Jahre hin, so dass sich die Schuld auf 8 Millionen Francs belief, die die Familien Bakri und Bushnaq noch zu bekommen hatten. Diese waren aufgrund der ausbleibenden Rückzahlungen in Zahlungsschwierigkeiten gegenüber dem Dey gekommen. Außerdem stellte der Dey fest, dass der Neffe des seit 1815 im Lande befindlichen Gesandten, Alexandre Deval, der selbst seit 1823 Vizekonsul in Annaba war, die dortige Handelsstationen vertragswidrig mit Kanonen bestückt hatte. Am 29. April 1827 schließlich versetzte der Dey bei einem Disput über die französischen Schulden dem französischen Konsul Pierre Deval drei Schläge mit dem Fliegenwedel. Zunächst wollte Paris es mit einem Salutschuss auf die französische Flagge als diplomatische Geste durch den Dey bewenden lassen, doch der lehnte, vielleicht vom britischen Konsul ermuntert, ab. Ab dem 16. Juni blockierte Frankreich daraufhin algerische Häfen, versuchte 1829 noch einzulenken. Doch die Händler in Marseille beklagten den Schaden, die Kaperei ging weiter, so dass der Dey ebenfalls keine Veranlassung sah, nachzugeben. Premierminister Polignac betrieb nun den Plan, Muhammad Ali Pascha dazu zu veranlassen, das Land in Besitz zu nehmen. Ali Pascha war von 1805 bis 1848 Gouverneur der osmanischen Provinz Ägypten, herrschte aber relativ unabhängig von der Zentralregierung.
Frankreich betrieb, im Gegensatz zu England, bereits zu dieser Zeit eine Politik der Auflösung des Osmanenreiches (zum Beispiel Morea-Expedition). Dazu fand sich Großbritannien erst ab 1878 bereit. Obwohl Muhammad Ali den Plan im Oktober 1829 akzeptierte, änderte Polignac seine Pläne auf öffentlichen Druck insofern, als Pascha nur noch Tripolitanien und Tunesien besetzen sollte; Algerien sollte nunmehr an Frankreich gehen. Diesen Plan musste Pascha ablehnen, da ihm dies in der islamischen Welt schwer geschadet hätte. Der innenpolitische Druck kam zum einen von Marseiller Händlerkreisen, die in Bedrängnis gerieten, weil auch der Handel mit Griechenland unterbrochen war. Zum anderen forderten Kriegsminister Bourmont und königstreue Kreise Heldentaten. Schließlich wollte man gegenüber den Liberalen Erfolge vorweisen. Karl X. kündigte am 10. März 1830 die Invasion Algiers an, als er das Parlament eröffnete, das er später auflöste. So erhoffte man sich nach einem schnellen Sieg einen Erfolg in den Wahlen, die für Juli angesetzt waren.
Algier wurde am 5. Juli 1830 von französischen Truppen unter General Bourmont eingenommen.
Dieses Ziel erreichte Karl X. nicht; er verlor die Wahl. Am 2. August dankte er, auch wegen der Julirevolution von 1830, ab. Die Militärmaschinerie sollte die eingeschlagene Richtung für mehr als ein Jahrhundert nicht mehr aufgeben.
Am 14. Juni 1830 landeten 37.000 Mann auf knapp 700 Schiffen bei Sidi Ferruch (Sidi Fredj). Algier wurde nach nur zehn Tagen vom Land her erobert. Der Dey verfügte über 26.000 Janitscharen und Qulogli (Kuloglu), Abkömmlinge türkischer Väter und nordafrikanischer Mütter, sowie 16.000 bis 18.000 kabylische Infanteristen. Am 5. Juli unterzeichnete er einen Vertrag, der Algier den Franzosen übergab. Er selbst ging ins Exil nach Neapel; einen Monat später musste Karl X. abdanken. Von dem auf 150 Millionen geschätzten Staatsschatz kamen nur 40 Millionen beim französischen Fiskus an, 50 Millionen verschwanden spurlos, 60 Millionen verschwanden in Paris. Die Kosten für die Blockade und die Eroberung beliefen sich auf 75 Millionen Franken. Bourmont, der sich mit Plänen trug, seinen König gewaltsam wieder ins Amt zurückzubringen, sah sich innerhalb der Armee so starken Kräften gegenüber, dass er ins Exil nach Spanien ging.

### Widerstand gegen die Besetzung (1830 bis 1848)
1830 besetzten französische Truppen Oran und Beleb el-Anab (Bône) und begannen mit der Eroberung des Landes. Ihnen stellte sich Abd el-Kader entgegen, der in Westalgerien erfolgreich Widerstand gegen die Franzosen leistete; zudem wurde er von der Qādirīya unterstützt. Im November 1836 scheiterte ein Angriff französischer Truppen auf Constantine (Siège de Constantine / Belagerung von Constantine). Frankreich erkannte Abd el-Kader am 30. Mai 1837 im Vertrag an der Tafna als Emir von Algerien an. Allerdings kam es nicht zur Zusammenarbeit zwischen ihm und Ahmad ibn Muhammad, Bey von Constantine, der in Ostalgerien gegen Frankreich kämpfte. Nachdem die französischen Truppen am 13. Oktober 1837 Constantine erobert hatten, drangen sie in Westalgerien ein und zwangen Abd el-Kader 1844 zur Flucht nach Marokko. Dies gelang umso leichter, als Abd el-Kader nicht von allen anerkannt wurde. So bekämpfte ihn etwa die Tidschaniya Tarīqa, deren wichtigste Stadt 'Ayn Madi er fünf Monate lang belagerte. Auch nach der Eroberung der Stadt weigerten sie sich, sich ihm zu unterstellen. Er selbst hatte nie mehr als 10.000 Mann zur Verfügung, doch, je nachdem wo er gerade mit seinem Lager unterwegs war, standen ihm Hilfstruppen der Stämme zur Verfügung. Als die Franzosen demonstrativ mit dem Thronerben die Strecke zwischen Algier und Constantine bereisten, erkannte el-Kader, dass die Franzosen dauerhaft bleiben wollten. Bei einem Angriff auf Siedler in der al-Mitija-Ebene wurden 108 Siedler getötet, die algerische Kavallerie stand vor Algier. Doch Frankreich wagte es nicht, Algier zu evakuieren, so dass sich ein zäher Krieg entspann. Erst Ende 1847 gab er den Widerstand auf; am 23. Dezember erklärten die Franzosen Algerien zur Kolonie. Zu dieser Zeit lebten bereits 109.380 Europäer in Algerien. Die konfiszierten Ländereien der Gegner waren bald alle vergeben, so dass man nach neuem Land für die Siedler Ausschau hielt. Das als habus bezeichnete Land, das bis dahin unveräußerlich war, wurde nun ab dem 1. Oktober 1844 privatisiert und konnte von Siedlern erworben werden. Dabei konstruierte man eine rechtliche Kontinuität von arabisch-osmanischer Eroberung des Landes, das nun an Frankreich übergegangen sei. Am 21. Juli 1846 wurde kurzerhand alles Land konfisziert, das nicht in Gebrauch war, also wirtschaftlich genutzt wurde. Von den so ergatterten 200.000 ha Land gingen nur 32.000 an Muslime. In den 1850er Jahren kam Land hinzu, das die Stämme nutzten, oftmals das fruchtbarste. Ohne Weideland gerieten erste Stämme in massive Schwierigkeiten. Zwischen 1853 und 1863 erhielten allein 51 Subsidiäre 50.000 ha Land; hier ging ein enormer Landraub vonstatten. Vielfach änderte sich insofern nichts, als die neuen Eigentümer wenig unternahmen und stattdessen die einheimischen Bauern die Arbeit verrichten ließen.

### Bestandteil Frankreichs, Siedlungskolonie (ab 1848)

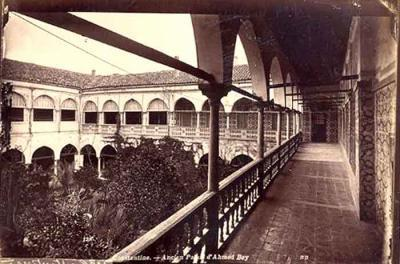
Innenhof des Palasts des Bey von Constantine, 1890

Verwaltungsgliederung Algeriens zwischen 1934 und 1955.

Nach der Februarrevolution 1848 endete der Kolonialstatus für den nördlichen Teil Algeriens – er wurde integraler Bestandteil des französischen Mutterlands und als Siedlungskolonie definiert. Ab November 1848 wurde Algerien also zum französischen Territorium erklärt. Drei Départements Algier, Constantine und Oran wurden errichtet. Es kamen französische und andere europäische Siedler (vor allem Italiener, Spanier) ins Land, für die weitere Ländereien der einheimischen Bevölkerung enteignet wurden. Dort, wo genügend Europäer lebten, sollte das französische Recht eingeführt werden; der Rest des Landes sollte durch die Ausweitung der Besiedlung assimiliert werden. Allein 1848 bis 1850 brachte Paris 20.500 Franzosen, die kurz zuvor noch auf den Barrikaden der Hauptstadt gestanden hatten, nach Algerien. 1856 zählte man 2.496.067 Einwohner. 1871 bot die Regierung den 8000 Auswanderern aus dem von Deutschland annektierten Elsass 100.000 ha Land an. Die Zahl der Siedler wuchs von 1833 bis 1954 von 7812 auf 984.031. Jede neue Siedlerstelle ging zu Lasten der vorherigen Landnutzer und -besitzer.
Der Widerstand in der Kabylei wurde vielfach gewaltsam gebrochen. Religiöse Führer wie Bu Bahla, der behauptete, ein Scherif zu sein, schürten den Widerstand. 1852 brach weiter im Süden, in al-Aghwat ebenfalls ein Aufstand aus. Muhammad b. 'Abdulla von den Awlad Sidi al-Shaykh behauptete gleichfalls, er sei Scherif. Er musste im Dezember 1852 nach Tuggurt fliehen, das die Franzosen aber im Dezember 1854 besetzten, so dass im gesamten Suf der Widerstand zusammenbrach.
Napoleon III., der sich mit Kennern des Landes und Muslimen auseinandersetzte, setzte durch, dass der stammesgebundene Gebrauch des Landes auf gleicher Stufe mit dem Eigentum stand, dass die konstruierte Kontinuität des Landbesitzes nicht haltbar war, und vor allem, dass Algerien ein arabisches Königreich sei. Doch überhebliche Behandlung von Algeriern durch Beamte bis hin zur öffentlichen Prügelstrafe lösten 1864 einen Aufstand des östlichen Zweiges der Sidi al-Shaykh aus. Zwar bot man den Algeriern und den dort lebenden Juden an, die französische Staatsbürgerschaft anzunehmen, doch machten bis 1870 nur 398 Juden und 194 Muslime davon Gebrauch.

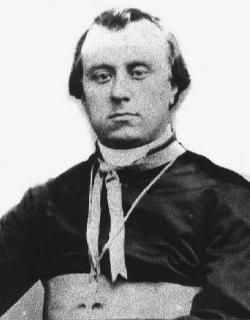
Kardinal Lavigerie, 1863, Erzbischof von Algier

Die Siedler fürchteten jedoch, sie könnten in die Minderheit geraten und ihre ökonomischen Vorrechte verlieren. Der Erzbischof von Algier, der 1867 berufene Charles Martial Lavigerie, verlangte hingegen die Konversion zum Christentum als Bedingung für die gleichen Rechte, und um von der Barbarei loszukommen.

### Kabylenaufstand (1870 bis 1871), Proletarisierung, Kolonialsystem
Der gegen diese Enteignungen gerichtete Aufstand unter Führung von Mohamed el-Mokrani (1815–1871) in der Kabylei in den Jahren 1870 bis 1871 wurde unter dem Einsatz von 80.000 Soldaten von den Franzosen niedergeschlagen. Algerien verlor 25 % seiner Bevölkerung und weitere 70 % des Landbesitzes an die französischen Siedler. 665.591 ha Land wurden sequestriert, eine Kriegskompensation von 68 Millionen Francs veranschlagt. Um die Schulden abzahlen zu können, mussten die Bauern ihre Produkte nun unmittelbar nach der Ernte verkaufen, was die Preise drastisch verminderte. Um dennoch überleben zu können, nahmen sie Kredite auf. So gerieten sie in immer tiefere Schulden, bis sie ihr Land verkaufen mussten. Damit entstand ein umfangreiches Proletariat, was der beginnenden Industrialisierung zu niedrigen Löhnen zur Verfügung stand. Doch noch schneller stieg der Bedarf an Arbeitskräften im Kolonialsektor, aber auch saisonal im traditionellen Agrarbereich. Dort wurden die Familien aufgespalten, so dass ein Teil in die Städte abwanderte. Insgesamt verzeichnete Algerien, nach einem Rückgang bis 1876, einen deutlichen Bevölkerungsanstieg, wobei die einheimische Bevölkerung noch schneller wuchs als die französische. Außerdem wurden zunehmend Waldgebiete gerodet, um den staatlichen Forderungen nach Bargeldzahlungen standhalten zu können.
Einfälle von Plünderern aus der Kroumirie nach Algerien lieferten dem französischen Ministerpräsidenten Jules Ferry den Vorwand, auch Tunesien zu annektieren. Im April 1881 drangen Truppen in Tunesien ein und eroberten das Land binnen drei Wochen.
Nach 1871 wurde der sogenannte Code de l’indigénat erstmals in Algerien 1881 installiert und später in allen französischen Kolonien eingeführt. Er zwang die einheimische Bevölkerung unter eine „besondere Gerichtsbarkeit“, so dass sie in einem permanenten Ausnahmezustand lebte. Der Code war bis 1946 gültig, wurde aber für die Algerier erst 1962 mit dem Ende des Algerienkrieges außer Kraft gesetzt.
Das Décret Crémieux von 1870, das den algerischen Juden die französische Staatsbürgerschaft aufgezwungen hatte, wurde aus antisemitischen Erwägungen von der Vichy-Regierung später aufgehoben. Danach folgte die Einziehung ihres Vermögens und ihres Besitzes, doch verzögerte die örtliche Verwaltung die Durchführung.
Auf der Basis von statistischen Rückrechnungen wird angenommen, dass die einheimische Bevölkerung des Landes von rund 3 Millionen im Jahr 1830 auf 2,1 Millionen durch Kämpfe, Hunger, Krankheit oder Flucht fiel. Während sich die Bevölkerungszahl von den Verlusten der Aufstände und der ökonomischen Marginalisierung zu erholen begann – sie stieg zwischen 1876 und 1931 von knapp 2,9 Millionen auf über 6,5 Millionen –, brach die Agrarwirtschaft nach und nach ein. Während es in Algerien 1867 noch 8 Millionen Schafe gab, waren es 1927 nur noch 3,3 Millionen; die Zahl der Ziegen fiel zwischen den 1880er Jahren und 1927 von 3,7 auf 2,1 Millionen; die Zahl der Rinder fiel zwischen 1887 und 1927 von einer Million auf 707.000. Die Verbindung der Zahlen zur menschlichen Bevölkerung mit denen der Haustiere zeigt die Dramatik: Kamen 1871 auf 100 Einwohner noch 1533 Schafe, 694 Ziegen und 200 Rinder, so fielen diese Zahlen bis 1953 auf 631, 330 und 90, was bei einer geringfügigen Verminderung des Anteils der ländlichen Bevölkerung bedeutete, dass sich die Basis der Agrarproduktion mehr als halbiert hatte. Ähnliches gilt für die Weizenproduktion, und selbst die Olivenölernte brach zwischen 1910 und 1940 von 3,5 Millionen Liter auf 1,65 Millionen Liter ein.
Die Politik griff auf vorhandene Systeme zurück, um des Arbeitskräftemangels Herr zu werden. So setzte man das Khammas-System fort. Etwa ein Drittel des Siedlerlandes wurde auf diese Art von algerischen Bauern bewirtschaftet, oder wurde an sie verpachtet. Von 617.544 algerischen Landbesitzern im Jahr 1930 besaßen 434.537 weniger als 10 ha – der Durchschnitt lag bei 4 ha. Infolgedessen verloren etwa 40 % der Landbesitzer ihr Eigentum bis 1960. Dies sorgte für eine weitere Vergrößerung des ländlichen Proletariats und für eine Abwanderung in die Städte bei enormem Anwachsen der Landbevölkerung. Sie wuchs zwischen 1931 und 1959 von 4,5 auf 7 Millionen. Die Zahl der Khammas stieg von 350.715 im Jahr 1901 auf 713.000 im Jahr 1938. Die daraufhin einsetzende Mechanisierung der Landwirtschaft, vor allem aber Auswanderung sorgte dafür, dass ihre Zahl bis 1948 auf 132.000 einbrach, um 1954 mit 60.500 praktisch bedeutungslos zu werden. Hingegen stieg die Zahl der Landarbeiter von 1901 bis 1930 von 152.108 auf 534.000, ein Niveau, das sich bis zum Ende der Kolonialzeit hielt. Sie arbeiteten meist auf Siedlerland, das überwiegend für den Export produzierte. Die 22.007 französischen Siedler besaßen zusammen 2.726.700 ha Land, was einer Fläche von 124 ha besten Landes pro Hof entsprach. Hingegen besaßen die 630.732 algerischen Bauern 7.348.700 ha, was 11,5 ha pro Hof entsprach, also weniger als einem Zehntel. Von 1932 bis 1955 stieg der Wert der Agrarprodukte Algeriens von 130 auf 155 Milliarden alte Francs. Neben Getreide waren dies vor allem Wein, Tabak, Obst und Gemüse, Halfa und Kork. Dabei erbrachten Wein und Getreide mehr als zwei Drittel dieser Erträge. 1914 arbeiteten von den 386.000 algerischen Landarbeitern knapp 122.000 im Getreide-, knapp 108.000 im Weinbau. Ihre Löhne lagen etwa halb so hoch, wie die ihrer europäischen Kollegen, was erklärt, warum sie, trotz rapide wachsender Mechanisierung, weiter eingesetzt wurden. Allerdings arbeiteten 1954 nur noch 200.000 Arbeiter mehr als 90 Tage in den Betrieben, denn der überwiegende Teil der Arbeit hatte saisonalen Charakter.

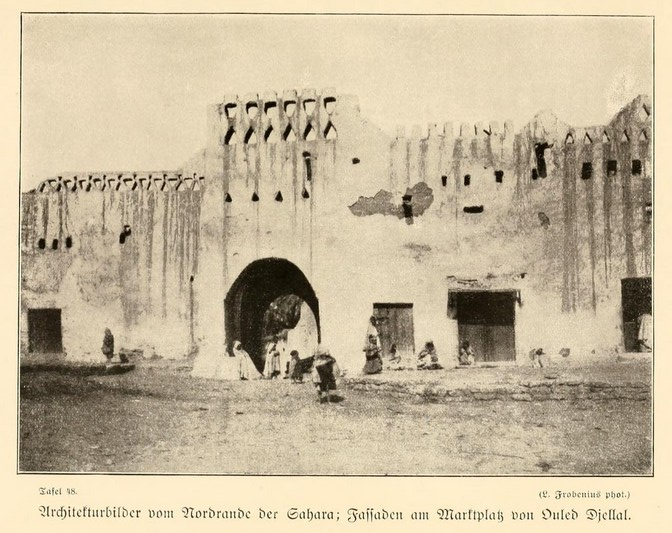
„Fassaden am Marktplatz von Ouled Djellal“, Leo Frobenius 1911

In den Städten bekämpfte die Kolonialverwaltung die algerische Konkurrenz im Handwerk. So stürzte die Zahl der Handwerker, die Mitte des 19. Jahrhunderts noch bei 100.000 gelegen hatte, bis 1951 auf 3500 ab. Sie wurden von französischen Industrieprodukten verdrängt. Hinzu kam, dass der traditionelle Bildungssektor, von Korporationen und bestimmten Ländereien (habus) finanziert, wegbrach. Ländliche Schulen, wie die zawiyas verschwanden zuerst in den Kriegsgebieten bis 1871, dann folgte die Vernachlässigung der Koranschulen, schließlich der Verlust grundlegender Texte. Das französische Bildungssystem sah vor, dass nur die Notabeln daran partizipierten, während mehrere Generationen von der vor 1830 recht hohen Alphabetisierung abgeschnitten wurden. Zwar gab es Bemühungen, auch in ländlichen Gebieten für Grundschulen zu sorgen, doch diese besuchten 1944 erst 8 % der Schüler. 1954 galten 85 % der algerischen Bevölkerung als illiterat, wobei die der Frauen bei 95 bis 98 % lag. Zu dieser Zeit hatten von den etwa 1,9 Millionen Kindern gerade einmal 320.000 eine Schule besucht; nur 1700 Studenten gab es im Land, davon besuchten 589 die Universität Algier. Jeder 227. Franzose war Student, jedoch nur jeder 15.341. Algerier. Zugleich versuchte man Bildung an die Verdrängung des Arabischen zu binden. Erst ab 1936 war es gestattet, die Sprache aus Fremdsprache zu unterrichten.
Die Zuwanderung in die Städte betraf auch die Siedler. Allein zwischen 1911 und 1921 stieg ihre Zahl in den Städten von 460.000 auf 512.218. 65 % von ihnen lebten in den Städten Algier, Oran und Constantine. Insgesamt lebten dort 38 % der europäischen Bevölkerung. Die Zunahme der algerischen Bevölkerung beschleunigte sich erst mit der Weltwirtschaftskrise. Zwischen 1930 und 1954 zogen 1,5 Millionen von ihnen in die Städte. Hatten die Städte 1936 erst 722.800 Einwohner, so waren es 1.129.000 im Jahr 1948 und 1,6 Millionen 1954. Dies entsprach knapp 19 % der Bevölkerung. Weitere 300.000 Algerier gingen nach Frankreich. Andererseits waren über 1,4 Millionen Männer auf dem Lande ohne Arbeit. Dabei wuchsen die von jeder Versorgung abgeschnittenen Vorstädte. 1954 lebten von den 293.470 Einwohnern Algiers allein 86.500 in solchen Slums.
Diese Menschen konnten von keiner adäquaten industriellen Entwicklung aufgefangen werden. Die Industrieproduktion wuchs sehr langsam, wurde allerdings durch den Zweiten Weltkrieg und die Besetzung Frankreichs stark gefördert. Während ihr Gesamtwert 1930 noch bei 44 Milliarden alten Francs gelegen hatte, stieg er bis 1955 auf 170 Milliarden. Doch nur 7,8 % der Bevölkerung arbeiteten im Industriesektor, 70 % in der Landwirtschaft. Vor allem Charles de Gaulle betrieb mit dem Plan de Constantine eine Hinwendung zur Industrialisierung Algeriens.
Die Rohstoffe wurden von französischen Konzernen kontrolliert, wie etwa die Minen von El Houenza (Union Parisienne), das Eisenerz von Mokta El Hadid (Mirabaud) oder Phosphatminen (Union des Mines). Zudem wurde das Banken- und Transportsystem von Paris gesteuert. Wie in allen Kolonien fiel Algerien die Aufgabe zu, Rohstoffe und Arbeitskräfte zu liefern, deren Ertrag zunehmend in die Metropolen floss, wo auch zunehmend die französische Bevölkerung lebte, und Produkte aus Frankreich abzunehmen.
Erste algerische Auswanderer erschienen bereits 1871 in Europa, ab 1876 war eine Reiseerlaubnis nötig, wenn ein Algerier nach Frankreich gehen wollte. 1911 zählte man 3000 von ihnen in Frankreich. Im Ersten Weltkrieg kämpften insgesamt 173.000 Algerier, dazu 80.000 Tunesier und 40.000 Marokkaner auf französischer Seite. Zudem gingen 180.000 Algerier nach Frankreich, um dort in Waffenfabriken, in der Landwirtschaft und im Transport zu arbeiten.

### Widerstand der Tuareg, Kolonie Französisch-Nordafrika
Nachdem es ab 1880 zum Wettlauf um Afrika gekommen war und die französische Eroberung Westafrikas begonnen hatte, gab es ein vermehrtes Interesse Frankreichs daran, seine algerischen Gebiete physisch mit Französisch-Sudan zu verbinden. Nach der Eroberung von M'zab, Ouargla und Touggourt bis 1885 wurde zunächst eine strategische Verteidigungslinie mit Forts südlich des Großen Ergs errichtet. Beim anschließenden Vorstoß auf die heutige Provinz Tamanrasset stieß man jedoch auf heftigen Widerstand durch die Tuareg.
Nachdem In Salah 1900 erobert werden konnte, unterlagen die Tuareg 1902 in der entscheidenden Schlacht von Tit, 60 km nordwestlich von Tamanrasset, mit 93 Toten. Dadurch war den Franzosen der weitere Weg Richtung Süden geöffnet. Der junge Amenokal (König) Moussa ag Amastan unterzeichnete 1904 einen Waffenstillstandsvertrag mit dem Hauptmann Métois, durch den die Kel Ahaggar Verbündete Frankreichs wurden. Bereits im folgenden Jahr stellte Métois' Nachfolger jedoch klar, dass Amastan ein Untergebener Frankreichs und kein Verbündeter sei. Im Zuge des „Kaocen-Aufstandes“ im Aïr kam es 1916 auch in Südalgerien zu Zusammenstößen zwischen französischen Truppen und Tuareg, die Stadt Djanet stand gar vier Jahre lang nicht unter französischer Kontrolle. Vor allem der Stamm der Dag Rhali im Ahaggar-Gebirge setzte den Widerstand fort. Letztere brachten den 80 Franzosen unter General Laperrine am 5. April 1917 am Berg Ilamane im nördlichen Atakor eine empfindliche Niederlage bei. Erst 1917 wurde ein Friedensvertrag geschlossen.
Bis 1917 war auch der algerische Teil der Sahara unterworfen. Algerien bildete zusammen mit Tunesien und Marokko die Kolonie Französisch-Nordafrika, die im Zweiten Weltkrieg Kriegsschauplatz der britisch-amerikanischen Operation Torch wurde.

## Unabhängigkeitskampf, Abwanderung der Europäer

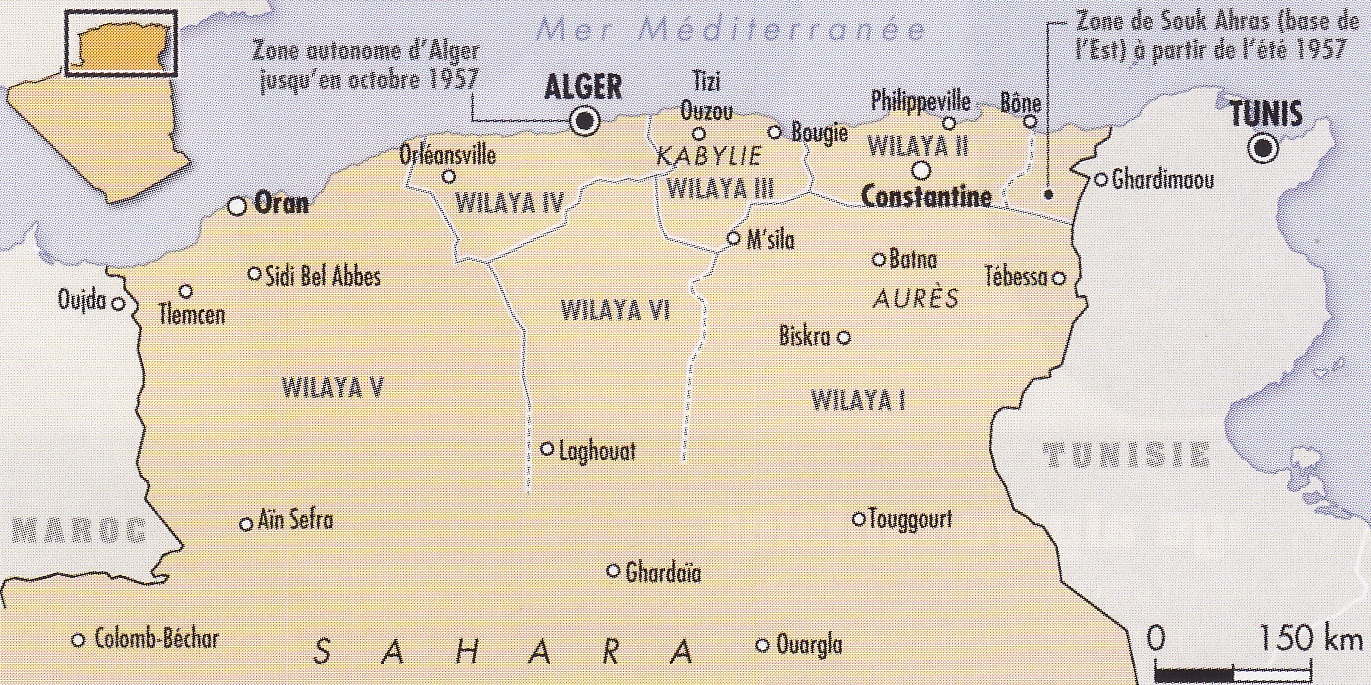
Einteilung Algeriens in 6 Wilayas

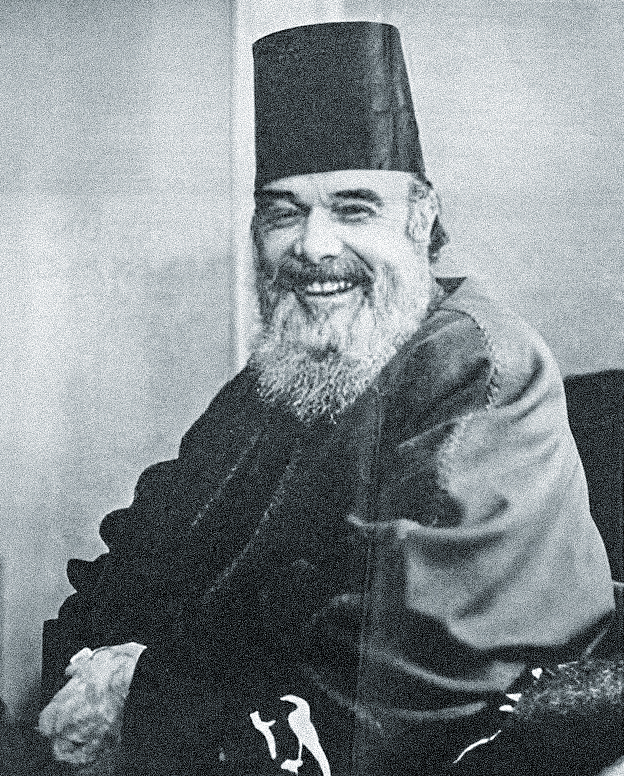
Messali Hadj, Gründer des Parti du peuple algérien und des Mouvement pour le Triomphe des Libertés Démocratiques, gilt als Vater des algerischen Nationalismus. 1954 sagte er sich vom gewaltsamen Widerstand los.

Mit der Gründung der Partei der Jungen Algerier kam es ab 1911 zu einer anderen Art von Kampf gegen die Kolonialmacht. Die gemäßigten Anhänger der Freunde des Freiheitsmanifests (AML), die bisher für eine Assimilation an Frankreich eingetreten waren, radikalisierten sich ab 1943 um Ferhat Abbas. Abbas, Sohn eines 1871 enteigneten Bauern, schloss sich Messali Hadj an, dem Führer der Algerischen Volkspartei (PPA). Hadj migrierte nach dem Ersten Weltkrieg nach Paris, war in der kommunistischen Partei PCF aktiv und war 1926 eines der Gründungsmitglieder der Organisation Étoile Nord-Africaine (ENA), die die Unabhängigkeit Algeriens forderte. ENA fusionierte 1937 mit der PPA. Die PPA wurde 1939 nach dem Beginn des Zweiten Weltkriegs verboten.
Im September 1944 wurde General Georges Catroux als Generalgouverneur von dem liberaleren und am Islam interessierten Yves Chataigneau abgelöst. Zum Aufschwung der Unabhängigkeitsbewegung kam es, als unmittelbar nach Kriegsende 1945 Demonstranten die Freilassung des nach Brazzaville verbannten Hadj und „Algerien den Arabern“ forderten. Am 8. Mai 1945 kam es zu Auseinandersetzungen, in deren Verlauf 28 Europäer getötet wurden, insgesamt kamen bei Unruhen und Überfällen 103 Siedler ums Leben. Nach weiteren Unruhen in Guelma und Morden durch französische Siedler ermordeten französische Truppen beim Massaker von Sétif und Guelma mindestens 6000–8000 Algerier, nach anderen Angaben ein Vielfaches. Erst 2005 erkannte die damalige französische Regierung die Verantwortung hierfür an.
Chataigneau versuchte, mit verschiedenen sozialen Maßnahmen und durch Veränderungen des Wahlrechts den aufkommenden Forderungen nach Unabhängigkeit entgegenzuwirken. So erhielten die beiden Wählerschaften, das sogenannte 1er und 2e collège, die gleiche Stimmzahl. Bei den ersten Nachkriegswahlen im Juli 1945 griffen die Behörden nicht unter dem Vorwand des „Islamfehlers“ ein, dennoch riefen PPA und Freunde des Manifests dazu auf, nicht an den für Oktober 1945 vorgesehenen Wahlen zur verfassunggebenden Versammlung teilzunehmen. Die Gemäßigten unter Bendjelloul errangen 7 der 13 Sitze, die Sozialisten 4, die Kommunisten 2. Nun forderte Bendjelloul das gleiche, freie Wahlrecht wie in Frankreich.
Ferhat Abbas gründete im März 1946 die Partei Demokratische Union des Algerischen Manifests (UDMA). Die UDMA fordere die Franzosen auf, ihren „kolonialen Komplex“ und ihren „Erobererstolz“ aufzugeben, die Algerier, ihre „mittelalterlichen theokratischen Vorstellungen“. Als Anhänger Atatürks lehnte er den Arabismus ab und setzte sich für eine friedliche Lösung ein, die Algerien in einer freien Verbindung mit Frankreich sah. Bei den Wahlen erhielt Abbas’ UDMA 71 % der Stimmen, bzw. 11 der 13 Sitze. Die Sozialisten erhielten die beiden übrigen. Sein Verfassungsvorschlag kam nicht vor die französische Nationalversammlung.
Vor den nächsten Wahlen wurde Messali Hadj freigelassen; er gründete die Bewegung für den Triumph der demokratischen Freiheiten (Mouvement pour le triomphe des libertés démocratiques). Einige seiner Anhänger planten bereits Aktionen, sehr junge Anhänger gründeten im Februar die Organisation spéciale.
Im September 1947 entschied die Nationalversammlung über den Status Algeriens. Die beiden Wählerklassen, eine für die Franzosen, eine für die Algerier wurden fortgeschrieben. Der Generalgouverneur und seine sechs Beiräte führten die Regierung, bei der Legislative behielt das französische Parlament sein Übergewicht über die algerische Versammlung. Die Algerier waren enttäuscht und Messali Hajs Bewegung gewann fast alle ihre Stimmen. Die Polarisierung nahm zu, wofür man den Generalgouverneur verantwortlich machte. Er wurde am 11. Februar 1948 durch den Sozialisten und Bildungsminister Marcel-Edmond Naegelen ersetzt. Am 15. April 1948 wurde dieser wiederum durch Roger Léonard ersetzt. Beide bekämpften die MTLD mit allen Mitteln einschließlich manipulierter Wahlen. Am 5. August entstand die von UDMA, MTLD, Kommunisten und Ulema gegründete Algerische Front für die Verteidigung und den Respekt der Freiheit (Front algérien pour la défense et le respect de la liberté)

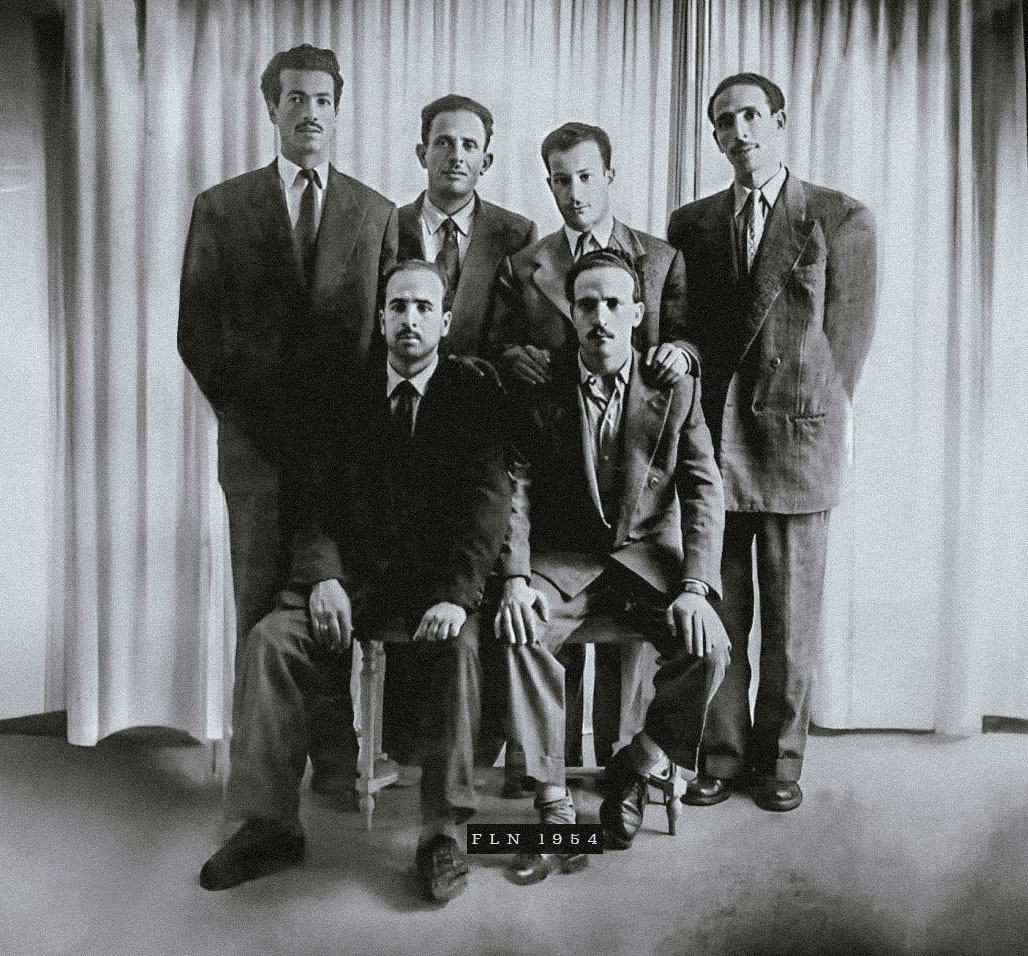
Die sechs Führer der FLN bis 1954 (jeweils von links nach rechts, zuerst stehend): Rabah Bitat, Mostefa Ben Boulaïd, Didouche Mourad und Mohammed Boudiaf, dann sitzend: Krim Belkacem und Larbi Ben M’Hidi

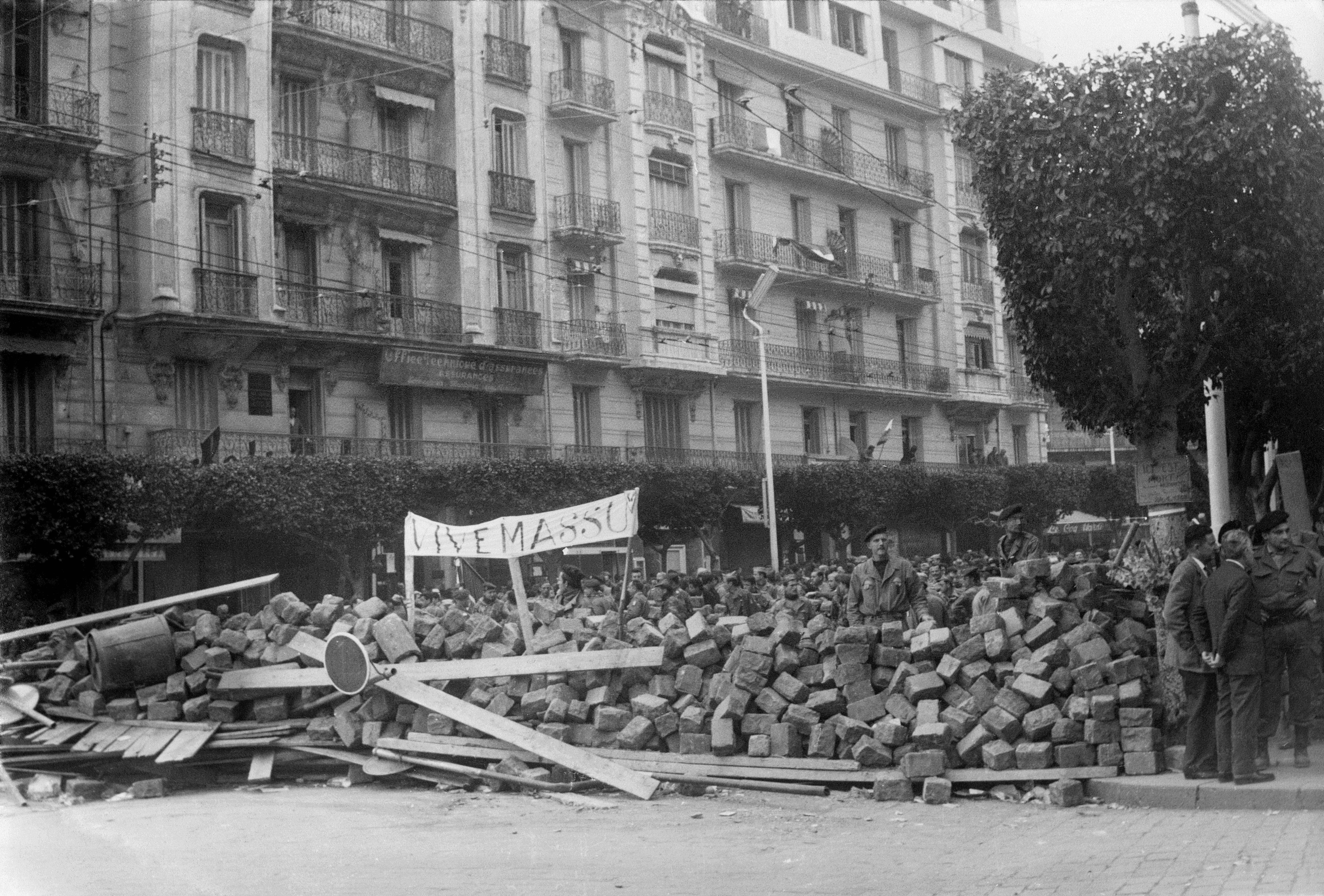
Barrikaden in Algiers; auf dem Transparent steht „Vive Massu“, Januar 1960

Im November 1954 begann der Unabhängigkeitskrieg (Algerienkrieg) gegen Frankreich unter Führung der Nationalen Befreiungsfront (Front de Libération Nationale, FLN), die ab 1947 entstanden war. Am 13. Mai 1958 kam es zur Gründung des französischen Algeriens, nachdem die Generalregierung im Zuge einer Demonstration festgesetzt worden war. Am 1. Juni übernahm de Gaulle die Volksversammlung und sagte am 4. Juni in Algier mehrdeutig: „Ich habe euch verstanden“. Tatsächlich gab es in der Verfassung von 1958 nur noch eine Wählerschaft. Am 19. September wurde eine provisorische Regierung eingerichtet, mit Ferhat Abbas als Regierungschef. Die Regierung verfolgte die Politik einer vollständigen Integration in das Mutterland Frankreich. Am 16. September 1959 verkündete de Gaulle, wohl unter dem Druck der erstarkten antikolonialen und soeben unabhängig werdenden Staaten, dass die Algerier selbst über ihre Staatsform und das Verhältnis zu Frankreich entscheiden sollten. Die Siedler fühlten sich verraten und gründeten die Französische Nationalfront (Front National Francais). Sie organisierte für den 24. Januar 1960 eine Großdemonstration in Algier. Dabei kam es zu 26 Toten, die Aufständischen, die sich hinter Barrikaden verschanzten, konnten zum Aufgeben bewegt werden.
Am 8. Januar 1961 fand das von de Gaulle angekündigte Referendum statt. 69,09 % der Wähler in Algerien stimmten für die Unabhängigkeit, und sogar 75,25 % in Frankreich. Doch in der Nacht vom 21. auf den 22. April fand in Algier ein Putsch statt: vier pensionierte Generäle und Fallschirmspringer brachten die Regierung in ihre Gewalt. Die Marine und ein Teil der Luftwaffe verweigerten die Teilnahme. Nach drei Tagen brach der Putsch zusammen. Einige der Flüchtigen schlossen sich der Organisation de l’armée secrète (OAS) an. Ferhat Abbas wurde nun von der Regierung ausgeschlossen, die Youssef Ben Kedda übernahm. Währenddessen fielen die ländlichen Gebiete zunehmend in die Hände der FLN, die Armee wurde nach und nach abgezogen. Die OAS versuchte, de Gaulle von seiner Algerienpolitik abzubringen oder ihn zum Rücktritt zu bewegen. Sie beherrschte inzwischen den Norden, der Generalgouverneur war geflohen. Paris betrachtete die OAS aber zunehmend als terroristische Organisation. Am 18. März 1962 wurde Algerien mit den Verträgen von Évian unabhängig, 90 % der Franzosen stimmten dem Vertrag am 8. April zu. Doch die politischen Parteien der Algerier bekämpften sich weiterhin. Daher hatte man in Paris über eine Teilung des Landes spekuliert. Am 1. Juli 1962 stimmten beim Referendum über die Annahme der Verträge von Évian über 99 % der Wähler für Algeriens Unabhängigkeit. Zwei Tage später erklärte Frankreich Algerien für unabhängig. 800.000 Menschen verließen Algerien, die meisten migrierten nach Frankreich. Im August 1962 wurde die Demokratische Volksrepublik Algerien ausgerufen, die Macht ging von der provisorischen Regierung GPRA auf die FLN über. Ben Bella wurde am 27. September 1962 Regierungschef. Vom 15. September 1963 bis zum 19. Juni 1965 war er Präsident Algeriens.

### Opfer, Flucht und Konsequenzen des Krieges
Die Zahl der Opfer des Krieges auf Seiten der muslimischen Algerier lag nach französischen Angaben bei 300.000, algerische Quellen gehen von einer Million aus. Neben den französischen Soldaten kamen etwa 10.000 Europäer bei Terrorakten ums Leben. Nach offiziellen Angaben starben 17.456 französische Soldaten, knapp 65.000 wurden verletzt, 1000 blieben vermisst. Die Aufständischen schätzten ihre Verluste auf 300.000 bis 1.000.000. 90 % der mehr als eine Million französischen Siedler verließen das Land.
Von den etwa 250.000 muslimischen Algeriern, die für Franzosen gearbeitet hatten, entkamen nur 15.000 aus dem Land. Unter meist ungeklärten Umständen wurden viele der Zurückgebliebenen entwaffnet, ausgeliefert und gefoltert; zwischen 30.000 und 150.000 von ihnen wurden ermordet. Frankreich schätzte die Zahl der getöteten Kriegsgegner auf 141.000, hinzu kamen 12.000 in internen Kämpfen getötete FLN-Kämpfer, 16.000 von der FLN getötete Zivilisten sowie weitere 50.000 getötete Muslime. Darin sind nicht die als Harkis bezeichneten und als Kollaborateure Ermordeten eingeschlossen, ebenso wenig 4300 Kämpfer, die in Frankreich ums Leben kamen. 1,8 Millionen Algerier wurden aus ihren Häusern vertrieben.
Insgesamt dürfte der Krieg Frankreich 50 bis 55 Milliarden neue Francs gekostet haben. Hinzu kamen die wirtschaftlichen Verluste durch Abwesenheit von 500.000 Mann und damit zusammenhängende Unproduktivität, die auf 3 bis 4 Milliarden pro Jahr geschätzt wurden. Zudem kam es zu deutlichen Einbrüchen in der Bevölkerungsentwicklung, die ja schon während des Zweiten Weltkriegs Stagnation und Rückgänge erlebt hatte.
Allein zwischen 1962 und 1965 kamen 324.000 Rückkehrer (rapatriés) und 110.000 muslimische Algerier nach Frankreich.

## Die algerische Republik seit der Unabhängigkeit 1962

### Algerischer Sozialismus (bis 1989)
Am 1. Juli 1962 votierten 99,7 % der abstimmenden Algerier für die Unabhängigkeit ihres Landes; am 25. September wurde die Demokratische Republik Algerien ausgerufen. Nach acht Kriegsjahren stand das Land vor großen Problemen. 1967 verließen die letzten französischen Armeeeinheiten die Stützpunkte von Reggane und Béchar, 1968 von Mers el-Kebir. In der Nähe von In Ekker, am westlichen Rand des Ahaggar-Gebirges, etwa 150 km nordnordwestlich von Tamanrasset, betrieb Frankreich bis 1966 ein Versuchszentrum (Centre d’expérimentations militaires des oasis). Dort wurden zwischen dem 7. November 1961 und dem 16. Februar 1966 dreizehn Kernwaffentests durchgeführt.
Es kam zu erheblichen wirtschaftlichen Problemen, unter anderem weil mit der staatlichen Unabhängigkeit die meisten französischen Fachkräfte das Land verlassen hatten. Zudem hatte die ehemalige Kolonialregierung eine Industrialisierung erst sehr spät zugelassen und dem Land eine koloniale Rechts-, Besitz- und Wirtschaftsstruktur aufgezwungen. Auch viele Algerier emigrierten. In der FLN brachen Machtkämpfe über den politischen Kurs aus. Ahmed Ben Bella, Präsident von 1962 bis 1965, setzte durch, dass die FLN eine sozialistisch orientierte Einheitspartei wurde, die alle Behörden und die verstaatlichte Wirtschaft kontrollieren sollte. Dieses Einparteiensystem wurde am 8. September 1963 durch ein Referendum bestätigt.
Ben Bella wurde am 19. Juni 1965 in einem Staatsstreich von Houari Boumedienne gestürzt.
Unter der Führung Boumediennes (1965–1978) wurden die Bodenschätze des Landes, vor allem Erdöl und Erdgas verstärkt gefördert, um die industrielle Entwicklung des Landes und einen „algerischen Sozialismus“ voranzutreiben. Er verstaatlichte die Ölindustrie sowie Teile der Landwirtschaft und versuchte, die aufkeimende Industrie durch hohe Zölle zu schützen.
1965 baute die Sowjetunion das „Algerische Institut für Öl und Gas“ auf, in dem 200 sowjetische Professoren jährlich 1000 Ingenieure für das nationale Öl- und Gasunternehmen Sonatrach ausbildeten. 1970 wurden zwei weitere Bildungszentren durch die Sowjetunion aufgebaut, das Institut für Bergbau und Metallurgie in Annaba und das Nationale Institut für Leichtindustrie in Boumerdes.
Die Verfassung von 1976 bestätigte Boumediennes Machtstellung und die Ausschaltung jedweder Opposition.
Nachfolger für den 1978 verstorbenen Boumedienne wurde Chadli Bendjedid (1978–1992), der die Kontrolle von Wirtschaft und Gesellschaft etwas lockerte. 1980 kam es zu einer ersten Protestwelle, im November 1986 ging von Constantine eine Jugendrevolte aus, die fast ganz Ostalgerien erfasste. Sie richtete sich gegen die Austeritätspolitik der Regierung, die Auflagen des Internationalen Währungsfonds und der Weltbank erfüllte. Die Proteste richteten sich gegen die kulturelle und soziale Unterversorgung der Städte. Bei schweren sozialen Unruhen 1988 schossen Sicherheitskräfte auf die demonstrierende Menge. Ursachen waren eine hohe Jugendarbeitslosigkeit, Wohnungsnot (beide verschärft durch ein starkes Bevölkerungswachstum) und der gesunkene Ölpreis. Chadli musste eine Demokratisierung einleiten und im Februar 1989 Verfassungsänderungen zustimmen (Trennung von Partei und Staat, parlamentarische Verantwortung, Pluralismus, politische Freiheiten und Garantien der Menschenrechte).

### Militärputsch, Bürgerkrieg (1992 bis 2002)
Dem stand, wie im gesamten arabischen Raum, eine andere Entwicklung entgegen. Nachdem 1991 die radikalen Islamisten der „Islamischen Heilsfront“ (FIS) den ersten Durchgang der freien Wahlen gewonnen und dabei 188 der 430 Sitze gewonnen hatten, übernahm vor dem zweiten Wahldurchgang 1992 das Militär unter Kriegsminister Khaled Nazzar die Macht und annullierte die Wahl. Er löste das Parlament auf, rief den Notstand aus, verbot die FIS und zwang Chadli am 12. Januar zum Rücktritt.
Am 14. Januar übernahm Muhammad Boudiaf die Führung des Hohen Staatsrats, der aus marokkanischem Exil zurückgekehrt war. Seine geplante Reformpolitik konnte aber nicht mehr umgesetzt werden, da er am 29. Juni 1992 einem Attentat zum Opfer fiel. Bis 1994 regierte der Hohe Staatsrat unter der Leitung von Ali Kafi (2. Juli 1992–1994).
Als die FIS verboten wurde, ging die Mehrzahl ihrer Mitglieder in den Untergrund und ein Bürgerkrieg begann. Dieser Auseinandersetzung zwischen radikalen Islamisten und der Armee fielen seither über 120.000 Menschen zum Opfer. Auch nachdem die Regierung am 30. Januar 1994 an Präsident Liamine Zéroual (1994–1999) übergeben worden war, dauerten die Terroraktionen der Islamisten an. Die Sicherheitskräfte konnten seit 1995 einige Erfolge erzielen. Unter den Islamisten kam es zu mehreren Spaltungen, deren radikalste Fraktion die Groupe Islamique Armé war. Sie war für die brutalsten Terroranschläge verantwortlich; sogar die FIS distanzierte sich von der Gruppierung. 1996 trat nach einem Referendum eine neue Verfassung in Kraft.
Auch unter Präsident Abd al-Aziz Bouteflika (Wahl am 15. April 1999) konnte das Problem des Terrors nicht beseitigt werden, ebenso wenig die sehr hohe Arbeitslosigkeit der Jugend. 1998 ging aus der GIA die Salafistengruppe für Predigt und Kampf hervor. So kam es 2001 zu erneuten Unruhen im ganzen Land. Nach Protesten der Berber in der Kabylei wurde am 2. Mai 2002 die Berbersprache Tamazight zur Nationalsprache erklärt, die seit Gründung Algeriens verdrängt werden sollte.
Nach dem Abflauen des Bürgerkriegs initiierte die Regierung 1999 eine Volksabstimmung über eine Versöhnungspolitik. Im Januar 2000 lief eine Amnestie für reuige Islamisten aus, die Bouteflika nach der Selbstauflösung der Armée islamique du salut (Islamische Heilsarmee, AIS), des bewaffneten Arms der Front islamique du Salut (Islamischen Heilsfront, FIS), im März 2000 unbefristet verlängerte. Nun wurde die ehemalige Einheitspartei FLN bei den Parlamentswahlen 2002 bestätigt.

### Bouteflika, Amnestie, Mittelmeerunion, Salafismus
Am 8. April 2004 fand eine erneute Präsidentenwahl statt. Da das Militär diesmal Neutralität zugesichert hatte, galt die Wahl als freieste seit der Unabhängigkeit. Insgesamt traten sechs Kandidaten an. Abd al-Aziz Bouteflika, der 1999 mit Rückendeckung des Militärs gewählt worden war, galt als Favorit. Der Ex-Premierminister Ali Benflis galt als der einzige nennenswerte Herausforderer. Bouteflika erhielt bereits im ersten Wahlgang der Präsidentenwahl 83 % der Stimmen. Er war der erste Präsident Algeriens, der ein zweites Mandat erhielt. In einem Referendum stimmten die Algerier 2005 über eine Generalamnestie ab. Infolgedessen wurde der GIA-Gründer Abdelhak Layada im März 2006 aus der Haft entlassen – und neben ihm 2.200 vormalige Islamisten sowie 37.800 weitere Gefangene. 2009 wurde Bouteflika für eine dritte Amtszeit bestätigt. 2008 wurde Algerien Mitglied der Mittelmeerunion.
Die Salafisten vernetzten sich Anfang 2007 mit al-Qaida und schlossen mit weiteren nordafrikanischen Islamisten einen Bund, der in der AQIM (al-Qaida in Maghreb) aufging. Dessen Einflusssphäre reichte bis Spanien, Frankreich und bis Zentralafrika; die Zahl der Kämpfer der al-Qaida in Afrika wurde 2012 auf 20.000 geschätzt, die der AQIM hingegen nur auf 800. Die Finanzierung erfolgt mittels Kokainhandel und Erpressung von Lösegeldern.
2013 erlitt Boutefklika einen Schlaganfall und trat seither fast nie mehr in der Öffentlichkeit auf; trotzdem wurde er bei der Wahl 2014 im Amt bestätigt. Die eigentliche Regierungsmacht lag aber in den Händen von Verwandten, Militärs und Unternehmern, die le pouvoir („die Macht“) genannt wurden. Nachdem Bouteflika auch für die Wahl 2019 kandidieren wollte, kam es zu Massenprotesten, bis er am 2. April 2019 zurücktrat und Abdelkader Bensalah Interimspräsident wurde. Abdelmadjid Tebboune gewann die Präsidentenwahl am 12. Dezember 2019 im ersten Wahlgang.
Seit März 2020 grassiert die COVID-19-Pandemie auch in Algerien. Am 1. November 2020 fand ein Verfassungsreferendum statt (Wahlbeteiligung 23,7 %, Zustimmungsquote 66,8 %).

### Überblickswerke
- Martin Hofbauer und Thorsten Loch (Hrsg.): Nordafrika (= Wegweiser zur Geschichte). Verlag Ferdinand Schöningh, Paderborn 2011, ISBN 978-3-506-77326-5.
- Harry H. Johnston: A History of the Colonization of Africa by Alien Races. Cambridge University Press, Cambridge 2011, ISBN 978-0-521-23128-2.
- James McDougall: A History of Algeria. Cambridge University Press, Cambridge 2017, ISBN 978-0-521-61730-7.
- Corisande Fenwick: Archaeology and the Search for Authenticity. Colonialist, Nationalist, and Berberist Visions of an Algerian Past. In: Corisande Fenwick, Meredith Wiggins, Dave Wythe (Hrsg.): TRAC 2007. Proceedings of the Annual Theoretical Roman Archaeology Conference. Oxbow Press, Oxford 2008, S. 75–86, doi:10.16995/TRAC2007 75 88.

### Ur- und Frühgeschichte
- Isabelle C. Winder: Looking for problems: A systems approach to hominin palaeocommunities from Plio-Pleistocene Africa. In: International Journal of Osteoarchaeology 22, 2012, S. 460–493, doi:10.1002/oa.1219.
- Kenneth W. Russell: After Eden: The Behavioral Ecology of Early Food Production in the Near East and North Africa. British Archaeological Reports, Oxford 1988.
- Jörg W. Hansen: Art rupestre dans les tassilis de l’ouest et du sud algérien. Paris 1975, 2009.
- Slimane Hachi: Les cultures de l’homme de Mechta-Afalou. Le gisement d’Afalou Bou Rhummel, massif des Babors, Algérie: les niveaux supérieurs, 13.000–11.000 B.P. CRAPE, Algier 2003.
- Louise T. Humphrey, Emmy Bocaege: Tooth Evulsion in the Maghreb: chronological and geographical patterns. In: African Archaeological Review 25, 2008, S. 109–123.
- Mary Jackes, David Lubell: Early and middle holocene environmental and Capsian cultural change: evidence from the Télidjène Basin, eastern Algeria. In: African Archaeological Review 25, 2008, S. 41–55.
- Claire Manen, Grégor Marchand, Antonio Faustino: Le Néolithique ancien de la péninsule ibérique: vers un nouvelle evaluation du mirage africain? In: J. Evin (Hrsg.): XXVIe Congrès Préhistorique de France, Paris 2007, S. 133–151.
- Katherine E. Hoffman, Susan Gilson Miller: Berbers and Others. Beyond Tribe and Nation in the Maghrib. Indiana University Press, 2010, ISBN 978-0-253-22200-8.
- Heinz Günter Horn, Christoph B. Rüger: Die Numider. Reiter und Könige nördlich der Sahara, Ausstellungskatalog Rheinisches Landesmuseum Bonn, Rheinland, Köln 1979.
- Soubila Merzoug: Faunal remains from Medjez II (epipalaeolithic, Algeria): Evidence of ostrich consumption and interpretation of Capsian subsistence behaviors. In: Hélène Jousse, Joséphine Lesur (Hrsg.): People and Animals in Holocene Africa. Recent advances in archaeozoology. Africa Magna Verlag, 2011, S. 123–131.
- Noura Rahmani, Jacques Tixier: Le Capsien typique et le Capsien supérieur. Évolution ou contemporanéité: les données technologiques. Archaeopress, 2003.
- Henri Lhote: Les gravures rupestres de l’Oued Djerat (Tassili-n-Ajjer), Mémoires du Centre de Recherches Anthropologiques, Préhistoriques et Ethnographiques. SNED, Algier 1976.

### Phönizier und Karthager
- Dexter Hoyos: A Companion to the Punic Wars. John Wiley & Sons, Oxford u. a. 2011, ISBN 978-1-4051-7600-2.
- Werner Huß: Geschichte der Karthager. C.H. Beck, München 1985.

### Numidien, Mauretanien, Berber
- Mokhtar Ghambou: The 'Numidian' Origins of North Africa. In: K. E. Hoffmann, S. G. Miller (Hrsg.): Berbers and Others. Beyond Tribe and Nation in the Maghreb. Indiana University Press 2010, S. 153–170.
- Malika Hachid: Les Premiers Berbères. Aix-en-Provence 2000.
- Abdelmajid Hannoum: Historiography, mythology and memory in modern North Africa: the story of the Kahina. In: Studia Islamica, 85 1997, S. 85–130.

### Rom, Vandalen, Byzanz
- Elizabeth Fentress: Rommanizing the Berbers. In: Past & Present, 190, 2006, S. 3–33.
- Helmut Castritius: Die Vandalen. Etappen einer Spurensuche. Kohlhammer-Urban, Stuttgart 2007, ISBN 978-3-17-018870-9, ab S. 76.
- Leslie Dossey: Peasant and Empire in Christian North Africa. University of California Press, Berkeley–Los Angeles–London 2010. ISBN 978-0-520-25439-8
- Charles-André Julien: Histoire de l’Afrique du Nord: Tunisie, Algérie, Maroc des origines à la conquête arabe (647 ap. J.-C.), Payot, Paris 1961.
- Walter Emil Kaegi: Muslim Expansion and Byzantine Collapse in North Africa. Cambridge University Press, Cambridge u. a. 2010. ISBN 978-0-521-19677-2
- Dennis P. Kehoe: The Economics of Agriculture on Roman Imperial Estates in North Africa, Habil., Vandenhoeck & Ruprecht, Göttingen 1988. ISBN 978-3-525-25188-1
- Anna Leone: Changing Townscapes in North Africa from late Antiquity to the Arab Conquest. Edipuglia, Bari 2007. ISBN 978-88-7228-498-8
- E. Lennox Manton: Roman North Africa. Trafalgar Square, London 1988, ISBN 978-1-85264-007-1
- Georges Tirologos (Hrsg.): L’Afrique du Nord antique. Cultures et paysages, Colloque de Nantes – mai 1996, Presses Univ. Franche-Comté, 1999. ISBN 978-2-913322-47-9
- Christian Witschel: Zur Situation im römischen Africa während des 3. Jahrhunderts. In: Klaus-Peter Johne, Thomas Gerhardt, Udo Hartmann (Hrsg.): Deleto paene imperio Romano. Transformationsprozesse des Römischen Reiches im 3. Jahrhundert und ihre Rezeption in der Neuzeit. Steiner, Stuttgart 2006, ISBN 978-3-515-08941-8, S. 145–221.
- Paolo Odorico: L’image des Berbères chez les Byzantins. Le Témoignage de Corippe. In: Créer et transmettre chez les Berbères (= AWAL, Cahiers d’ètudes berbères 40–41 (2009-10) 161–169)
- Mohand Tilmatine: L’image des Berbères chez les auteurs arabes de l’époque médiévale, in: Créer et transmettre chez les Berbères (= AWAL, Cahiers d’ètudes berbères 40–41 (2009-10) 171–183)

### Muslimische Dynastien und Minderheiten, Osmanen
- Ulrich Haarmann (Hrsg.): Geschichte der arabischen Welt. Beck, München 2001 (S. 312–314 (Abdalwadiden), s. ab S. 264 (Maghreb), ab S. 576 (1950–1985), S. 618 (1988–1992)).
- Jamil M. Abun-Nasr: A History of the Maghrib in the Islamic Period. Cambridge University Press 1987.
- Mohamed Talbi: L’Émirat aghlabide. 184–296 / 800–909. Histoire politique. Paris 1966.
- Emily Benichou Gottreich, Daniel J. Schroeter (Hrsg.): Jewish Culture and Society in North Africa. Indiana University Press, Bloomington 2011.
- Daniel Panzac: Barbary Corsairs. The End of a Legend 1800–1820. Brill, Leiden 2005.
- Jacqueline Guiral: Les relations commerciales du Royaume de Valence avec la Berbérie au XVe siècle, in: Mélanges de la Casa de Velázquez, Bd. 10, 1974. S. 99–131. doi:10.3406/casa.1974.897
- David S. Powers: Law, Society and Culture in the Maghrib, 1300–1500. Cambridge University Press 2002.
- Catherine Donnadieu: Habiter le désert. Les maisons mozabites: recherches sur un type d’architecture traditionnelle pré-saharienne. Editions Mardaga, Brüssel, Lüttich 1977.
- Mouloud Gaïd: L’Algérie sous les Turcs. Société nationale d’édition et de diffusion, Algier 1975.

### Kolonialgeschichte
- Jan C. Jansen: Erobern und Erinnern. Symbolpolitik, öffentlicher Raum und französischer Kolonialismus in Algerien, 1830–1950. De Gruyter Oldenbourg, Berlin 2013, ISBN 978-3-486-72361-8.
- Bernhard Schmid: Das koloniale Algerien. Unrast, Münster 2006, ISBN 3-89771-027-7.
- Yves Maxime Danan: La vie politique à Alger de 1940 à 1944. L.G.D.J., Paris 1963.
- Diego de Haedo: Histoire des rois d’Alger. Topographia e Historia general de Argel. Valladolid, 1612, Traduction d’H.D. de Grammont, Bouchène, Paris 1998.
- Fabian Klose: Menschenrechte im Schatten kolonialer Gewalt. Die Dekolonisierungskriege in Kenia und Algerien 1945–1962. Oldenbourg Wissenschaftsverlag, München 2009, ISBN 978-3-486-58884-2 (Veröffentlichungen des Deutschen Historischen Instituts London 66).[126]
- Pierre Denis: L’Armée française au Sahara. De Bonaparte à 1990. l’Harmattan, Paris 1991.
- Jean-Louis Gérard: Dictionnaire historique et biographique de la guerre d’Algérie. Éditions Jean Curtuchet, 2001.
- Kurt Hochstuhl: Die badische Auswanderung nach Algerien. Kohlhammer 2007.

### Jüngste Geschichte
- Bernhard Schmid: Algerien. Frontstaat im globalen Krieg? Neoliberalismus, soziale Bewegungen und islamische Ideologie in einem nordafrikanischen Land. Unrast, Münster 2005, ISBN 3-89771-019-6.
- Duell in Algier. In: Die Zeit, Nr. 6/2004.
- Roman Hagelstein: The Civil War in Algeria. Political, Economic and Institutional Background. Eberhard-Karls-Universität, Tübingen 2010.
- Mahfoud Bennoune: The Making of Contemporary Algeria, 1830–1987. Cambridge University Press 2002.

## Film
- Gillo Pontecorvo: The Battle of Algiers (Die Schlacht von Algier). 1965. Über den algerischen Unabhängigkeitskampf in der Stadt Algier.